# Erreur scientifique

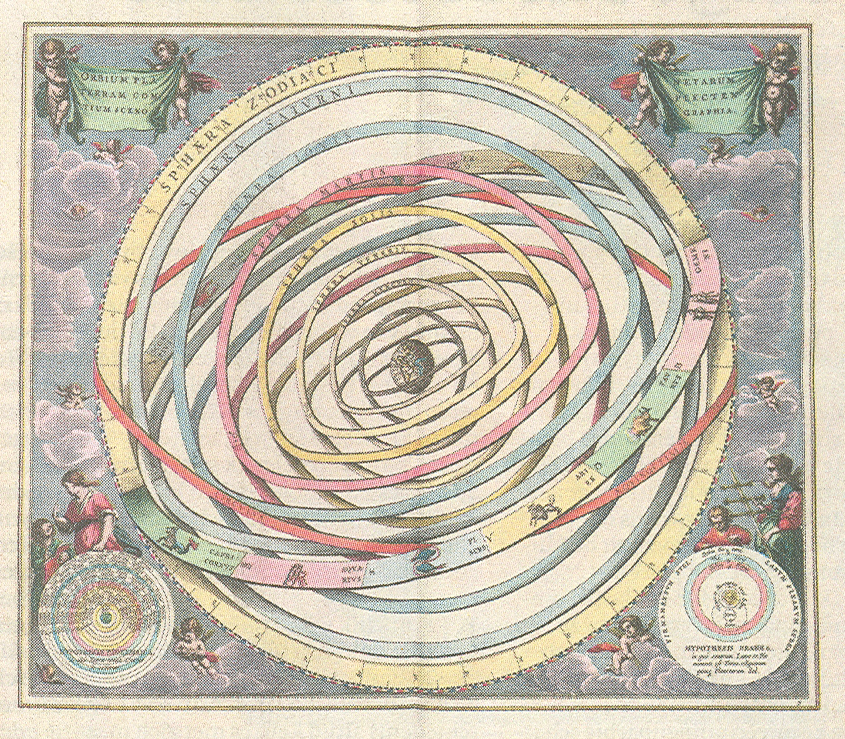
Représentation simplifiée du modèle de l'univers ptoléméen parue dans l'atlas d'Andreas Cellarius, Harmonia Macrocosmica, publié en 1660.

L'erreur scientifique consiste en un raisonnement, une théorie ou une affirmation se réclamant de la science mais qui se trouve réfuté par la communauté scientifique. À la différence de la fraude scientifique, l'erreur est involontaire. Elle peut se retrouver dans tous les domaines des sciences, à toutes les époques et sous de multiples formes. Certaines erreurs scientifiques peuvent avoir des conséquences très négatives, notamment celles pouvant altérer la santé humaine, la biodiversité ou l'équilibre de l'environnement.

## Méthode et erreur scientifiques
La définition et la caractérisation de la méthode (ou démarche) scientifique fait l'objet de très nombreux ouvrages et études depuis les premières mentions dans les écrits d'Aristote, en passant par le Discours de la Méthode de René Descartes jusqu'aux écrits des XXe et XXIe siècles de Poincaré, Gaston Bachelard, Thomas Kuhn ou encore Karl Popper. Elle peut être résumée comme :
- une suite ordonnée d'étapes : observation[Note 1], formulation d'un questionnement, émission et tests d'hypothèses, construction d'un modèle, d'une théorie ou, plus généralement, d'un résultat (affirmation, nombre, etc.). Chacune de ces étapes peut être parcourue plusieurs fois, notamment pour tester les hypothèses, ou encore confronter le modèle, la théorie ou le résultat à d'autres observations, ou d'autres modèles concurrents.
- un raisonnement méthodique : logique, induction et déduction, etc.
- l'emploi d'outils scientifiques adéquats, physiques (thermomètres, balance, interféromètre, etc.) ou immatériels (par exemple théories et formules mathématiques ou physiques) réputés  éprouvés dans la communauté scientifique.

En sciences expérimentales, il est en outre considéré que la méthode employée et le résultat obtenu doivent être reproductibles.
Au XXIe siècle, certaines définitions sont complétées par la nécessité d'une revue par les pairs et la publication dans des revues spécialisées.
Par contraposée, une erreur scientifique est un modèle, une théorie ou, plus généralement, un résultat qui se réclame d'une démarche scientifique mais s'avère erroné.

## La nature des erreurs scientifiques
Des erreurs scientifiques ont été constatées dans tous les domaines de la science, et à toutes les époques. Elles peuvent être de plusieurs natures :
- erreur triviale : calcul faux, erreur dans les unités ou les formules utilisées, hypothèses incohérentes, logique déductive ou inductive défaillante, etc. Une telle erreur peut être très difficile à détecter si les outils ou raisonnements employés sont très sophistiqués.
- erreur expérimentale : le protocole visant à tester des hypothèses a été mal défini ou perturbé durant son déroulement (pollution d'échantillons, etc.).
- erreur par interprétation : les résultats obtenus sont interprétés trop rapidement (sans chercher de contre exemples, etc.) ou leur signification étendue en dehors du champ des hypothèses retenues.
- erreur par ignorance : c'est très généralement le cas lorsque des non spécialistes (grand public, politiques, scientifiques d'autres domaines, etc.) s'emparent d'un résultat scientifique et en font eux-mêmes une interprétation plus vaste ou l'appliquent à des sujets très différents de ceux que les scientifiques ont définis et traités.

Une autre catégorie d'erreur par ignorance, est celle due à l ' "ignorance de faits non encore connus ou établis révélés par les progrès ultérieurs de la science, notamment par la création de nouveaux outils" : de très nombreux exemples de ce type ont émaillé la progression de la science, et nombreux sont les scientifiques et philosophes qui considèrent que ce type d'erreur est consubstantiel de la progression de la science. Ainsi, selon Albert Einstein : « La seule façon d'éviter de faire des erreurs, c'est la mort. »; pour Jean-François Bach : « Une personne qui n'a jamais commis d'erreur n'a jamais tenté d'innover. »; pour James Joyce « les erreurs sont les portes de la découverte »; pour Gaston Bachelard, « l'esprit scientifique se constitue comme un ensemble d'erreurs rectifiées »,; et selon Geoffrey E. R. Lloyd : « Il fallait d'abord aux Grecs de l'Antiquité avoir des idées, fussent-elles inexactes, pour orienter les observations. Ensuite ces observations ont elles-mêmes conduit à remettre en question certains présupposés et à formuler de nouveaux problèmes. ».
Plusieurs grandes figures de la science ont d'ailleurs commis des erreurs : Kepler, Galilée, Descartes, Newton, Lavoisier, Darwin, Hilbert, Einstein, Fermi, von Neumann, Hawking, etc[réf. souhaitée]. Elles appartiennent souvent à  deux grandes catégories[réf. souhaitée] : celles qui consistent à développer de fausses conceptions et celles qui consistent à considérer comme fausses des théories qui rendent compte de la réalité.
Toute discipline scientifique faisant l'objet d'un enseignement, on retrouve parfois dans son enseignement des erreurs bien après que les scientifiques les ont corrigées :  les programmes n'intègrent pas toujours suffisamment rapidement le dernier état de la connaissance.
Les chapitres suivants, organisés par domaine scientifique, donnent quelques exemples de ces différentes catégories d'erreurs, du contexte dans lequel elles sont survenues et de leurs conséquences.

## Historique

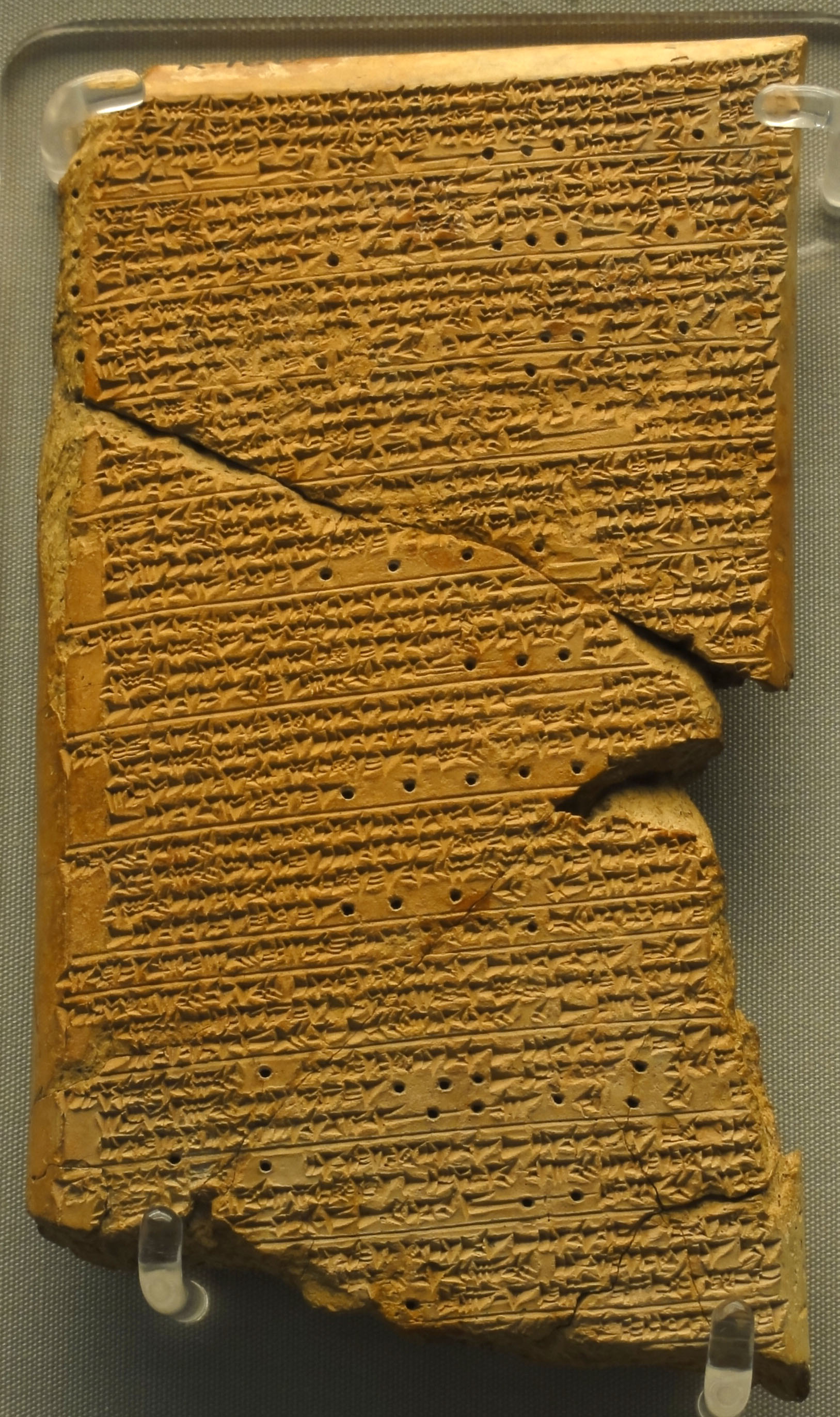
Tablette d'Ammi-ṣaduqa

Même si une histoire générale des erreurs scientifiques reste à écrire, les contours peuvent en être esquissés. Afin de pouvoir rechercher ces erreurs le plus loin possible dans le passé, la constitution d'une science, aussi primitive soit-elle, parmi les lointains précurseurs de la science moderne ne suffit pas. Encore faut-il que les témoignages de leurs travaux aient subsisté au fil des siècles voire des millénaires jusqu'à aujourd'hui. D'autre part, il faut pouvoir les déchiffrer espérer en identifier d'éventuelles erreurs, qu'il s'agisse d'observations, de calculs ou encore de conceptions et de théories sous-jacentes. C'est sans doute par le biais de l'astronomie qu'ont subsisté jusqu'à nos jours les plus vieux témoignages précurseurs de travaux scientifiques. De fait, l'un de ces artefacts, mis à la disposition des spécialistes, ne contient aucune écriture à déchiffrer. Ainsi, la tablette d'Ammi-ṣaduqa, datant du VIIe siècle av. J.-C., est la plus ancienne copie d'un texte plus ancien: retrouvée dans la bibliothèque d'Assurbanipal de Ninive elle fait partie des collections du British Museum et contient un registre des levers et couchers héliaques de Vénus sur une période de 21 ans. Cette tablette d'argile recouverte d'écriture cunéiforme renvoie à l'un des documents scientifiques les plus anciens sur lequel il est possible d'en évaluer le contenu.

## Erreurs commises dans les sciences empiriques
Dans le domaine des sciences empiriques, de nombreuses erreurs proviennent de l'interprétation soit d'observations soit de résultats.

### Géographie
Les débuts de la science grecque voient se développer, entre autres, les mathématiques, l'astronomie, et la géographie. Dans sa Géographie datant de l'an 150, Ptolémée propose un système de coordonnées qui remonte au moins à l'époque d'Eudoxe et plusieurs cartes contenant de nombreuses erreurs : l'Océan Indien, par exemple, y est représenté comme une mer fermée.
Plus tard, une autre erreur, selon laquelle la Californie serait une île, perdure sur des représentations de l'Amérique du Nord datant des XVIIe et XVIIIe siècles, comme celle du cartographe Nicolas Sanson, alors même que cette partie du territoire nord-américain avait été correctement cartographiée comme une péninsule dès 1570 dans le Theatrum Orbis Terrarum sur une carte du monde d'Abraham Ortelius figurant dans cet atlas[réf. souhaitée].

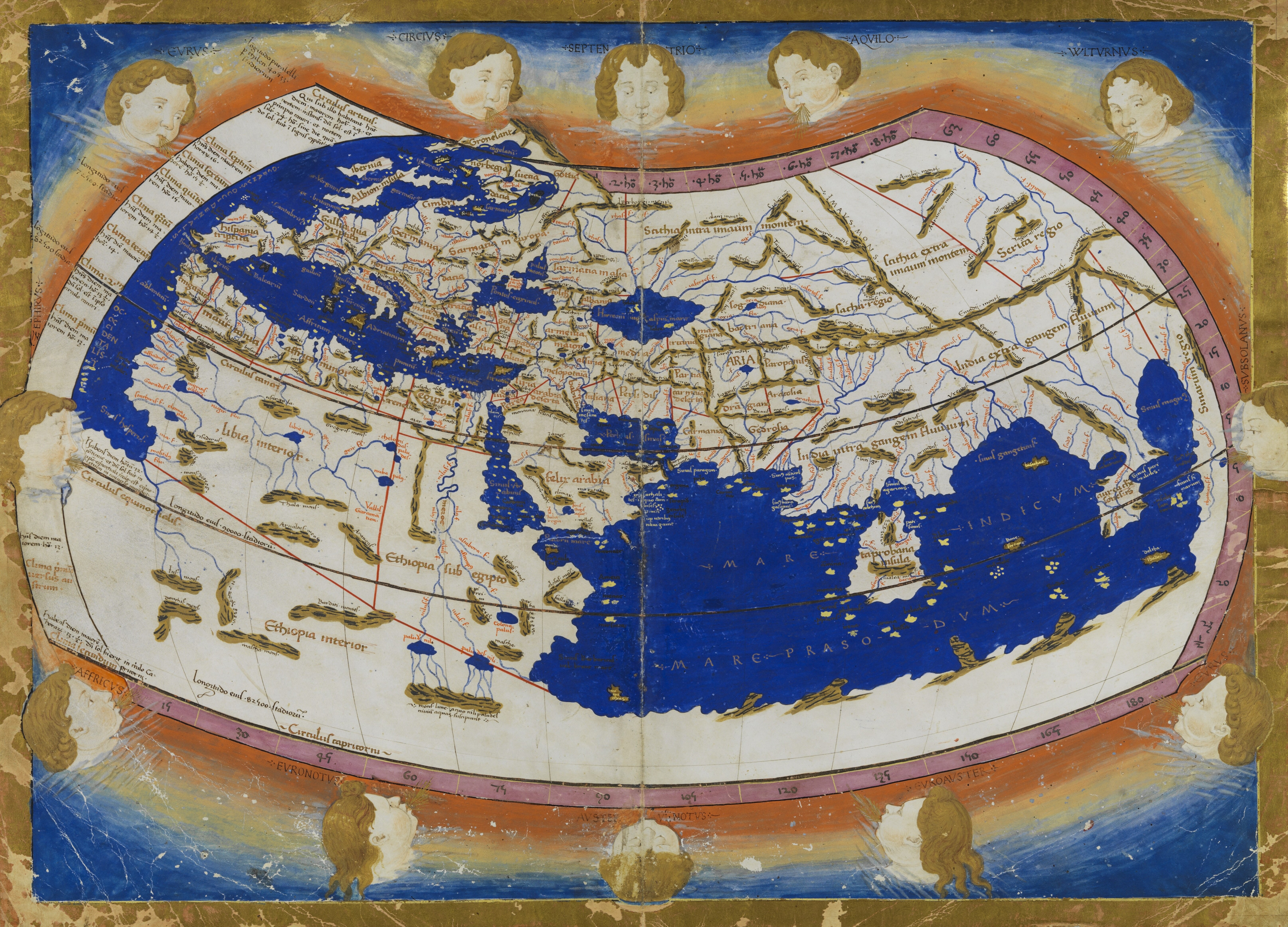
Carte du monde de Ptolémée par Nicolaus Germanus (en) avec l'Océan Indien fermé (reconstitution publiée en 1467[11]).
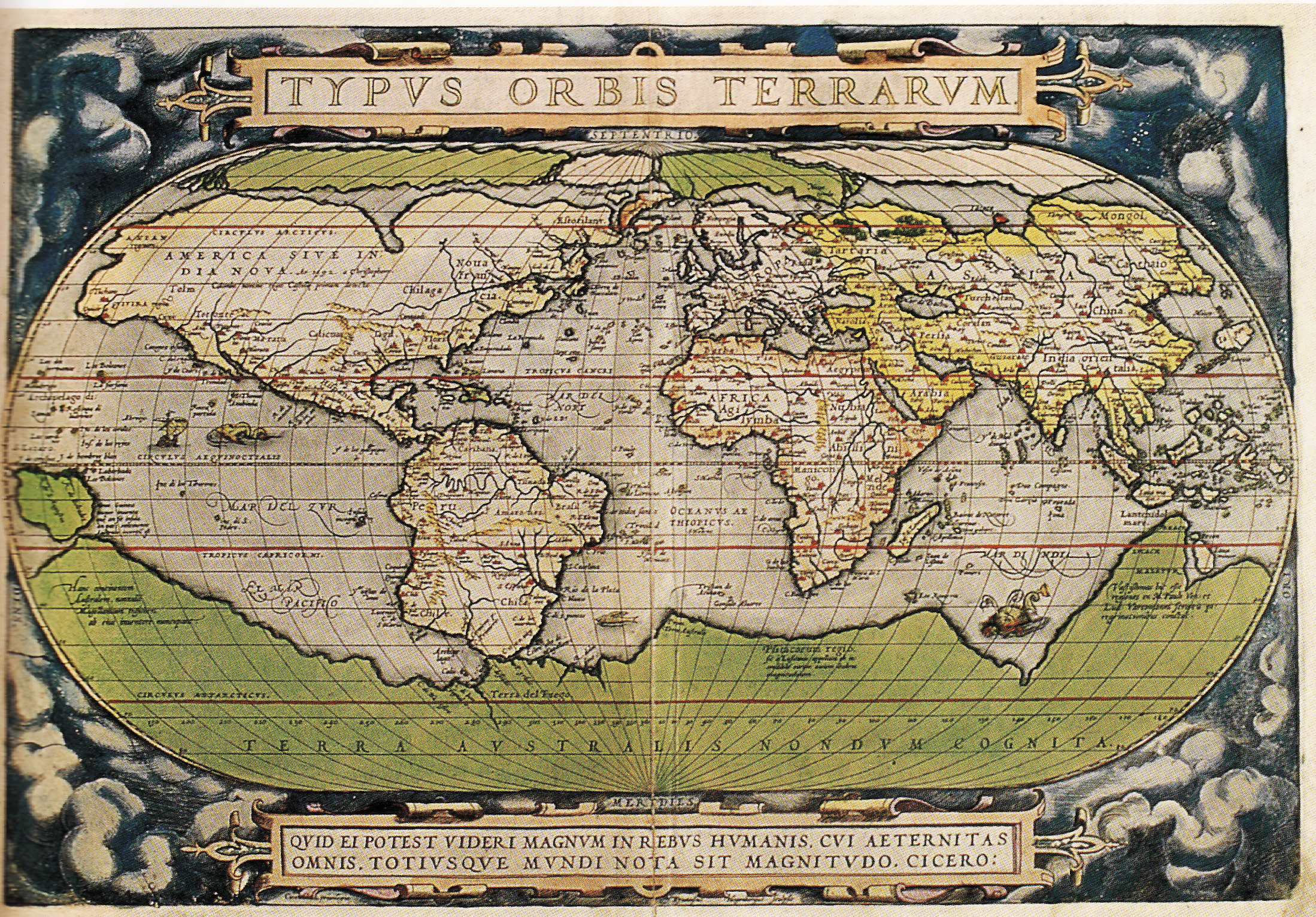
Typus Orbis Terrarum, avec la Californie correctement représentée, selon le cartographe Abraham Ortelius (1570).
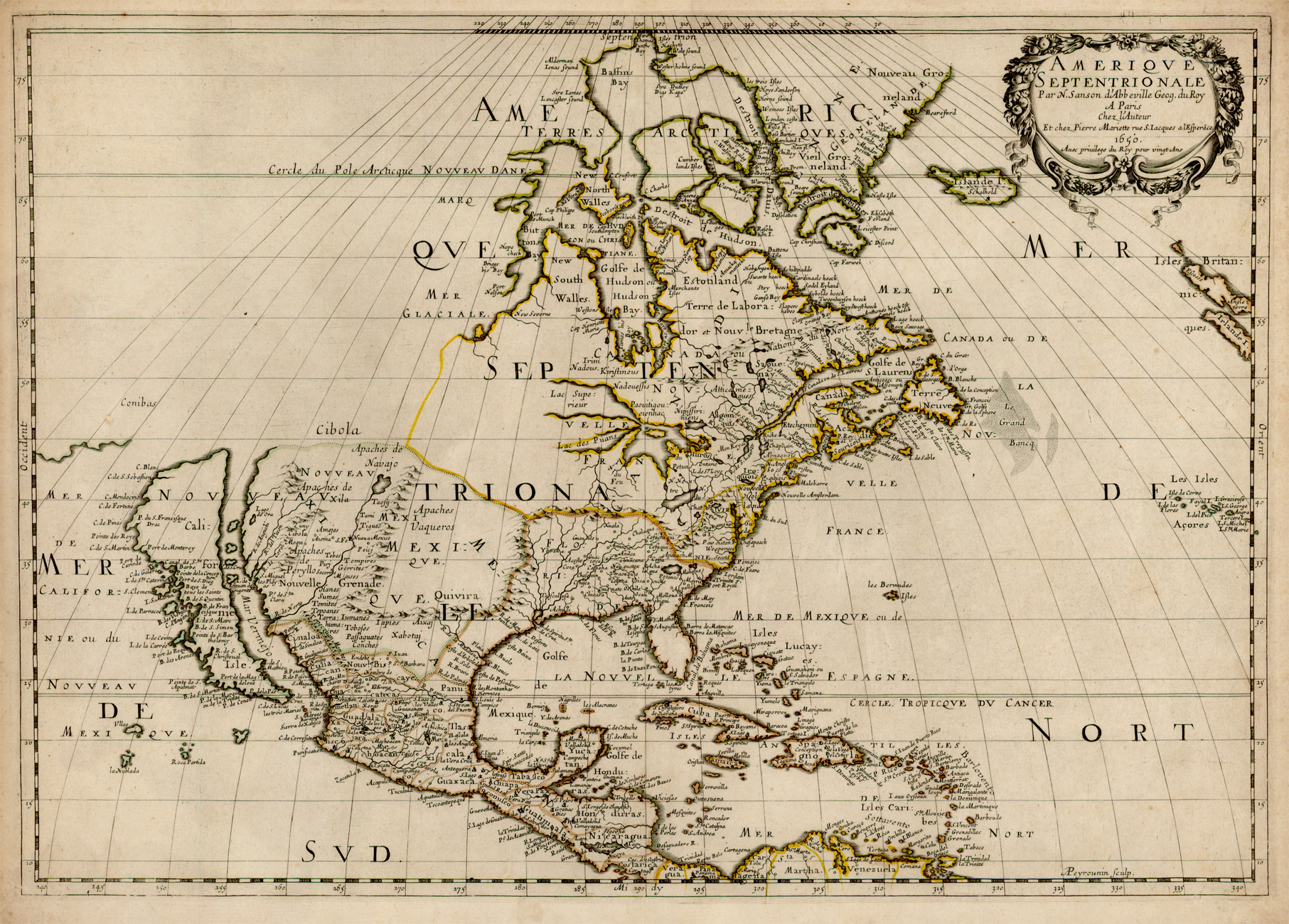
La Californie comme une île par Nicolas Sanson (1650).

Un autre exemple de ces erreurs de localisation géographique est publié dans l'un des ouvrages les plus connus de l'histoire des sciences : le De revolutionibus orbium coelestium de Nicolas Copernic. Arthur Koestler relevé le fait que, dans son ouvrage majeur, Copernic, pourtant familier de cette région, situe Frauenburg (Frombork) sur l'estuaire de la Vistule alors que la Vistule se jette dans la mer Baltique, près de Gdańsk. Il situe aussi cette dernière sur le méridien de Cracovie alors que ce n'est pas le cas.

### Paléontologie
L'étude des fossiles a conduit à de nombreuses reprises des scientifiques même expérimentés à proposer des conclusions erronées, notamment lorsque ces fossiles étaient peu nombreux ou fragmentaires.

#### Bathybius et Eozoon

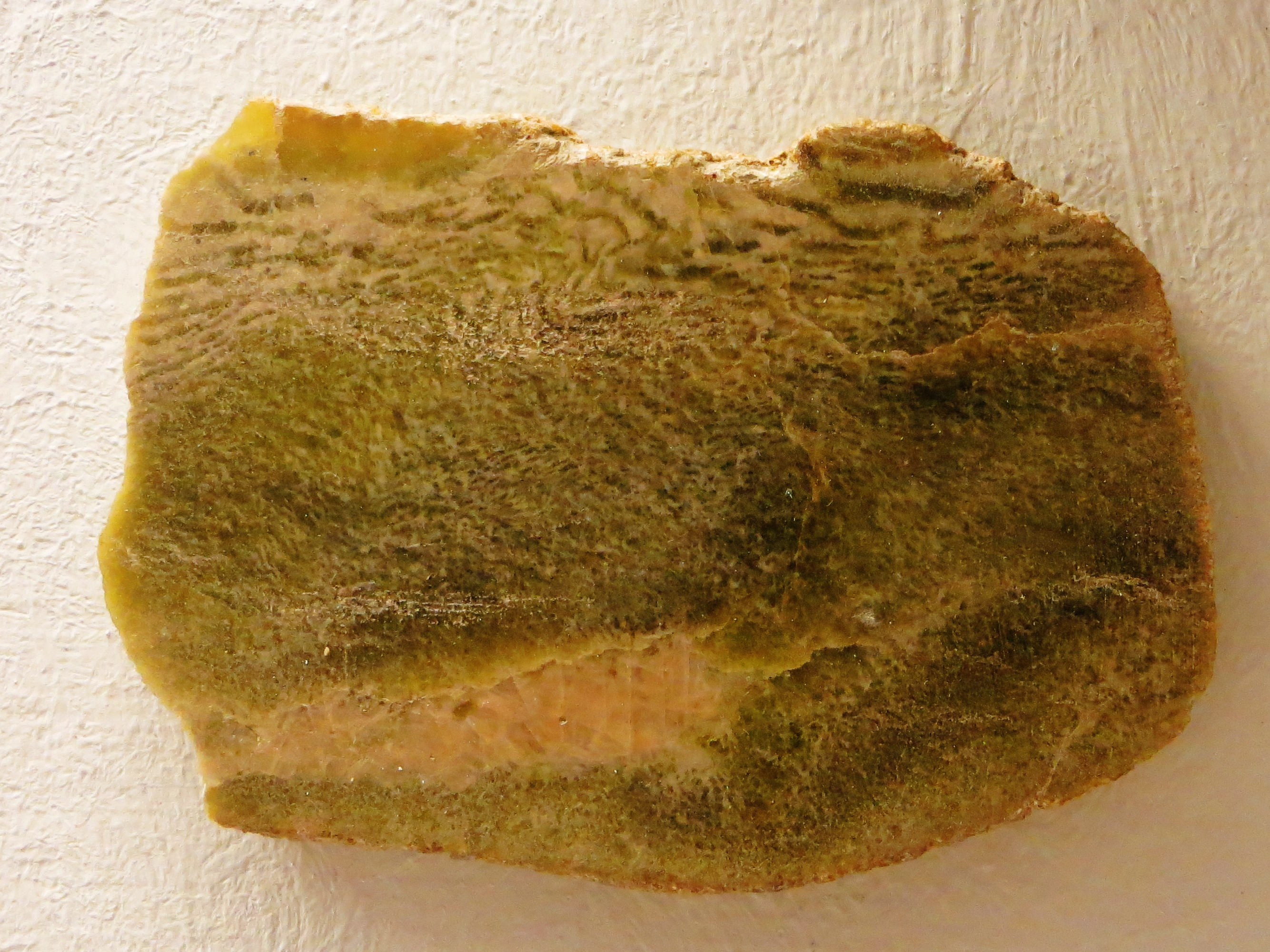
Eozoon canadense, collection paléontologique de l'université de Tübingen

En 1868, Thomas Henry Huxley crut reconnaître une forme de vie primitive dans un échantillon de sédiments du fond marin, prélevé en 1857 dans l'océan Atlantique. Il nomma les restes de ce prétendu organisme fossile, Bathybius haeckelii. Trois ans plus tôt, en 1865, était parue une série d'articles sur un autre prétendu organisme fossile, découvert lui dans des roches du Précambrien : John William Dawson qui en était le principal promoteur l'avait nommé Eozoon canadense. Dans un cas comme dans l'autre, il fut démontré plus tard que les structures observées étaient non pas des fossiles organiques mais le résultat de processus inorganiques. Il est intéressant de constater les réactions toutes différentes des deux protagonistes: alors que Huxley admit rapidement son erreur, Dawson campa sur sa conception initiale jusqu'à sa mort.

#### Anomalocaris

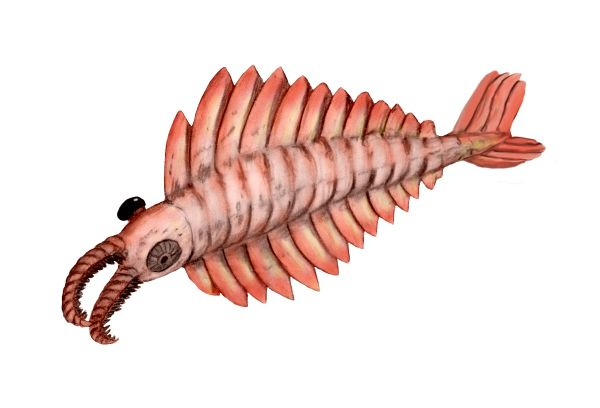
Représentation d'Anomalocaris canadensis

Anomalocaris est un arthropode ayant vécu au Cambrien moyen. Son identification a longtemps dérouté les paléontologues qui furent induits en erreur parce que les fossiles étudiés n'étaient en fait que certaines parties de cet organisme. Ainsi ce qui sera reconnu plus tard comme un appendice préhenseur de l'animal a été décrit par Joseph Frederick Whiteaves en 1892 comme une créature distincte ressemblant à un crustacé. La bouche fossilisée de l'animal, découverte par Charles Doolittle Walcott, fut considérée comme une méduse. Le corps, découvert séparément fut classé parmi les Holothuries. Cette série d'erreurs perdura jusqu'à ce que Harry Whittington découvre sans équivoque l'appendice et la bouche d'un même organisme dans ce que l'on croyait être jusque-là respectivement une crevette et une méduse, puis il fallut encore plusieurs années aux chercheurs pour réaliser que Peytoia, Laggania et les appendices préhenseurs correctement juxtaposés constituaient une seule et énorme créature. Selon Desmond Collins du Musée royal de l'Ontario « La longue histoire de reconstruction inexacte et d'identification erronée d'Anomalocaris... illustre notre grande difficulté à visualiser et à classifier, à partir de restes fossiles, les nombreux animaux du Cambrien sans descendants vivants apparents. »

#### Micropaléontologie

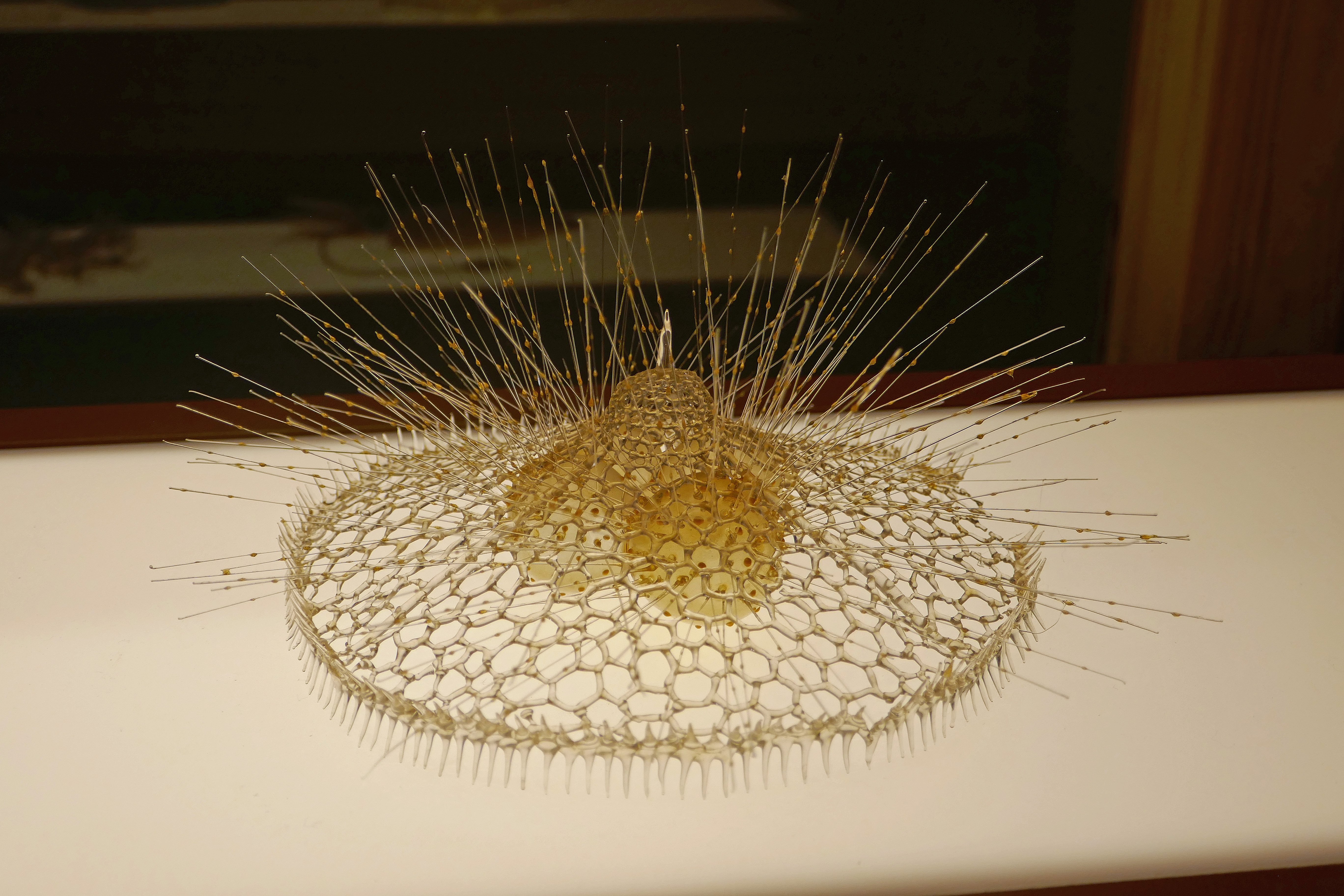
Modèle en verre de l'espèce de radiolaire Lampromitra schultzei exposé au musée d'art moderne et contemporain de Strasbourg.

L'étude des microfossiles de micro-organismes, parmi lesquels on compte les foraminifères, les diatomées et les radiolaires, a conduit à la naissance de la micropaléontologie. Les radiolaires ont été étudiés dès le milieu du XIXe siècle par Johannes Peter Müller qui en établit la nature unicellulaire et les baptisa Radiolaria en 1858. Pendant près d'un siècle, les biologistes ont toutefois considéré que les fossiles de ces micro-organismes n'avait aucune utilité en stratigraphie. Ernst Haeckel dans un ouvrage de 1 800 pages et 140 illustrations, publié en 1887, décrit 785 nouvelles espèces. Il propose une classification basée sur les formes géométriques de ces organismes : « Ainsi, deux formes très différentes, mais possédant chacune deux sphères et trois épines par exemple, sont classées à tort dans un même genre qui semble de ce fait avoir une répartition sur des dizaines ou des centaines de millions d'années. ». Les travaux de William Riedel dans les années 1950 puis ceux de Maria Petrushevskaya dans les années 1960 et 1970 ont conduit à revoir complètement cette classification et mis en évidence l'évolution de la structure de l'endosquelette de ces micro organismes.

### Médecine
L'histoire de la médecine fournit de très nombreux exemples de successions de théories qui s'avèrent, au fil des découvertes, des observations et des expérimentations, être erronées et sont remplacées par d'autres. Ce remplacement ne se fait pas toujours rapidement, deux théories différentes et incompatibles pouvant coexister durablement avant que la communauté médicale finisse par ne plus admettre que l'une d'entre elles, souvent après de longues controverses. Les sections suivantes donnent des exemples de telles évolutions dans des disciplines médicales et à des époques différentes.

#### Physiologie et origine des maladies

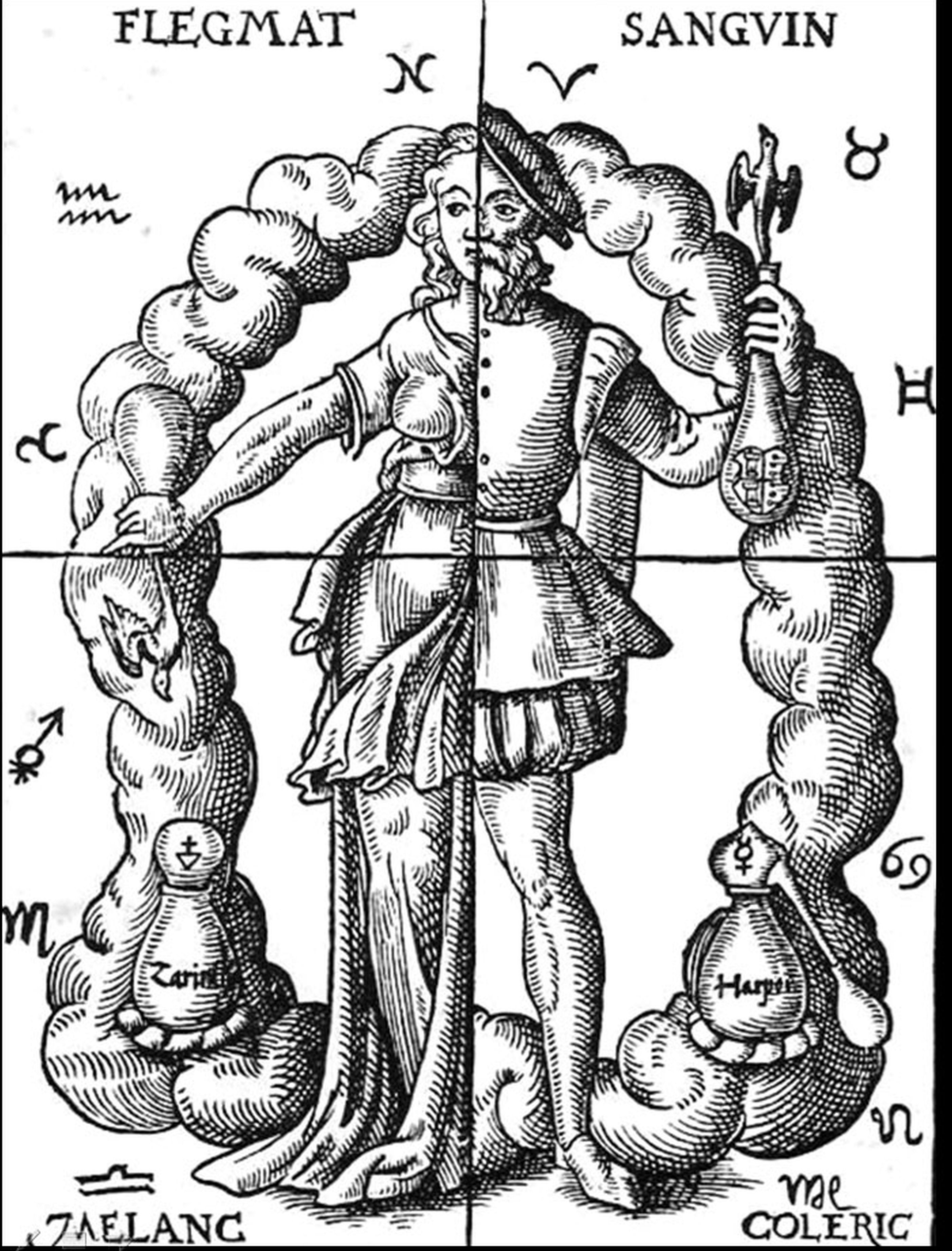
Mise en relation des quatre humeurs avec les quatre éléments et les signes du zodiaque. Illustration tirée du livre Quinta Essentia de Leonhard Thurneisser.

La médecine de la Grèce antique s'était dotée d'un cadre théorique avec la théorie des humeurs du corpus hippocratique, qui sera reprise par Hérophile et développée par Galien en théorie du pneuma. Selon cette approche, la santé humaine était conditionnée par quatre humeurs (sang, flegme, bile jaune, bile noire), associées aux quatre éléments (air, eau, feu, terre), et aux organes (cœur, cerveau, foie, rate), dont le déséquilibre influençait le caractère du patient et pouvait engendrer les maladies.
D'autres explications étaient données pour certaines maladies : ainsi l'hystérie était censée résulter d'un déplacement de l'utérus à l'intérieur du corps de la femme. Cette conception erronée perdura jusqu'au milieu des années 1800 : certains gynécologues continuaient de considérer l'hystérie comme une maladie féminine qu'ils traitaient par l'ablation du clitoris ou de l'utérus.

#### Circulation sanguine et fonctionnement du cœur

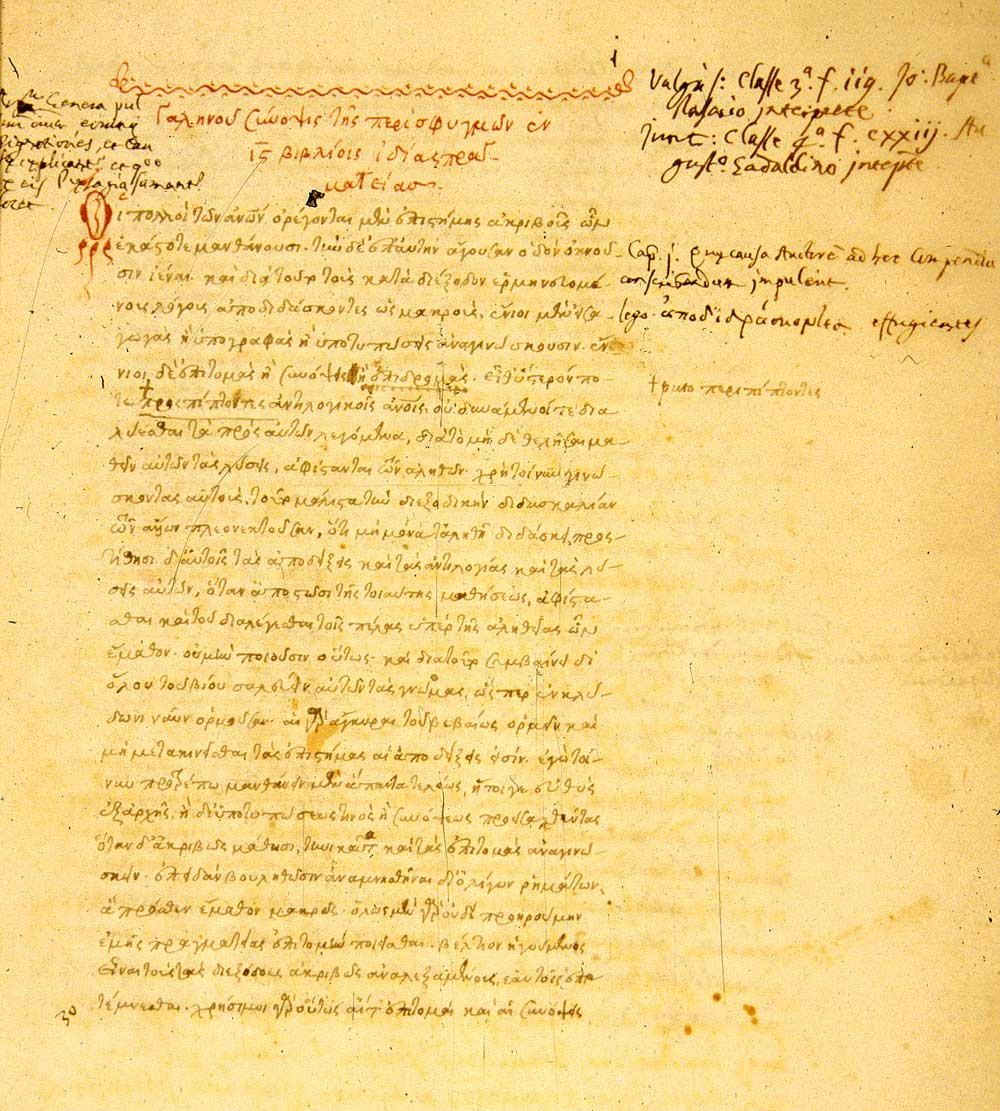
Manuscrit de Galien intitulé De pulsibus (Du pouls).

L'observation de l'isochronisme du pouls et des battements cardiaques est très ancienne mais depuis Galien les médecins pensaient que le sang sortait du cœur lors de la diastole, le moment où il est en expansion : la théorie était que lorsque le cœur se dilatait, la paroi des artères se dilatait aussi créant un mouvement d'aspiration du sang. Le français Jean Fernel  montrera en 1542 qu'en fait le sang sort du cœur avec la systole, au moment de sa contraction. Galien fut, en revanche, à l'origine de la découverte du fait que le sang circulait dans toutes les artères, mais, pour l'expliquer, imagina que le sang devait circuler à travers la paroi séparant les deux ventricules à travers des pores. 1 300 ans plus tard, Léonard de Vinci admettait toujours lui aussi l'existence de tels pores. En réalité, la paroi inter-ventriculaire ne permet pas une telle circulation.

#### Anatomie
Les médecins de l'Égypte antique pensaient que le cœur était un organe qui pouvait se déplacer dans le corps, et que ses déplacements pouvaient causer des maladies qu'on diagnostique en tâtant le pouls,. Par ailleurs, ils ne faisaient pas de différence entre vaisseaux sanguins, nerfs et ligaments.
Aristote s'est trompé sur le nombre de côtes de la cage thoracique humaine et, pour lui, le cerveau ne contenait pas de sang. Léonard de Vinci, dont les études ont fait faire de très grands progrès à l'anatomie, pensait initialement que le cœur n'était constitué que de deux ventricules, puis décrivit un cœur à quatre cavités. Mais il n'observa et ne décrivit ni le péricarde ni le pancréas. Quant à Hérophile, il écrivit avoir observé chez l'homme le rete mirabile, un ensemble de vaisseaux sanguins et de nerfs qu'on retrouve chez diverses espèces animales mais non chez l'homme. Cette erreur ne sera corrigée qu'avec Thomas Willis au XVIIe siècle et l'observation de ce que l'on nomme le polygone de Willis.
Au XVIIIe siècle, l'arrivée du microscope ne met pas un terme aux erreurs d'observation et de description des structures anatomiques : ainsi par exemple, Antoni van Leeuwenhoek, qui fut l'un des premiers à observer des fibres nerveuses au microscope, considère que les nerfs sont des vaisseaux, tout comme les artères et les veines, donc creux.
Encore au XXIe siècle, des découvertes corrigent des erreurs passées. Ainsi les scientifiques ont-ils longtemps pensé que le système lymphatique était absent du cerveau de même que du reste du système nerveux central. Mais certains chercheurs se demandaient pourquoi le cerveau ne signalerait pas au système immunitaire s'il était infecté par un intrus microbien. Après la mise en évidence d'une activité immunitaire dans les méninges, des chercheurs découvrirent, en 2014, l'existence de vaisseaux lymphatiques dans ces membranes chez la souris. D'autres équipes ont par la suite observé la présence de vaisseaux lymphatiques similaires chez le poisson, la souris, le rat, le primate non humain et l'humain,,.

#### Diagnostic et dépistage
Certaines maladies sont plus difficiles à diagnostiquer que d'autres; c'est notamment le cas du trouble bipolaire qui peut être confondu avec la dépression,,.

#### Pronostic
Des erreurs concernant le développement futur de l'état d'une population ou d’une personne après un diagnostic correct sont également possibles. Sur le plan collectif, un exemple est celui de la fin annoncée des maladies infectieuses dans le monde sous la double pression du développement social (hygiène individuelle, assainissement public, éducation pour la santé, etc.) et du développement continu des médicaments antiinfectieux (antibiotiques, antiparasitaires, antiviraux), théorie qui a prévalu dans les années 1960-70[réf. nécessaire], pour s’effondrer à partir des années 1980 avec l’émergence du sida suivi d’autres viroses humaines et animales, amenant même à définir le concept de maladies infectieuses émergentes.

#### Premiers vaccins contre la poliomyélite aux États-Unis (années 1930)
En 1935 eurent lieu les premiers essais de vaccination contre la poliomyélite menés par deux équipes distinctes. L'une dirigée par le professeur John Kolmer, de l'Université Temple de Philadelphie, et l'autre par Maurice Brodie (en), un jeune chercheur de l'Université de New York. L'équipe de Kolmer avait mis au point un vaccin antipoliomyélitique atténué qui fut testé sur environ 10 000 enfants aux États-Unis et au Canada. Cinq de ces enfants moururent de la polio, 10 autres développèrent une paralysie, généralement dans le bras où le vaccin avait été injecté, et la maladie apparut dans des villes où aucune épidémie de polio ne s'était déclarée auparavant mais où des enfants avaient été vaccinés. En outre, il n'avait pas de groupe témoin, ce qui constituait une grave erreur de méthodologie. Le vaccin de Brodie, basé sur un virus tué par le formaldéhyde, fut testé sur 7 500 enfants et adultes, avec un groupe témoin de 4 500 personnes. Le vaccin fur annoncé comme efficace à 88%, mais des études ultérieures mirent en cause ces résultats, imputant même au vaccin la responsabilité, dans certains cas, de la transmission de la maladie. Les deux vaccins furent rejetés et deux décennies s'écoulèrent avant la reprise des recherches dans ce domaine qui mèneront au développement du vaccin Salk.

#### Deuxième série d'erreurs relatives au vaccin contre la poliomyélite aux États-Unis (années 1950)
Après une très grave épidémie de poliomyélite survenue aux États-Unis en 1952, les autorités américaines lancent un plan d'urgence pour la mise au point d'un vaccin et la vaccination massive des enfants. Un biologiste, Jonas Salk, met au point une formule vaccinale basée sur l'inactivation d'une variante du virus. Cinq sociétés sont mises en concurrence pour produire un vaccin, dont une remporte la plus grande part des commandes : la firme Cutter. Entre fin 1954 et le printemps 1955, et malgré les réticences de Salk qui trouvait cette décision précipitée, 380 000 enfants sont vaccinés avec le vaccin Cutter. Des cas de plus en plus nombreux d'effets secondaires indésirables apparaissent : faiblesse musculaire persistante et même paralysie chez des enfants vaccinés, décès de quelques-uns, apparition de la polio chez les proches d'enfants vaccinés. La campagne de vaccination est suspendue au deuxième trimestre 1955. Les industriels concernés contestent initialement le lien entre la vaccination et ces problèmes, puis évoquent la possibilité de sabotages, avant de reconnaître leur implication. Cette situation fut causée par un enchaînement d'erreurs : Salk n'avait pas défini suffisamment strictement le protocole d'inactivation à respecter par les industriels et ceux-ci l'avaient fait évoluer pour pouvoir produire à très grande échelle ; la décision de lancer la campagne de vaccination avait été prise alors que des essais cliniques sur des singes avaient montré un risque de transmission de la maladie ; les tests par prélèvement d'échantillons en production n'étaient pas adéquats ; etc.

#### Campagnes d'injections de Lomidine dans certains pays d'Afrique (années 1950)
L'utilisation de la pentamidine à titre préventif dans les années 1950 dans le but d'éradiquer la maladie du sommeil s'est avérée être une autre erreur,. Sous le nom Lomidine, plus de 12 millions d'injections préventives furent administrées entre 1945 et 1960 à des personnes saines en Afrique centrale et de l'Ouest. Les effets du médicament sur les personnes non infectées n'ont fait l'objet que d'une seule étude n'ayant porté que sur deux personnes de Léopoldville. La maladie a bien reculé, mais pas sensiblement plus que dans les zones africaines où la vaccination n'a pas eu lieu et les populations vaccinées ont subi des effets secondaires souvent très graves. Certains médecins de l'époque semblaient déjà sceptiques quant à l'efficacité de l'injection, et recommandaient aux Européens de ne l'accepter qu'en cas de risque grave d'infection. En 1970, des études montrèrent en outre qu'une seule injection n'avait aucun effet durable de prévention.

#### Pharmacologie
L'une des erreurs les plus marquantes de la pharmacologie moderne fut l'utilisation de la thalidomide. Cette molécule fut prescrite durant les années 1950 dans 46 pays aux femmes enceintes comme médicament antiémétique pour contrer les vomissements et les nausées. Ses effets tératogènes sur l'embryon ne furent mis en évidence qu'après plusieurs années d'utilisation faisant des milliers de victimes atteintes de phocomélie, révélant ainsi de graves lacunes dans le protocole lié à la pharmacovigilance des médicaments à usage humain et conduisant au retrait du produit. Les scientifiques n'étaient pas unanimes dans l'appréciation de cette molécule lors de sa demande de mise sur le marché : ainsi Frances Oldham Kelsey, une experte de la Food and Drug Administration, avait refusé que de médicament soit commercialisé aux États-Unis, estimant que son innocuité n'avait pas été suffisamment démontrée,.
Malgré le renforcement des processus de tests de nouveaux médicaments, il y a eu depuis plusieurs autres cas de médicaments q retirés du marché à la suite d'une révision scientifique de leurs bénéfices et de leurs inconvénients :
- en 2004, le Vioxx commercialisé par Merck dans le traitement de l'arthrose et de la dysménorrhée est retiré du marché après qu'une étude de la Food and Drug Administration (FDA) ait conclu que le produit a pu contribuer à 27 785 crises cardiaques et morts subites entre 1999 et 2003[46].
- en 2006, Pfizer doit retirer le torcétrapib (en)[47]. Administré pour la première fois chez l'homme en 1999[47] et produit à l'échelle industrielle à partir de 2005[47], il fut retiré du marché l'année suivante[48] : il provoquait un risque accru de mortalité de maladies coronariennes[49] chez les personnes traitées[48],[50].

#### Épidémiologie
L'épidémiologie est la discipline scientifique étudiant les maladies épidémiques, leur mode de contagion et les moyens de les combattre. Pour cela l'épidémiologiste réalise des études, ou enquêtes sur des groupes de personnes et compare les résultats obtenus entre eux (les malades et les non-malades, les personnes traitées et les non-traitées, etc.). Comme dans toutes études portant sur des groupes, par exemple les enquêtes d'opinion, une grande attention doit être portée à la constitution des groupes, pour éviter les biais statistiques, et aux conclusions tirées des différences constatées, notamment en termes de causalité qui peuvent être sujettes à des biais de confusion.

Carte établie par John Snow localisant les habitations des personnes atteintes du choléra en 1854.

Un exemple historique de ce type a été démontré par John Snow, qui a étudié une épidémie de choléra en 1854 à Londres (voir aussi Troisième pandémie de choléra). Une corrélation entre la survenue du choléra et l'altitude était constatée : les quartiers les plus bas de la ville étaient les plus touchés. La qualité de l'air, meilleure dans les quartiers plus élevés, a alors été avancée comme cause des différences mesurées. Cette explication venait, de plus, renforcer la vieille conception de la théorie des miasmes qui imputait à la mauvaise qualité de l'air diverses maladies. Les études de Snow ont démontré qu'en réalité c'était la qualité de l'eau fournie par un distributeur qui devait être mise en cause: les quartiers les plus bas de Londres étaient simplement ceux qui recevaient de l'eau de mauvaise qualité.

### Biologie

#### Génération spontanée d'organismes vivants

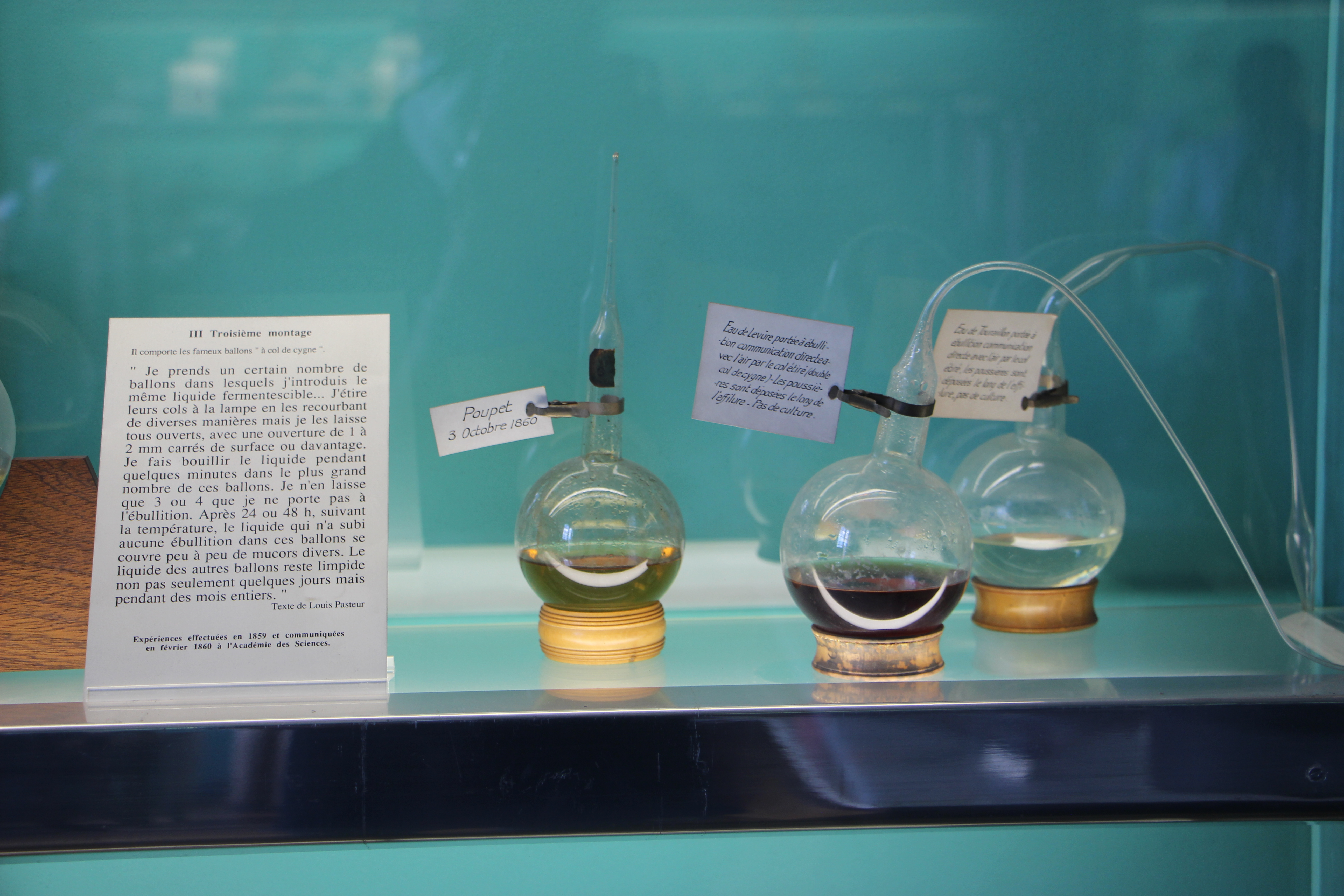
Ballons utilisés par Louis Pasteur pour réfuter la théorie de la génération spontanée.

De la Grèce antique au cœur du XIXe siècle, une théorie selon laquelle des organismes vivants pouvaient apparaître spontanément à partir d'éléments chimiques dominait la biologie : Platon, Aristote, Isaac Newton et René Descartes, parmi bien d'autres grands savants, en furent des promoteurs. D'après certains tenants de cette théorie, l'apparition spontanée de mouches, d'asticots et même de souris avait été observée. En 1860, Félix Archimède Pouchet, médecin biologiste français et chef de file de cette école de pensée appelée "hétérogénie", publie un traité dans lequel il relate des expériences prouvant scientifiquement, d'après lui, sa validité. Plusieurs chercheurs avaient pourtant, dès le XVIIe siècle, conduit des expériences mettant en doute la possibilité de cette génération spontanée d'organismes vivants. Ce sont les travaux de Louis Pasteur qui démontreront que les résultats avancés par Pouchet et autres étaient erronés car menés sur des échantillons contaminés par des micro organismes.

#### Embryologie
Dès l'Antiquité, Aristote reconnait deux possibilités pour un organisme de se développer à partir d'un œuf : soit il est déjà préformé, soit l'organisme se forme au cours du développement. La première donnera lieu à la théorie de la préformation, la seconde à celle de l'épigenèse,.

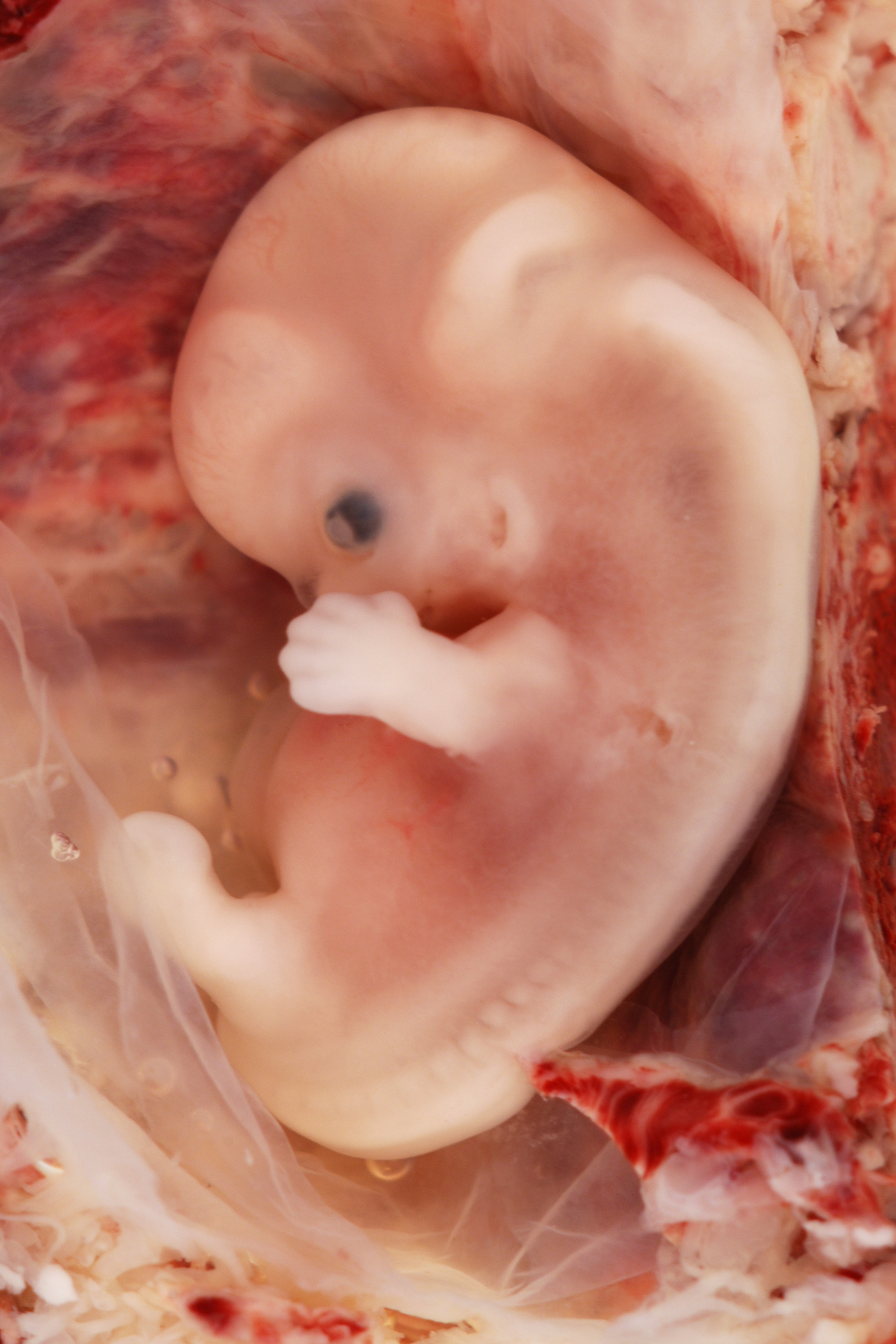
Embryon humain de neuf semaines au cours d'une grossesse extra-utérine.

La théorie de la préformation avait des racines philosophiques dans la métaphysique de Descartes, qui a introduit le concept de matérialisme. Ce concept considère que le monde est complètement mécaniste et déterministe, sans qu'aucune force immatérielle n'intervienne dans les interactions des objets physiques. Pour les matérialistes, l'épigenèse semblait nécessiter l'introduction d'une force vitale ou intelligence qui savait organiser les fluides parentaux dans la structure physique de la progéniture et devait donc être rejetée.
Les erreurs des scientifiques des tenants du préformationisme se sont partagées en deux théories rivales : l'ovisme, considérant que les organismes préformés se trouvaient déjà entièrement constitués dans l’œuf; et l' animalculisme, apparu avec l'arrivée du microscope qui permit à Antoni van Leeuwenhoek d'observer les spermatozoïdes et de prétendre y avoir vu des êtres préformés, appelés homunculus. Le préformationisme eut des défenseurs scientifiques jusqu'au  XVIIIe siècle,.

#### Neurophysiologie / neuroanatomie

##### Conceptions du fonctionnement cérébral

Représentation schématique du système ventriculaire, en bleu, du cerveau humain.

Hérophile et son successeur Érasistrate furent parmi les premiers neuroanatomistes dont les noms nous sont parvenus. En étudiant le cerveau humain ils observèrent les ventricules cérébraux et leur attribuèrent une fonction, distinguèrent le cervelet du reste du cerveau, et décrivent les membranes et les sinus veineux cérébraux. Pour certains médecins, comme Galien, ces cavités étaient remplies d'air, alors que pour d'autres, elles étaient remplies de liquide et jouaient un rôle pour le transport des esprits animaux,. Jusqu'à Léonard de Vinci, qui eut l'idée d'injecter de la cire dans les cavités ventriculaires pour mieux les décrire, la description des ventricules cérébraux contenait des erreurs. Il y localise toutefois les « principales fonctions de la pensée humaine : la mémoire, l'attention, la fantaisie, la connaissance, la pensée, l'imagination, l'application et même le siège de « l'âme » se voit attribuer un territoire précis du plancher du troisième ventricule qui reçoit « l'esprit vital » monté du cœur avec la « chaleur vitale » par deux canaux para-médullaires imaginaires. ». René Descartes explique le phénomène des stimulations sensorielles comme la mise en mouvement par le cœur des esprits animaux contenus dans le cœur et les artères se rendant jusque dans les cavités du cerveau par analogie aux soufflets des orgues poussant l'air dans les tuyaux. Descartes fait aussi de la glande pinéale le siège de l'imagination et du sens commun. Vers 1730, alors que certains phénomènes liés à l'électricité commencent à être observés, Pieter van Musschenbroek  affirme que l'électricité n'est pas le phénomène expliquant le fluide nerveux mais que ce dernier est propulsé dans les nerfs par la systole du cerveau, tout comme le sang dans les artères par la systole du cœur.

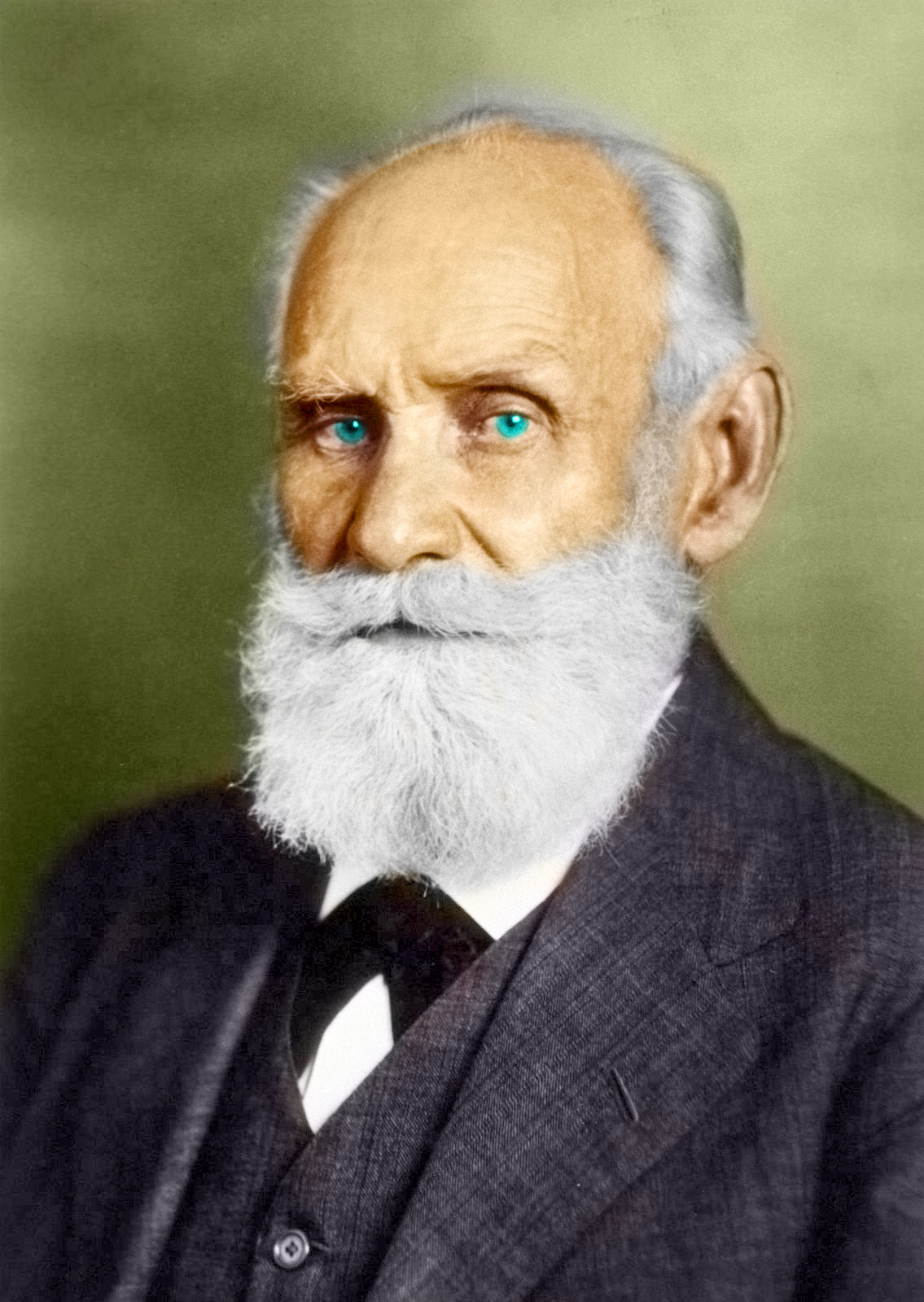
Ivan Pavlov (1849 - 1936)

Au XVIIe siècle, Thomas Willis fait faire des progrès remarquables à la neuroanatomie (Cf.) mais relie à tort certaines fonctions à diverses structures cérébrales: s'il localise correctement le siège de la mémoire dans le cortex cérébral, Willis attribue au corps calleux celui de l'imagination tandis qu'il conçoit le cervelet comme étant le siège des mouvements involontaires.
À la suite des travaux d'Ivan Pavlov qui met en évidence les réflexes conditionnés ou « réflexes conditionnels », plusieurs chercheurs concluent que ces derniers ne peuvent se manifester que chez les espèces pourvues d'un cortex cérébral jusqu'à ce qu'on observe ce phénomène chez certaines espèces de poissons qui en sont dépourvues.
Jusqu'aux travaux d'Eduard Hitzig et Gustav Fritsch en 1870, diverses expériences pour tenter de faire réagir le cortex du cerveau au moyen d'un courant électrique n'avaient donné aucun résultat. Il en résulta la théorie de l'inexcitabilité du cortex cérébral. Hitzig et Fritsch réussirent à provoquer chez le chien des mouvements involontaires du côté opposé de la stimulation au moyen de fines électrodes de platine séparées de quelques millimètres et d'un faible courant démontrant ainsi la fausseté de cette théorie.

##### Théorie de l'absence de plasticité cérébrale

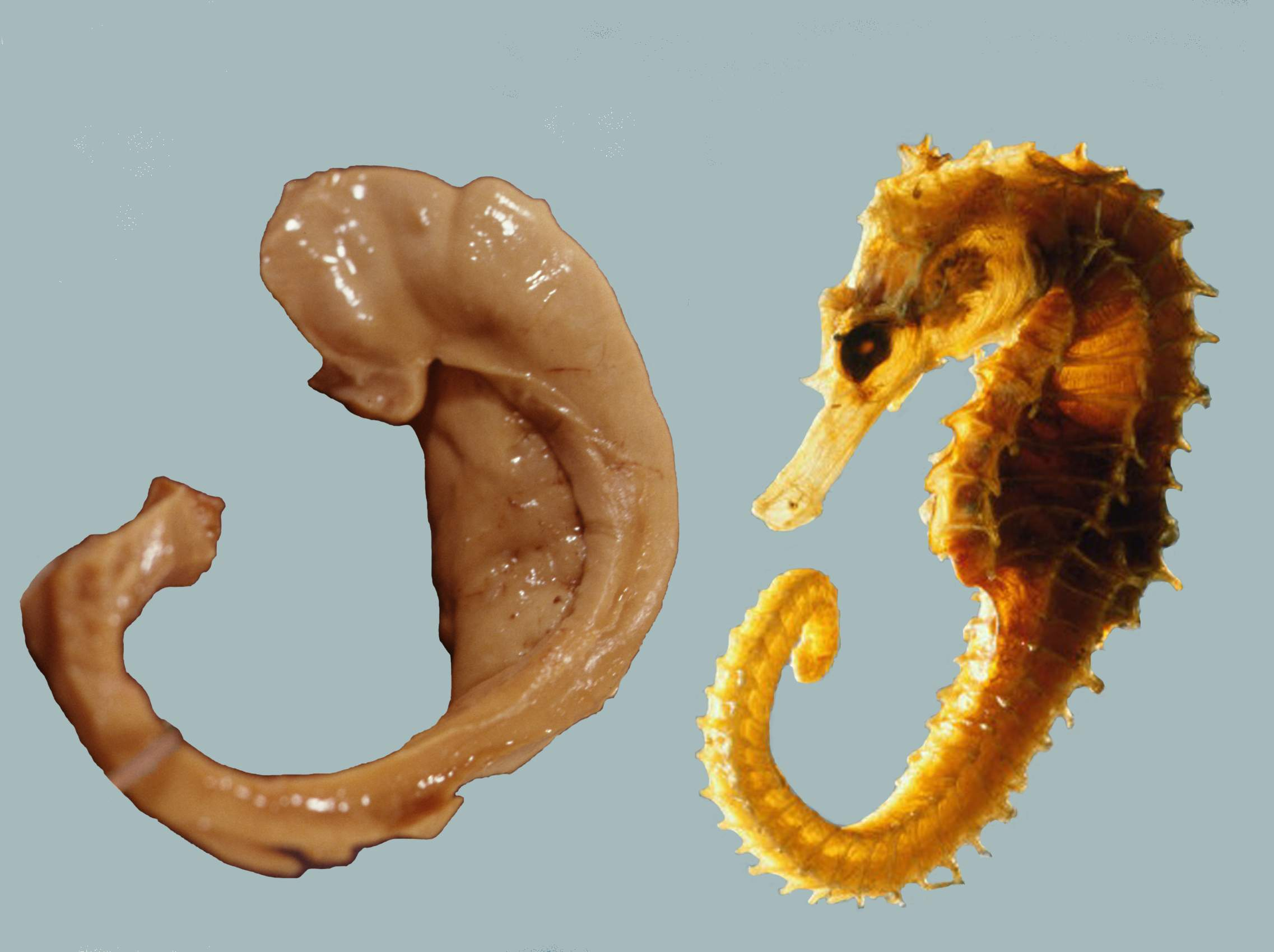
Hippocampe humain dont l'étude a contribué à la mise en évidence de la plasticité cérébrale et de la neurogenèse dans le cerveau adulte en comparaison avec hippocampus.

Jusque dans les années 1970-1980, il était admis que le cerveau était incapable de se modifier lors des processus d'apprentissage. Pourtant, dès 1890, William James écrivait dans The Principles of Psychology : « ...la matière organique, spécialement le tissu nerveux, semble doté d'un extraordinaire degré de plasticité. » En 1923, Karl Lashley mena des expériences sur des singes rhésus qui démontrèrent des changements dans les voies neuronales et qui lui firent conclure à une preuve de plasticité cérébrale. En dépit de ces premiers travaux, les neuroscientifiques de l'époque rejetèrent l'idée de la neuroplasticité. En 1949, l'hypothèse de la neuroplasticité reçut l'appui de Donald Hebb qui présenta la règle de Hebb. Cette règle concerne plus particulièrement la plasticité synaptique qui relie l'efficacité des synapses lors de leurs stimulations répétées et propre à « induire un changement cellulaire persistant qui augmente sa stabilité ».
En 1964, la neuroanatomiste Marian Diamond, de l'université de Californie à Berkeley, réalisa une série de travaux chez le rat qui apporta les premières preuves scientifiques de la plasticité anatomique du cerveau,. En 2000, des chercheurs purent établir sur le plan anatomique cette plasticité cérébrale chez l'être humain adulte, montrant que l’hippocampe postérieur chez les chauffeurs de taxi londoniens est plus développé que celui d'autres personnes observées à titre de sujets de contrôle.

##### Théorie de l'absence de neurogenèse dans le cerveau adulte

Image confocale de cellules souches neuronales (vertes) positives à la GFP dans le bulbe olfactif du rat.

Pendant la plus grande partie du XXe siècle, la majorité des chercheurs était convaincue que le cerveau adulte ne fait que perdre des neurones sans aucune possibilité de régénération. Par exemple le célèbre neuroscientifique espagnol Santiago Ramón y Cajal affirmait que « ...les voies nerveuses sont quelque chose de fixe, de fini et d'immuable; tout peut mourir, rien ne peut renaître ».
Les premiers résultats à contredire cette théorie ont été publiés en 1965 par Joseph Altman et Gopal Das du Massachusetts Institute of Technology (MIT). Travaillant avec des rats adultes, ils ont observé la naissance de nouvelles cellules dans deux régions du cerveau : le système olfactif et le gyrus denté de l’hippocampe. Deux ans plus tard, ils obtiennent des résultats similaires chez le cochon d'Inde. Une incertitude demeurait toutefois quant à savoir s'il s'agissait bien de neurones ou de cellules gliales.
Dans les années 1980, d'autres chercheurs mirent en évidence l'apparition de nouveaux neurones, cette fois dans le cerveau de canaris qui apprenaient de nouveaux chants. Des indices commencèrent à s'accumuler avec d'autres expériences, comme l'augmentation du poids cérébral des rats après qu'ils ont été entraînés à retrouver leur chemin dans des labyrinthes. Mais jusqu'aux années 1990, la plupart des scientifiques restèrent convaincus qu'aucun nouveau neurone ne se forme jamais dans le cerveau adulte.
Les travaux d'Elizabeth Gould (en) à la fin des années 1990 mettront en évidence que la genèse de plusieurs milliers de nouveaux neurones se produit chaque jour dans le gyrus denté de l'hippocampe chez le singe adulte. Ces résultats chez les singes ont ensuite été observés chez l'homme,,.

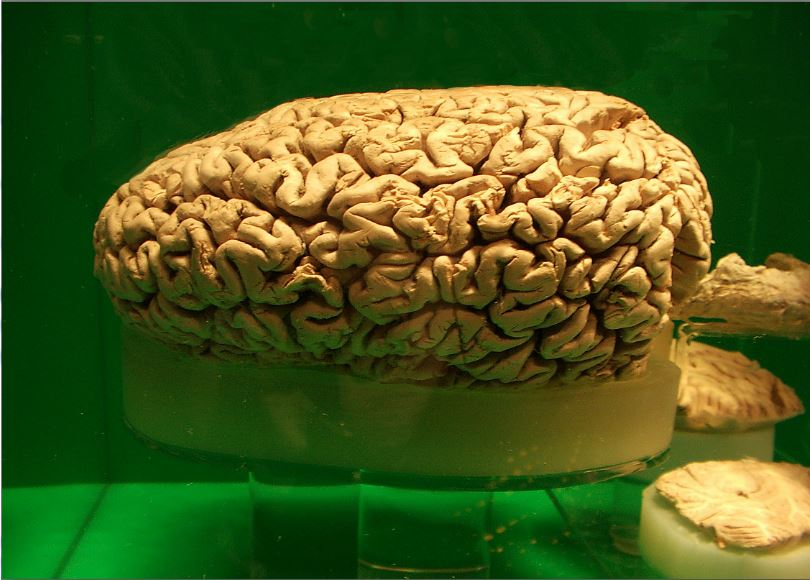
Cerveau de cachalot exposé au Miraikan, musée national des sciences émergentes et de l'innovation de Tokyo, au Japon.

##### Neurones en fuseau chez les cétacés
Les chercheurs pensaient autrefois que les neurones en fuseau, parfois appelés neurones de von Economo, ne se retrouvaient que dans le cerveau humain et celui des grands singes, dans des parties de cerveau associées à des fonctions cognitives telles que les interactions sociales, l'intuition et le traitement émotionnel. Pour cette raison, ces neurones étaient considérés comme distinguant les humains et les autres grands singes de tous les autres mammifères. Il s'avère que ces neurones en fuseau existent aussi dans les mêmes régions correspondantes du cerveau chez les baleines à bosse, les rorquals communs, les orques et les cachalots,.

##### Rôle du système immunitaire
Jusqu'au début des années 1990, les chercheurs croyaient que le rôle du système immunitaire se cantonnait à distinguer les constituants de l'organisme, le soi, de ce qui lui est étranger, le non-soi,. Les travaux de Polly Matzinger montrèrent que le système immunitaire avait pour rôle non seulement de combattre les organismes pathogènes mais aussi d'intervenir pour réparer les tissus endommagés lors d'une lésion. Des études ultérieures ont montré que lors d'une lésion, les tissus émettent des signaux qui sont captés par le système immunitaire : ce dernier, ainsi activé, intervient sur le tissu lésé. Lors d'un coup violent, certaines molécules de l'organisme telles l'ATP, l'ADN et l'ARN se propagent dans l'espace intercellulaire : elles deviennent alors détectables par les récepteurs de type Toll et d'autres molécules présentes sur les cellules immunitaires qui réagissent à ces signaux de danger en déclenchant une réaction inflammatoire. D'autres expériences ont montré que si on supprime le fonctionnement du système immunitaire adaptatif chez un organisme, le développement et la croissance des tumeurs s'en trouve accélérés alors que la guérison des tissus s'en trouve ralentie,,.

##### Système immunitaire et cerveau
La relation entre le cerveau et le système immunitaire est longtemps restée méconnue, les chercheurs pensaient qu'elle était inexistante mis à part dans certains cas pathologiques. Des recherches montrent en fait qu'ils sont intimement liés. Les expériences menées à la fin des années 1990 par Michal Scwartz, de l'institut Weizmann, mirent en évidence que l'élimination des cellules immunitaires du système nerveux central ayant subi une lésion aggrave la perte des neurones et les perturbations de fonctionnement du cerveau. De même, des études de Stanley Appel, de l'hôpital méthodiste de Houston (en) et Mathew Blurton-Jones, de l'université de Californie à Irvine, ont montré  que la sclérose latérale amyotrophique et la maladie d'Alzheimer se développent plus sévèrement et rapidement chez des souris privées du système immunitaire adaptatif que chez des souris normales.

#### Génétique et biologie du développement

##### Fécondation

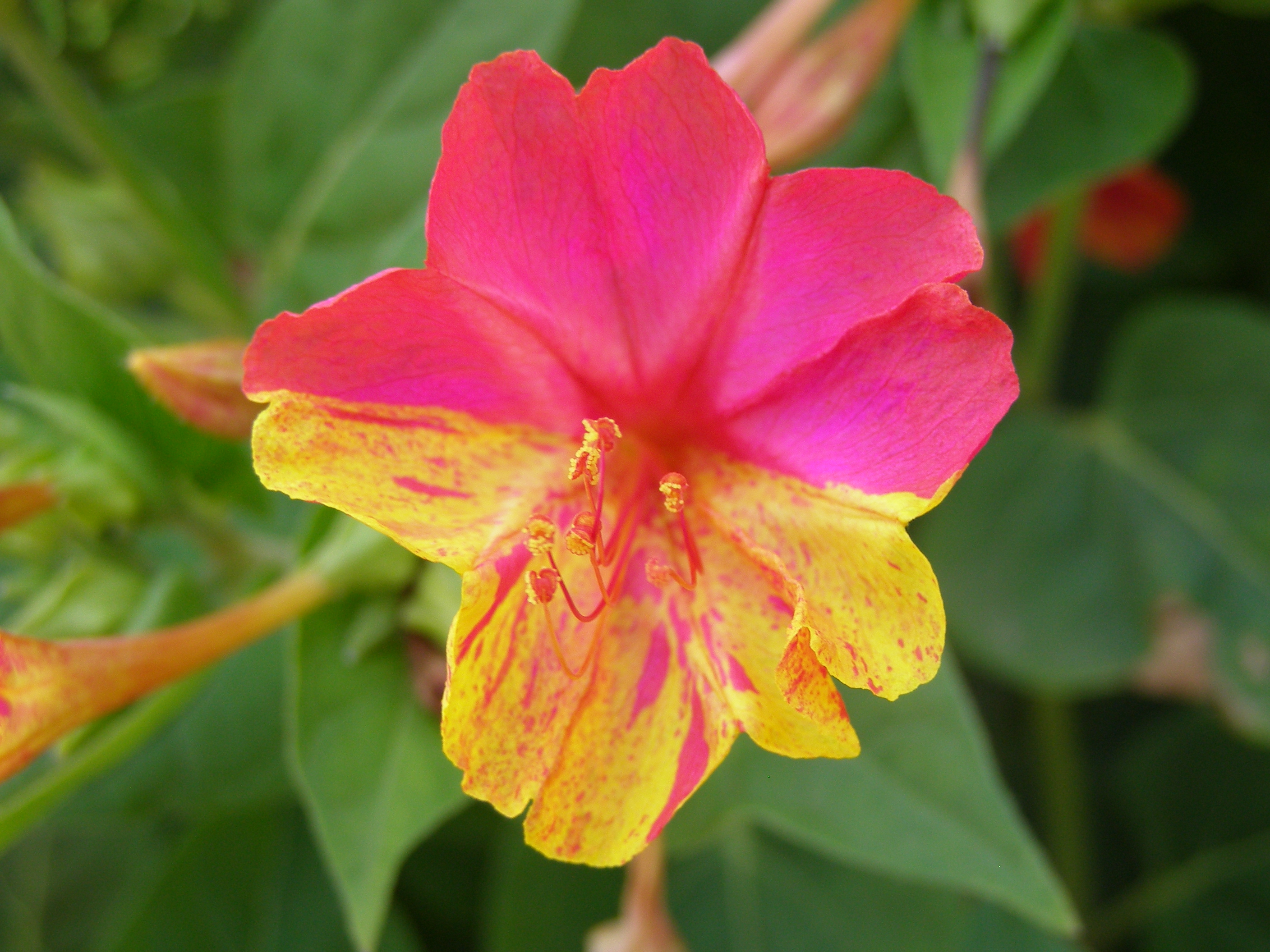
Fleur de Mirabilis jalapa, variété rose et jaune.

Les développements de la génétique et de la biologie du développement apportèrent les connaissances nécessaires à la correction de nombreuses erreurs dans ce domaine. Ainsi par exemple, Darwin partagea la croyance qu'il fallait plusieurs spermatozoïdes pour féconder un œuf et c'est avec les travaux d'Oscar Hertwig, en 1875, que vit le jour l'idée que la fécondation consistait dans la fusion de deux noyaux. De même, Darwin, tout comme Charles Naudin, soutenaient qu'un seul grain de pollen ne pouvait féconder l'ovule d'une plante, affirmation qui fut démentie par des expériences de Mendel qui put obtenir avec Mirabilis jalapa plusieurs plantes viables dont la graine fut fécondée chaque fois par un unique grain de pollen. Mendel, à son tour, se trompait en pensant que tous les caractères se transmettent indépendamment les uns des autres. Hugo de Vries, Carl Correns et Erich von Tschermak, les redécouvreurs des lois de Mendel, ont commis aussi la même erreur jusqu'à ce que le phénomène de linkage ou liaison génétique fut mis à jour permettant de découvrir que cette indépendance de transmission n'est vérifiée que pour des caractères dont les gènes sont situés sur des chromosomes différents.

##### Affaire Lyssenko
À la fin des années 1920 et début des années 1930, après avoir conçu une nouvelle technique agricole, la vernalisation, le biologiste russe Trofim Lyssenko élabore une théorie selon laquelle des plantes, notamment des taxons de graminées céréalières, pouvaient être génétiquement modifiées par leur environnement naturel. Sur la base de cette théorie, Lyssenko pense dès lors qu'il est possible de changer le blé en seigle ou encore l'orge en avoine. Cette pseudo-théorie, qui ne s'appuyait alors sur aucune méthode expérimentale et scientifique, n'a été qu'entièrement et unanimement démantelée et réfutée par l'ensemble de la communauté scientifique internationale (y compris par l'Académie des sciences soviétique) qu'à partir des années 1964-1965, après la destitution de Nikita Khrouchtchev,,.

##### Correspondance gène-protéine

Schéma du dogme central de la biologie moléculaire.

À partir de 1941 et des travaux de George Beadle et Edward Tatum sur les chaînes de synthèse de métabolites apparaît l'idée qu'à la synthèse d'une enzyme ne correspond qu'un seul gène. Vérifiée dans un premier temps chez les champignons et les bactéries, elle fut plus tard étendue à toutes les protéines. Avec la découverte de la structure de l'ADN et du code génétique, ce lien devient une certitude pour bon nombre de biologistes. Mais des découvertes ultérieures montrent la correspondance un gène - une protéine n'est pas parfaite : par exemple, l'hémoglobine humaine est composée de deux chaines α et de deux chaînes β alors que la synthèse de chacun de ces deux types de chaînes est dirigée par deux gènes distincts. D'autres biologistes découvrent ensuite le phénomène de l'épissage alternatif qui explique comment un nombre limité de gènes peut être à l'origine d'un nombre incomparablement plus élevé de protéines. En 2008, plusieurs études montrent qu'au moins 95 % des gènes sont assujettis à ce phénomène d'épissage alternatif si bien que  22 000 gènes coderaient de 100 000 à 1 000 000 de protéines distinctes. Un des exemples extrêmes est le gène DSCAM (en) de la drosophile qui peut donner jusqu'à 38 000 protéines de formes distinctes,,.

##### Génome et modifications
Jusqu'à la découverte des rétrotransposons et la mise en évidence de leur action dans les cellules somatiques dont les neurones, les chercheurs pensaient que la séquence des nucléotides du génome des cellules cérébrales dans le cerveau d'un mammifère adulte était la même pour toutes les cellules et restait inchangée durant toute la vie de l'organisme. Des biologistes découvrirent qu'en fait, chez la souris et chez l'humain, le phénomène de réinsertion des rétrotransposons avec les éléments longs nucléaires intercalés et les éléments courts nucléaires intercalés modifie cette séquence d'un neurone à l'autre dans l'hippocampe et le noyau caudé,,.

#### Biologie marine

##### Absence de vie marine dans les profondeurs

Anémones de mer (A), (B), et (C) gastéropodes (D), étoiles de mer (E) et pieuvre (F) vivant tous à une profondeur au-delà de 2000 m. (Observations faites entre 2394 et 2608 m)

En 1843, Edward Forbes a proposé l'hypothèse azoïque (en)  selon laquelle l'abondance et la variété de la vie marine diminuent avec la profondeur et calculé que la vie marine devait cesser d'exister au-delà de 300 brasses (1 800 pieds ; 550 mètres). Sa théorie était basée sur l'analyse d'échantillons de dragage à diverses profondeurs de l'océan qui montrait que plus grande était la profondeur, plus faible était la biodiversité, avec des créatures généralement de plus petite taille. Le géologue David Page (en) fit en outre valoir qu'avec l'augmentation de la profondeur, l'augmentation de la pression devait empêcher le développement de toute forme de vie du fait que, "selon l'expérience, l'eau à 1 000 pieds de profondeur est comprimée à 1⁄340 de son propre volume".

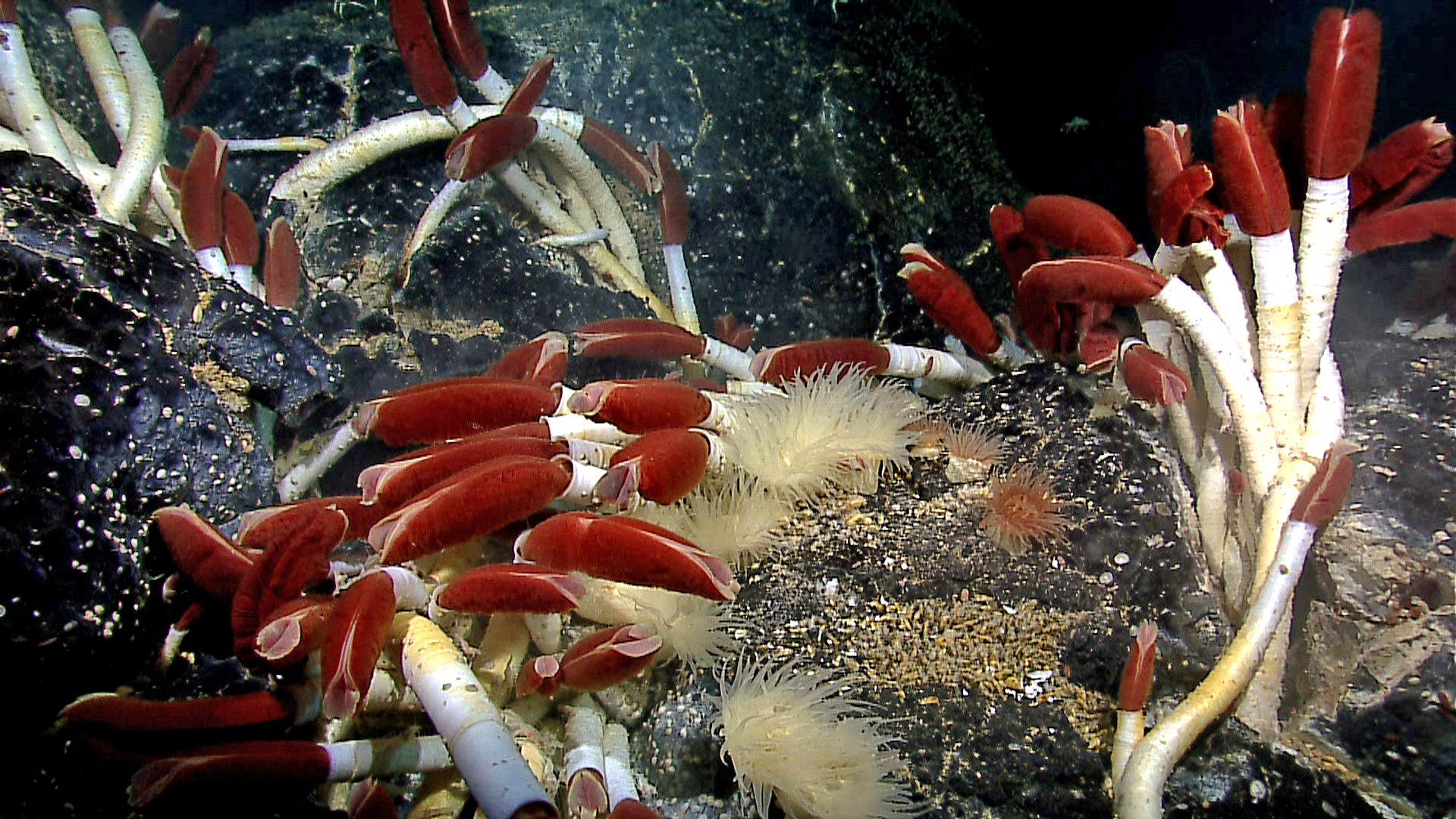
Colonie de vers tubicoles géants Riftia pachyptila observés avec des anémones et des moules lors de l'expédition du rift des Galápagos de la NOAA en 2011.

Cette théorie n'a été réfutée qu'à la fin des années 1860 lorsque le biologiste Michael Sars découvrit la présence d'une vie animale à une profondeur supérieure à 300 brasses,: 427 espèces animales ont été trouvées le long de la côte norvégienne à une profondeur de 450 brasses. En 1869, Charles Wyville Thomson découvrit de la vie marine à partir d'une profondeur de 2 345 brasses (14 070 pieds ; 4 289 m).
Un siècle plus tard, en 1977, la découverte des monts hydrothermaux fit faire un nouveau bond dans l'exploration de la vie marine des grands fonds océaniques avec l'observation d'espèces animales vivant dans des conditions que les biologistes avaient crues jusque-là impropres à toute vie, (Voir Origine de la vie).

##### Absence de vie microbienne dans les eaux de surface

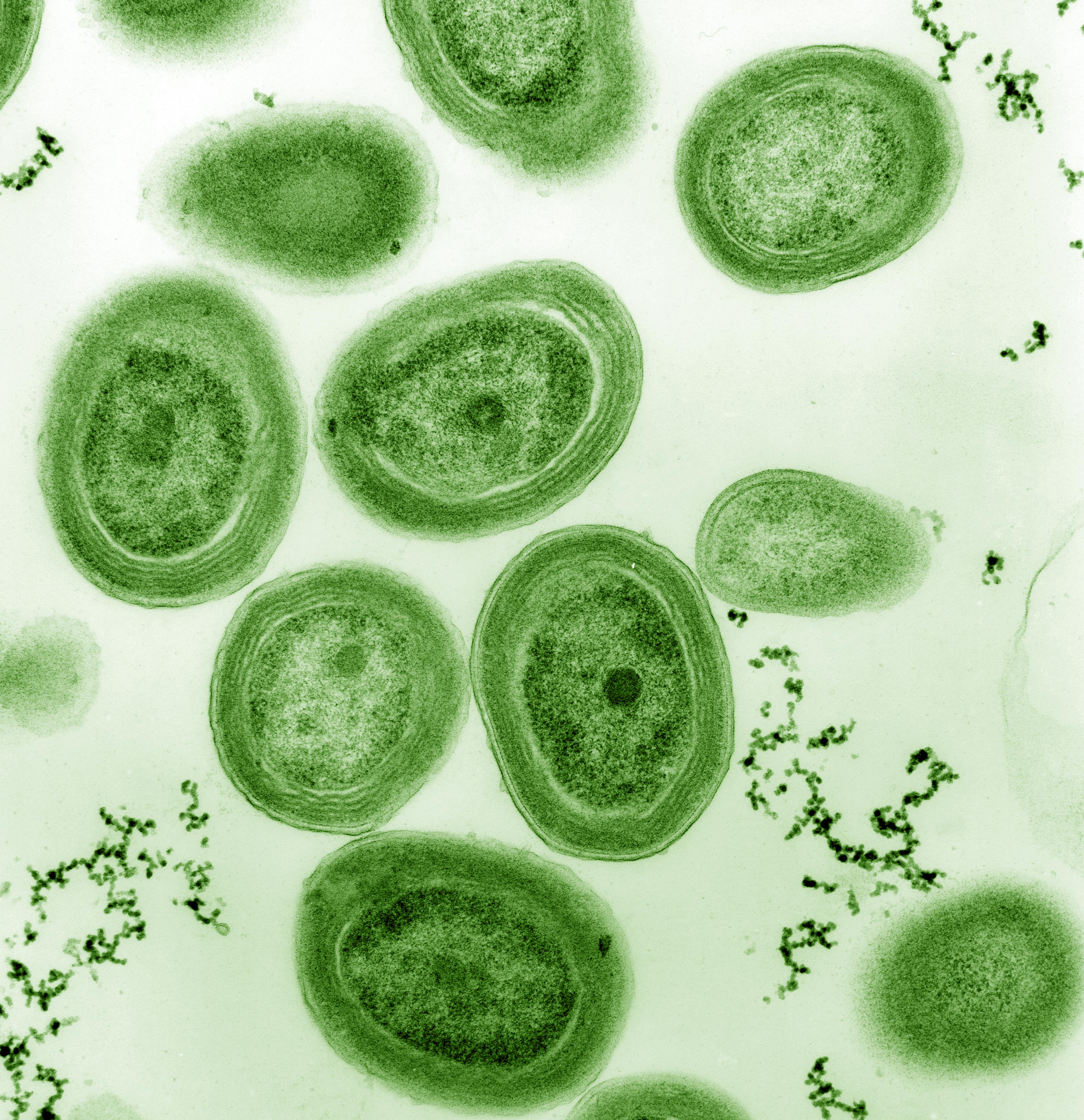
Photographie par microscopie électronique en transmission de la cyanobactérie Prochlorococcus.

Jusque dans les années 1980, la communauté scientifique a considéré que les eaux de surface océaniques étaient dénuées de vie microbienne. À la fin des années 1980, des recherches montrèrent au contraire qu'une seule goutte d'eau de ce milieu contenait 1 000 000 de microbes dont 10% sont constitués par la cyanobactérie Prochlorococcus, mettant au jour l'organisme photosynthétique le plus abondant du milieu océanique. Parmi les autres organismes de cet écosystème microbien, Pelagibacter est un des composants du bactérioplancton presque aussi abondant que Prochlorococcus. Ces deux types de microorganismes vivent en symbiose regroupés au sein de colonies riches en éléments nutritifs (carbone, phosphore, azote, soufre...).

##### Mixotrophes dans les réseaux trophiques

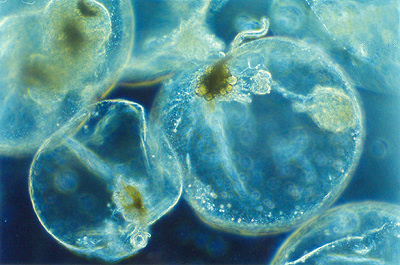
Noctiluca scintillans, un organisme mixotrophe non constitutif, spécialiste et endosynbiotique,.

Pendant longtemps, les spécialistes de biologie marine ont considéré que les réseaux trophiques du milieu marin n'étaient constituées que de deux types d'organismes : le phytoplancton représentant les organismes autotrophes et le zooplancton représentant les organismes hétérotrophes. Une troisième catégorie d'organismes était connue, les mixotrophes, considérés comme une simple curiosité sans grande importance dans les chaines alimentaires en milieu marin. Plusieurs études publiées à partir des années 1980 réfutèrent cette conception. et montrèrent qu'en fait la plupart des microorganismes planctoniques sont mixotrophes: répartis dans tous les milieux marins ils colonisent aussi les littoraux, des pôles jusqu'à l'équateur,.

#### Biologie moléculaire

##### Détermination de la structure de l'ADN

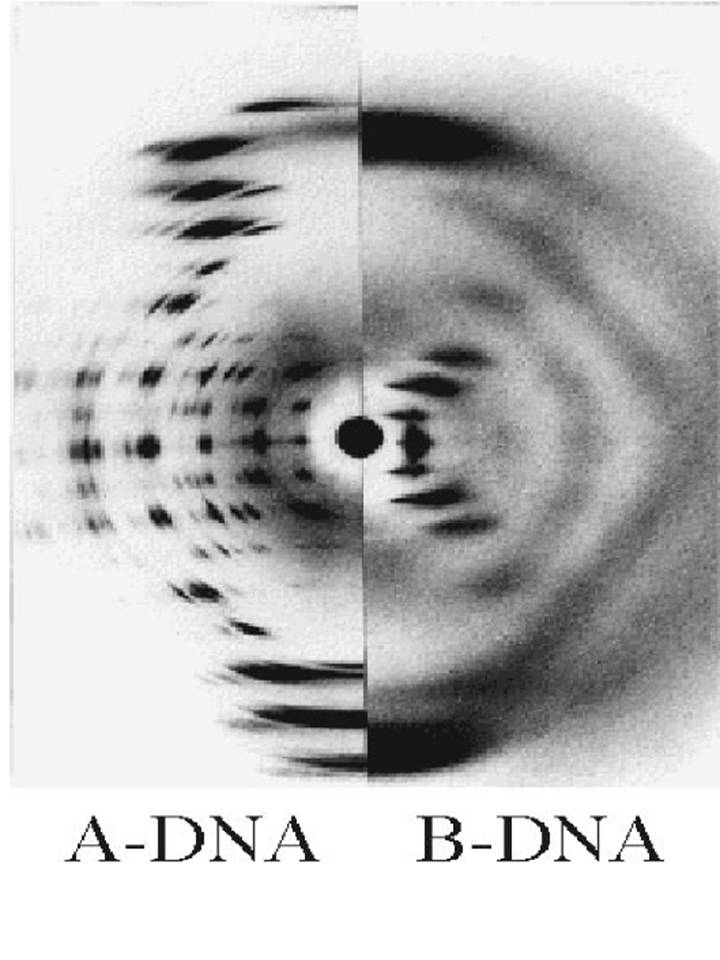
Diagrammes de diffraction des rayons X de l'ADN A et de l'ADN B.

Une série d'expériences réalisées en 1952 par Alfred Hershey et Martha Chase, démontrèrent que c'était l'ADN et non les protéines qui constituait le support de l'hérédité. Linus Pauling, ainsi que James Watson et Francis Crick, de leur côté, tentèrent de déterminer la structure tridimensionnelle ou structure secondaire de cette molécule. Pauling, en collaboration avec proposa un modèle décrit par une triple hélice, plaçant en outre les atomes de phosphore des groupements phosphates au centre de son modèle plutôt qu'à la périphérie. Crick et Watson proposèrent un modèle où se retrouvaient dans les mêmes erreurs. Mais Watson et Crick élaborèrent ensuite la règle d'appariement des bases leur permettant d'affiner leur modèle de la structure de l'ADN,. Lorsque Pauling prit conscience de son échec, son attitude fut des plus honorables en reconnaissant publiquement son erreur et allant jusqu'à faire la promotion de ses deux concurrents en invitant Watson et Crick à un congrès qu'il organisa à la fin de 1953.

### Zoologie

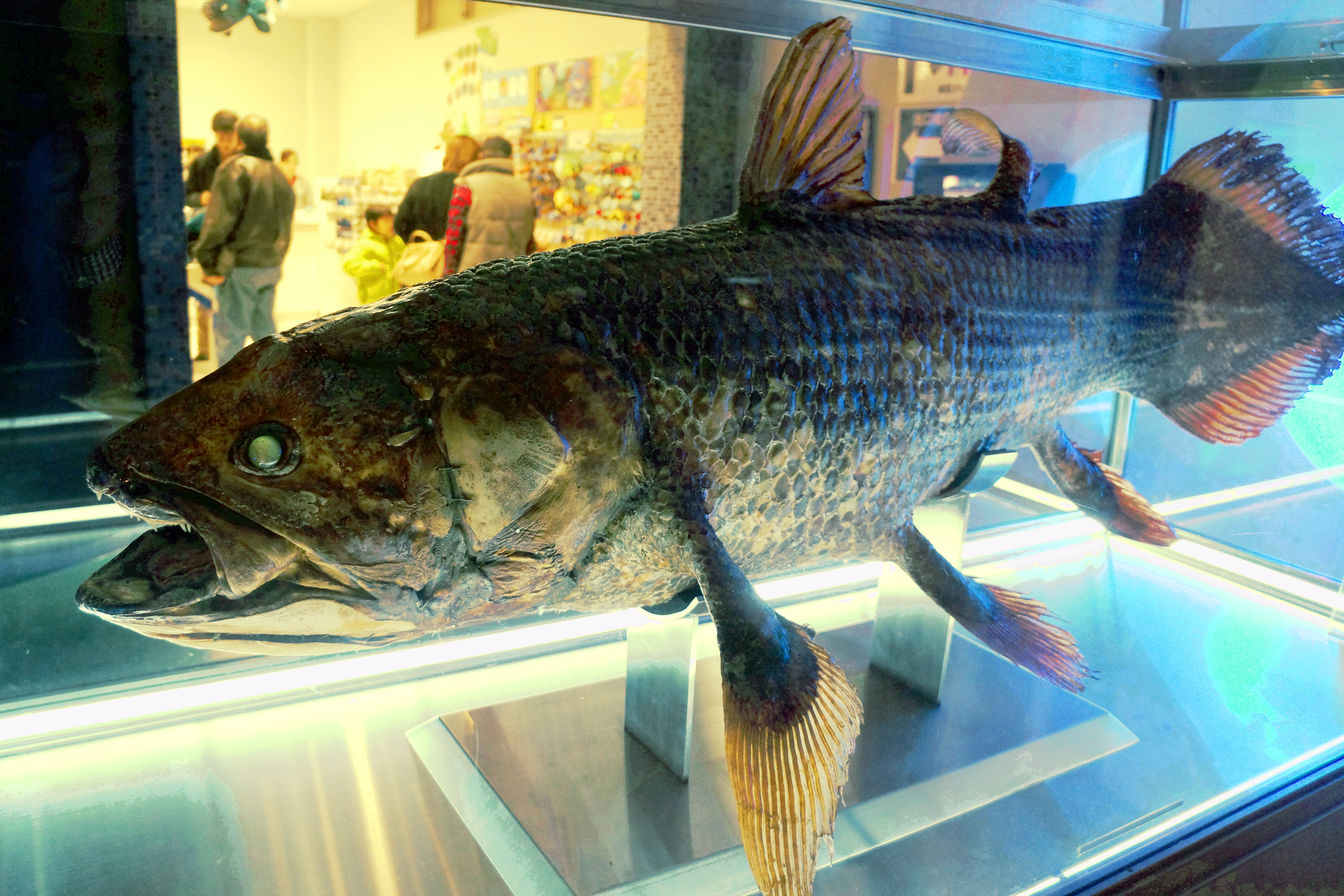
Cœlacanthe, spécimen présenté au Numazu Deepblue Aquarium Coelacanth Museum, Shizuoka, Japon

#### Découverte du cœlacanthe parmi les espèces vivantes actuelles
L'une des plus grosses surprises au XXe siècle dans le domaine de la zoologie fut la découverte de cœlacanthes vivants alors qu'on croyait le groupe éteint depuis la fin du Crétacé. Seules deux espèces vivantes sont connues : Latimeria chalumnae et Latimeria menadoensis, nommées en l'honneur de Marjorie Courtenay-Latimer, la conservatrice du musée sud-africain, qui a découvert le premier spécimen en 1938 lequel avait été repêché dans l'estuaire du fleuve Chalumna dans la province du Cap-Oriental en Afrique du Sud,. Le cas du cœlacanthe est devenu un exemple emblématique de ce que l'on nomme un taxon Lazare.

#### Puissance des mâchoires chez les crocodiliens

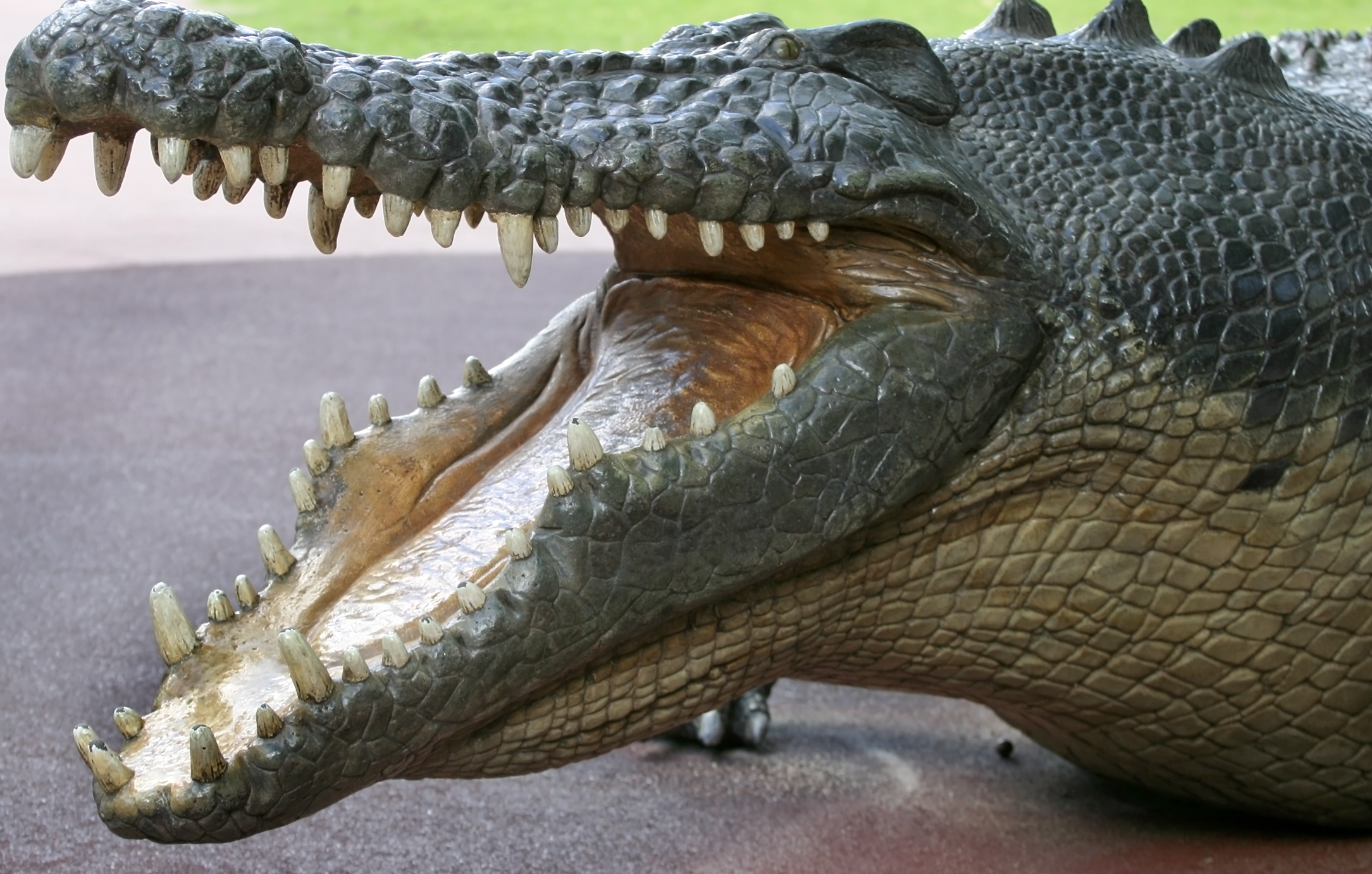
L'une des espèces de crocodiles, dont le muscle ptérygoïde médian, qui engendre 60% de la force de morsure, est l'une des caractéristiques des crocodiliens si on exclut le gavial.

Au tournant des années 2010, Gregory Erickson (en) et ses collègues réalisèrent une série d'expériences sur la biomécanique des mâchoires chez les crocodiliens qui leur permirent de conclure que les proportions rostrales ont changé substantiellement tout au long de l'évolution crocodilienne, mais pas en correspondance avec les forces de la morsure. Les résultats de leurs travaux n'ont toutefois pas manqué de surprendre les spécialistes de ce domaine. Erikson écrit : « Auparavant, les spécialistes de ces animaux prédisaient des différences importantes entre les forces de morsure de diverses espèces crocodiliennes. Les animaux dotés de museaux fins, de fines dents et qui se nourrissaient de proies tendres telles que les poissons étaient supposés mordre avec des forces plus faibles, tandis que ceux munis de crânes massifs et de dents capables de broyer os et coquilles étaient censés mordre avec des forces élevées. Au lieu de cela, nous avons constaté que tous les crocodiliens peuvent mordre très fortement. Nos chiffres révèlent que les crocodiliens présentent les mêmes forces de morsure par unité de masse corporelle, indépendamment du régime alimentaire et de la grosseur du museau,. ». Erikson poursuit : « Tous les biologistes connaisseurs des crocodiliens [...] affirmaient que les alligators sauvages [...] mordaient avec une force supérieure à celle de leurs congénères en captivité [...] Au lieu de cela, nous avons découvert qu'à poids égal, ils serrent tous leurs mâchoires avec la même puissance. »

### Botanique

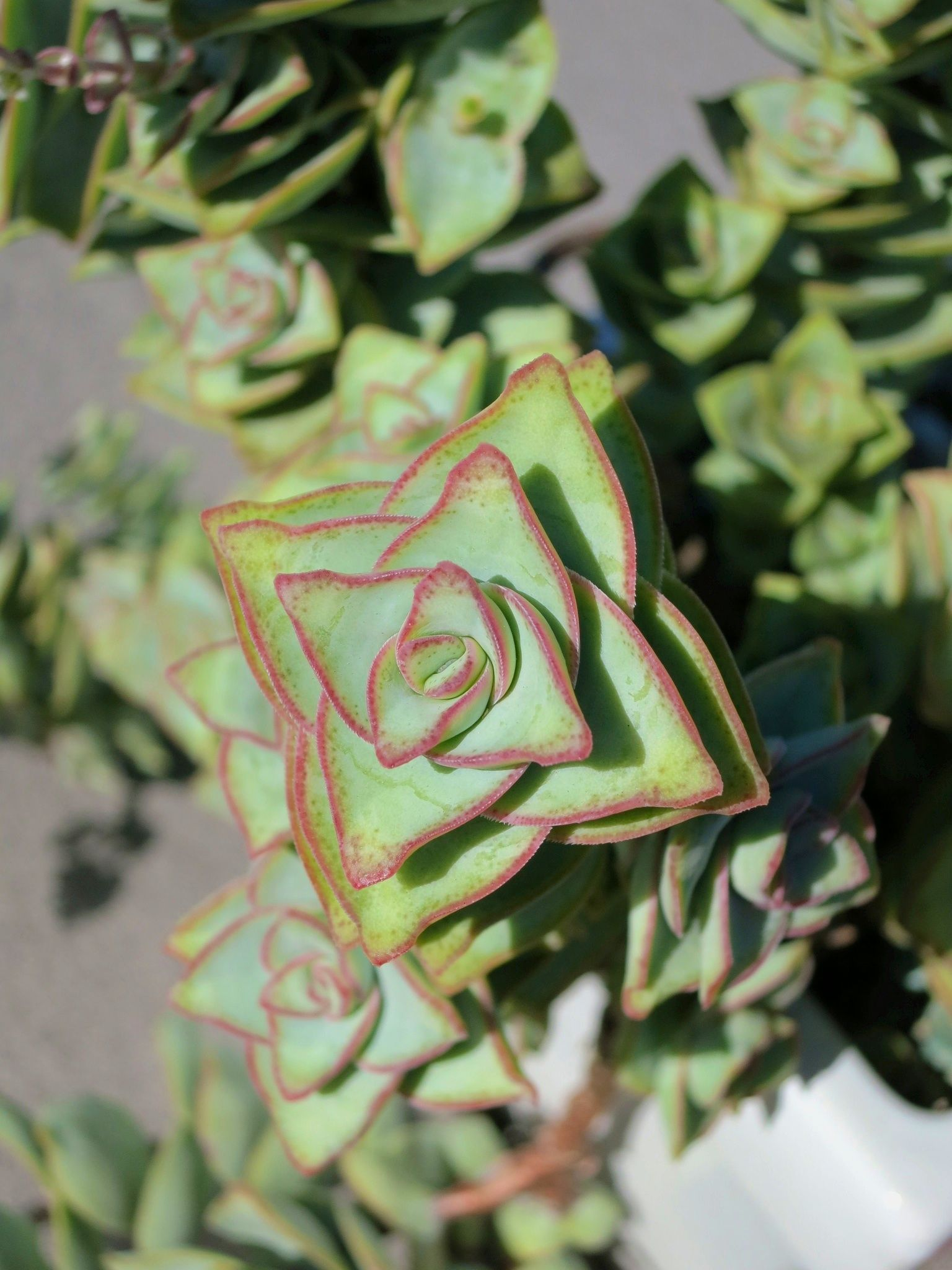
Espèce du genre Crassula

Il est arrivé que les botanistes décrètent une espèce éteinte, ou à tout le moins soient convaincus de son extinction, mais que des spécimens vivants soient ensuite retrouvés (Voir Pseudo-extinction). C'est ce qui s'est produit avec l'espèce Crassula micans, une plante vasculaire parmi les cinq du genre Crassula endémiques à Madagascar. Elle fut récoltée par le naturaliste français Philibert Commerson lors de son séjour à Madagascar alors qu'il explorait les environs de Fort-Dauphin en 1770. Cette plante, conservée à Paris dans l'herbier Jussieu, n'avait jamais été retrouvée depuis et les botanistes la croyaient disparue définitivement. Elle fut retrouvée en 2000 sur les rives du lac Andratoloharano par Lucile Allorge-Boiteau, (voir Flore de Madagascar).

### Éthologie

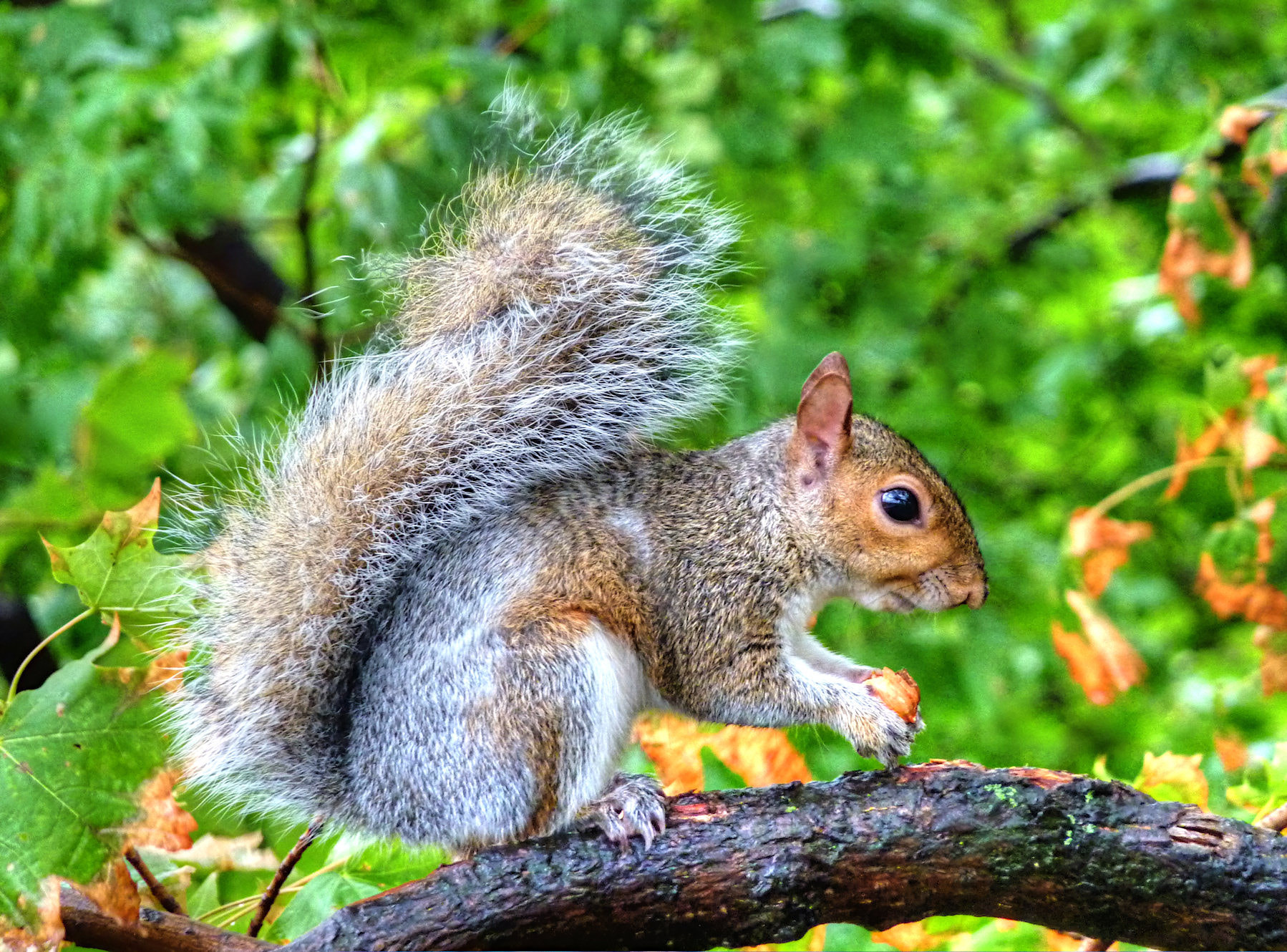
L'écureuil gris (Sciurus carolinensis), une autre espèce cachant de la nourriture pour la reprendre plus tard.

Certains scientifiques persistent à communiquer au grand public certaines conceptions reconnues erronées concernant les capacités cognitives des animaux en dépit de l'accumulation d'expériences démontrant leur fausseté. Dans la préface d'un livre, Jane Goodall écrit : « ...un nombre incalculable de personnes (tant chez les scientifiques que chez les profanes) persistent à croire que les animaux ne sont que des objets mus par leurs réactions aux stimuli environnementaux. Mais ces gens, trop souvent, consciemment ou inconsciemment, restent sourds à toutes les tentatives que nous faisons pour les faire changer d'avis. ». Le psychologue Daniel Gilbert (en), par exemple, a écrit dans son livre Stumbling on Happiness, publié en 2006, que « ...l'animal humain est le seul à penser à l'avenir et que c'est là un trait définitoire de notre humanité. ». Ce à quoi, Marc Bekoff (en) répond : « On croule sous les données prouvant que des individus issus de nombreuses espèces se projettent dans l'avenir; on pense au geai du Mexique, au renard roux et au loup cachant de la nourriture pour la récupérer plus tard. Mais il y a aussi le chimpanzé subalterne et la louve feignant de ne pas voir leur nourriture favorite en présence d'un individu dominant et qui reviennent la prendre une fois l'autre parti. ». Chez les corvidés, outre le geai du Mexique, le comportement du geai buissonnier (Aphelocoma californica) dans ce domaine a également fait l'objet d'études mettant en évidence le même type de comportement,,. (Voir aussi Éthologie cognitive et Mise en réserve (comportement animal))

#### Primatologie
La communauté scientifique a longtemps fait de l'utilisation de l'outil l'une des caractéristiques qui définit l'espèce humaine. Jusqu'aux recherches de Jane Goodall à partir de 1960 dans une région de la Tanzanie qui allait devenir en 1968 le parc national de Gombe Stream, selon ce qui était accepté d'emblée, seuls les humains pouvaient construire et utiliser des outils. En observant à plusieurs reprises des chimpanzés se nourrissant sur une termitière, soit en plaçant des brins d'herbe dans les trous de la termitière soit en utilisant des brindilles en enlevant les feuilles pour la rendre plus efficace, Goudall observa ainsi dans ce dernier cas une forme de modification d'objet qui constitue le début rudimentaire de la fabrication d'outils,
De même, les éthologistes croyaient les chimpanzés exclusivement végétariens jusqu'à ce que Goodall les observe chasser et manger de petits mammifères. Les primatologues croyaient également à tort que les chimpanzés n'usaient pas de violence envers leurs congénères : les travaux de Goodall prouveront que certains individus tuent parfois les membres d'autres groupes de chimpanzés.

#### Éthologie équine
Bien que l'étude des chevaux dans leur milieu naturel n'ait pris son essor qu'à partir des années 1970,, le comportement des chevaux a fait l'objet d'études dès le moment où l'idée de travailler en sympathie avec un cheval pour obtenir sa coopération s'est peu à peu développée.
- Cas de Hans le Malin

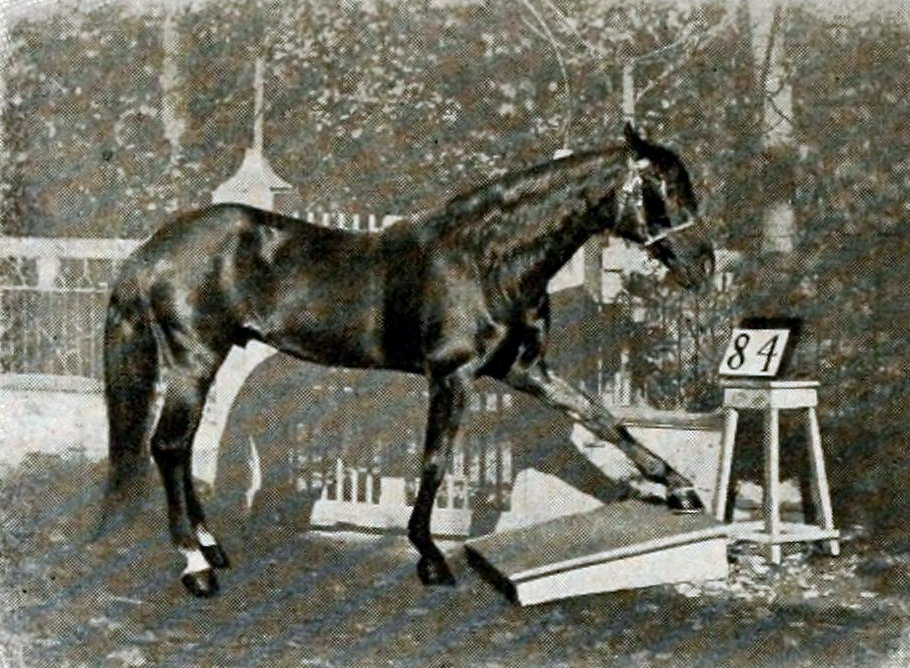
Hans le Malin lors d'une séance en 1909 durant laquelle le cheval est questionné.

Le cas de Hans le Malin, survenu au début du XXe siècle, est un exemple d'une compréhension erronée du comportement du cheval. Cet étalon noir nommé « Hans » semblait pouvoir « … additionner, soustraire, multiplier, diviser [de même que] épeler, lire, et résoudre des problèmes d’harmonie musicale » lorsqu'on l'interrogeait. En 1904, une première commission, comportant des scientifiques, étudia les prestations du cheval partant du principe qu'il pouvait s'agir soit d'une fraude soit d'un dressage comme pour les animaux de cirque : elle ne put conclure à aucune de ces possibilités. Le psychologue Oskar Pfungst résolut le mystère et fit faire du même coup des progrès à la méthodologie dans ce champ d'investigation en procédant à des tests en double aveugle. Il découvrit que le cheval ne répondait correctement que lorsque les examinateurs connaissaient la réponse. À l'issue de cette nouvelle enquête, il mit ainsi en évidence deux phénomènes :
1. D'une part, que les examinateurs transmettaient, à leur insu, des signaux non verbaux qui pouvaient indiquer à l'animal le moment où il devait arrêter de bouger pour donner la bonne réponse.
2. D'autre part, la possibilité pour l'animal de percevoir ces signaux et de les interpréter correctement[158].

### Chimie

#### Théorie du phlogistique
L'une des erreurs dont la jeune science de la chimie eut à se libérer fut la théorie du phlogistique initialement conçue par Johann Joachim Becher et développée par le médecin et chimiste allemand, Georg Ernst Stahl. Ainsi Stahl dans son traité Fondement de la chimie publié en 1723 jetait les bases de l'approche scientifique de la chimie en proposant un but et une méthode : réduire les corps composés en leurs éléments et étudier leur recomposition. Il propose dans ce traité l'idée du phlogistique, un fluide expliquant les phénomènes de combustion et lié à l'élément "feu". Bien qu'erronée, cette théorie proposait alors un premier principe unificateur fournissant une explication à divers phénomènes (combustion, calcination, respiration...).

#### Erreurs de Lavoisier

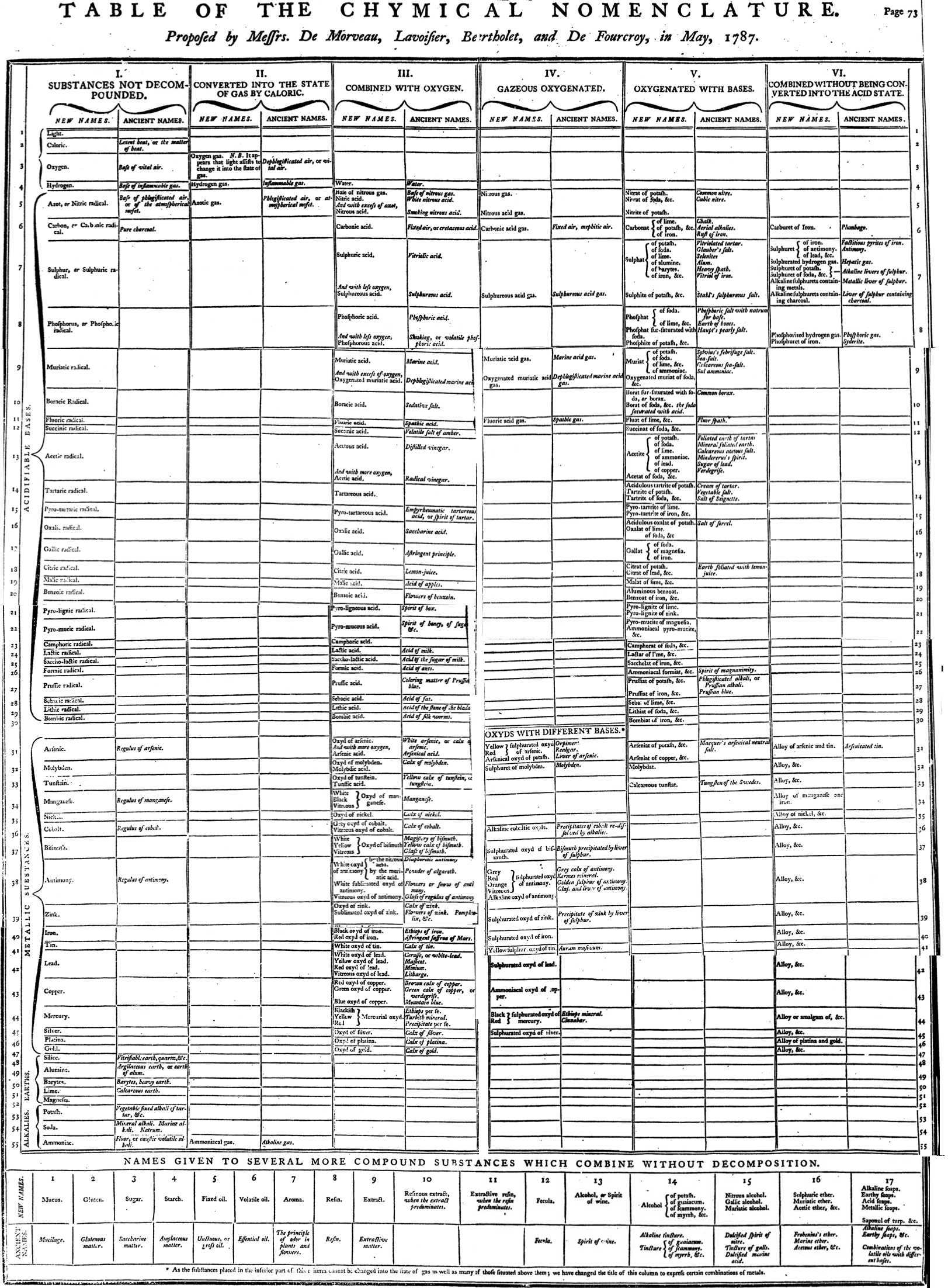
Nomenclature chimique de Lavoisier mentionnant la lumière et le calorique (1787).

Antoine Lavoisier, dont les travaux ont fait énormément progresser la chimie, a commis certaines erreurs, lui aussi.
Lavoisier reprit à son compte la théorie du calorique proposée par le chimiste écossais Joseph Black selon laquelle la chaleur est un fluide. En l'absence du concept d'énergie, il conçut la lumière et la chaleur comme étant de la matière, et les classa parmi les éléments chimiques.
Lavoisier donne une définition d'un corps simple : le « dernier terme auquel parvient l'analyse [chimique] », autrement dit une substance qui ne peut plus être décomposée qui correspond à la notion moderne d'élément chimique. Mais plusieurs substances de sa liste de trente-trois éléments chimiques simples étaient en réalité des oxydes qui sont des composés chimiques. On y retrouvait entre autres la soude et la potasse
Lavoisier élabora également une théorie des acides selon laquelle l'une des propriétés de l'oxygène est d'entrer dans la composition d'un acide. Cette conception fut invalidée lorsqu'on retrouva cet élément dans diverses substances basiques. Lavoisier considérait par exemple le chlore comme un acide encore plus oxygéné que l'acide chlorhydrique et non comme un corps simple.

##### Tableau périodique des éléments
En 1869, année de la parution du système périodique de Mendeleïev, seulement les deux tiers des éléments avaient été découverts et certains de ces éléments occupèrent pendant de nombreuses années des cases placées au mauvais endroits.
Dmitri Mendeleïev rencontra des difficultés avec le groupe des lanthanides, particulièrement ceux qui suivent le cérium. Plusieurs de ces éléments nouveaux qui étaient en fait une combinaison d'éléments connus est l'une des raisons qui ont conduit le chimiste russe à les placer au mauvais endroit dans la classification.
Le chimiste britannique William Odling est aussi l'un des scientifiques à avoir contribué à donner naissance à un arrangement systématique des éléments chimiques. En dépit de certains résultats justes auxquels il aboutit, Odling a commis l'erreur de penser que toutes les périodes du tableau périodique comptaient huit éléments,.

#### Identification d'éléments chimiques

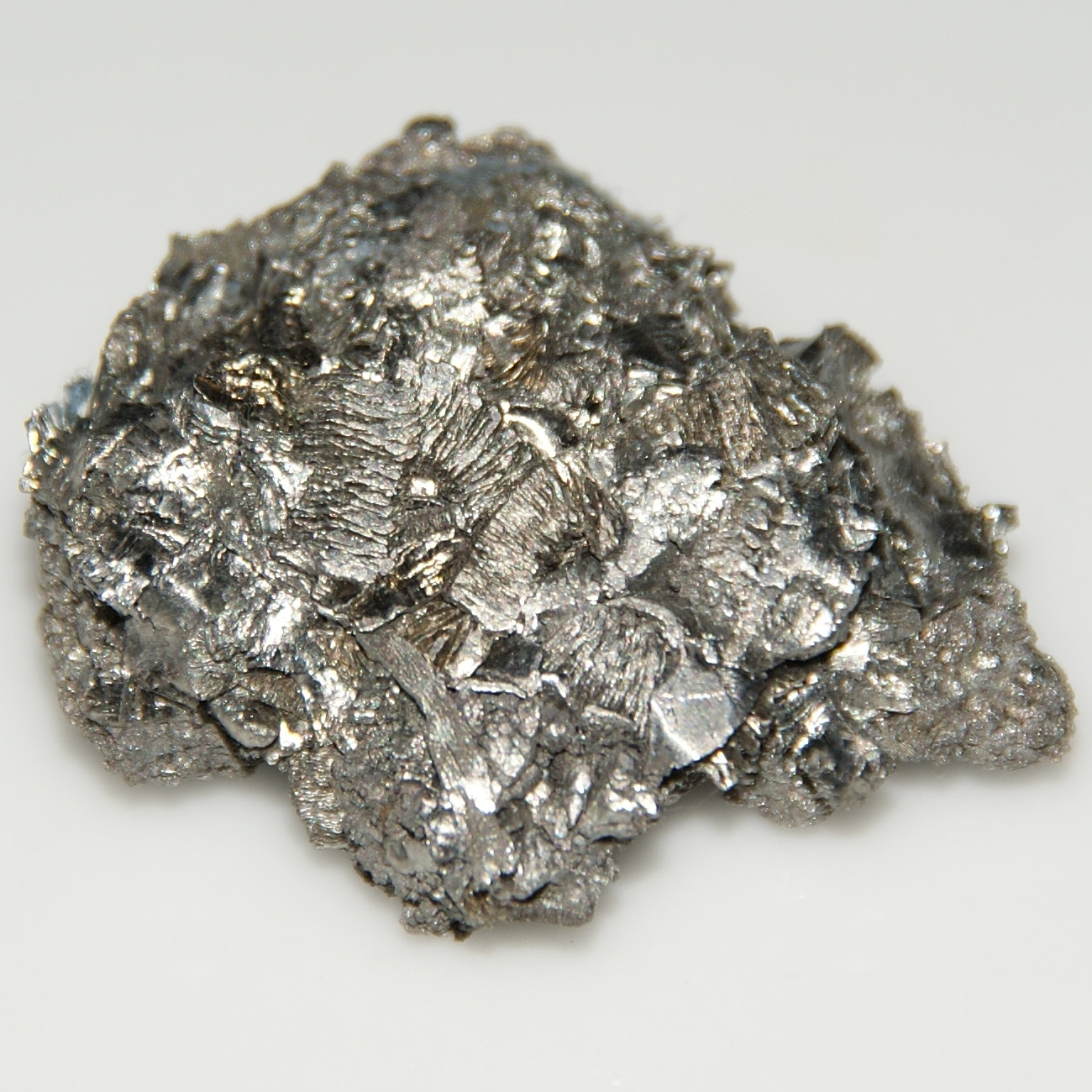
Échantillon de hafnium d'un poids de 22 grammes. Dimensions: 1 cm x 2 cm x 3 cm.

Divers éléments du tableau périodique firent l'objet d'erreurs d'identification ou de classification. Certaines de ces erreurs survenues dans l'identification des éléments chimiques sont dues au fait que les chercheurs impliqués pensaient avoir découvert un nouvel élément qui avait déjà été découvert alors que d'autres sont dues au fait que des chimistes pensaient avoir isolé un élément pur alors qu'il s'agissait en fait d'un composé chimique.
En 1812, Thomas Thomson pense avoir découvert un nouvel élément qu'il baptise "junonium" alors qu'il s'agit du cérium découvert en 1803.
En 1841, Carl Gustaf Mosander annonce avoir découvert dans une substance minérale qu'il appelle "lanthana" un nouvel élément qu'il nomme didyme alors que Carl Auer von Welsbach démontrera en 1885 que cette substance est en fait composée de deux éléments : le praséodyme et le néodyme,.
En 1844, Heinrich Rose annonce avoir découvert deux nouveaux éléments dans la colombite. Le minéralogiste et chimiste allemand les nomme pélopium et niobium en référence à Pélops et Niobé, le fils et la fille de Tantale. Rose a cru avoir identifié deux nouveaux éléments là où, en réalité, il s'est avéré n'en avoir qu'un seul.
En 1851, Carl Bergmann annonça la découverte d'un nouveau métal dans de l'orangite, une variété minérale de thorite. Il baptisa ce métal "donarium" qui s'est avéré être par la suite du thorium découvert en 1829.
En 1862, Jön Fridrik Bahr publia l'article On a New Metal Oxide dans lequel il nomme "wasium" le nouveau métal qu'il affirme avoir découvert,. Moins d'un an plus tard, ses conclusions sont attaquées par Jérôme Nicklès (1820-1869). Bahr reconnaîtra son erreur tout en corrigeant lui-même l'erreur de Nicklès qui affirmait que le wasium était plutôt un mélange de divers éléments connus : l'yttrium, le terbium et le didyme. Bahr établira finalement qu'il s'agit en fait de thorium.
En 1864, l'astronome britannique William Huggins annonce avoir découvert un nouvel élément inconnu sur Terre, grâce à une étude spectroscopique de la lumière émise par certaines nébuleuses planétaires et qu'il nomme pour cette raison, nébulium. Ce n'est qu'en 1927 que l'astronome américain Ira Sprague Bowen démontrera que les raies des spectres observées par Huggins sont en fait celles de l'oxygène doublement ionisé.
En 1869, Charles Augustus Young commet une erreur similaire à celle de Huggins lorsqu'il affirme avoir détecter un nouvel élément dans la couronne solaire durant l'éclipse solaire du 7 août 1869 et qu'il baptise coronium. Bengt Edlén montra en 1943 que les raies spectrales provenaient du fer, ionisé treize fois (Fe13+) soumis à une température extrêmement élevée,.
En 1878, le chimiste suisse Marc Delafontaine annonce avoir découvert deux nouveaux éléments qu'il nomme "philippium" et "décipium" tandis que le chimiste américain John Lawrence Smith fait savoir qu'il a découvert, lui aussi cette année-là, un nouvel élément qu'il nomme "mosandrum" dans de la samarskite de la Caroline du Nord. Le mosandrum de Smith s'avérera être du terbium qui fut découvert en 1843 par Carl Gustaf Mosander alors que le philippium et le décipium de Delafontaine seront identifiés par la suite comme étant respectivement de l'holmium et du samarium (plus exactement un mélange de samarium et de terres rares dans le cas du décipium),.
En 1907, Georges Urbain, Carl Auer von Welsbach et Charles Jamesdécouvrent indépendamment les uns des autres que l'élément ytterbium, découvert par le chimiste suisse Jean Charles Galissard de Marignac, en 1878, à partir de l'ytterbine, n'est pas pur et constitue en fait un mélange de deux éléments. Après une controverse opposant Urbain et von Welbach, c'est finalement la dénomination du chimiste français qui l'emporte pour la mise en évidence du nouvel élément qui porte le nom de lutécium (également orthographié lutétium).
En 1917, Konstantin Avtonomovich Nenadkevich (ru) pensa avoir isolé l'élément 72 à partir d'orthite, un minéral qui contient une quantité significative d'éléments du groupe des terres rares. D'autres recherches n'ont malheureusement pu confirmer la présence de cet élément dans ce minéral. Dix ans plus tôt, Georges Urbain annonce avoir identifié ce même élément et le nomme celtium. En mai 1922, Georges Urbain, en collaboration avec Alexandre Dauvillier, annoncent avoir clairement identifié l'élément 72 à l'aide d'analyses spectroscopiques. Toutefois, Urbain classe cet élément parmi les terres rares alors que Niels Bohr prédit qu'il doit plutôt faire partie du groupe des métaux de transition au même titre que le zirconium. D'autres travaux expérimentaux auront été nécessaires, dont ceux de George de Hevesy et Dirk Coster, réalisés à Copenhague en 1923, pour établir que, tout comme le zirconium, le hafnium est un métal de transition,.
En 1926, la découverte de l'élément de numéro atomique 61 à partir de cristallisations fractionnées de dérivées de sable de monazite est annoncée par deux groupes distincts de chimistes. Le premier, affilié à l'université d'Illinois et mené par B. Smith Hopkins, adopte le nom illinium (de symbole Il) quand le second, de l'Istituto di Studi Pratici e di Perfezionament (université de Florence) et mené par Luigi Rolla propose le nom florentium (de symbole Fr). Une controverse concernant l'attribution de la découverte de l'élément émerge dans un contexte de tensions entre les États-Unis et l'Italie. Cependant, Walter Noddack et Ida Tacke, étant incapables d'identifier l'élément 61 au sein de minéraux où il est attendu, suggèrent qu'il pourrait ne pas posséder d'isotope suffisamment stable pour être présent dans le milieu naturel. La formulation de la loi de Mattauch (en) renforce cette idée. Les découvertes de l'illinium et du florentium sont consécutivement rétractées. L'élément 61 est isolé par Jacob A. Marinsky, Lawrence E. Glendenin (en) et Charles D. Coryell en 1945 , parmi les produits de fission de l'uranium. Le groupe adopte le nom prométhéum (de symbole Pm), modifié plus tard en prométhium (le symbole est inchangé). Finalement, l'élément est identifié dans la nature en 1968, dans de la pechblende d'Oklo, grâce à l'évolution des techniques d'analyse.

### Criminalistique et ADN
De nombreuses erreurs ont été commises en criminalistique notamment en ce qui concerne les résultats d'analyses d'ADN. Le travail de contre-expertise de Brandon L. Garrett, professeur à l’école de droit de l'université de Virginie (en), et Peter Neufeld (en), cofondateur de l’Innocence Project, a permis, d’innocenter 261 personnes qui avaient été condamnées. Les experts avaient conclu que l'analyse de leur ADN correspondait à celui recueilli sur les lieux de crimes commis. Garrett et Neufeld purent démontrer que leur ADN ne correspondait pas à celui du véritable coupable (« plus de la moitié d’entre eux avaient pourtant été, notamment, condamnés sur la foi de preuves apportées par la police scientifique et technique qui, par la suite, se sont en fait avérées erronées »). « Sur les 137 cas qu’ils ont analysés, en 2009, pour leur étude qu’ils ont consacrée aux erreurs des “experts” de la police scientifique et technique, Garrett et Neufeld ont découvert 11 erreurs judiciaires imputables, en partie, à une mauvaise interprétation ou exploitation de "la preuve par l’ADN". »
Ces divergences d’expertises ne sont pas très étonnantes selon Raphaël Coquoz, chargé de cours à l’École des sciences criminelles de l’université de Lausanne et spécialiste de l’ADN:
« Un profil ADN n’est pas quelque chose d’univoque. [...] L’analyse ADN donne une probabilité que telle ou telle personne ait été présente à un endroit. Le concept de probabilité est parfois difficile à entendre quand on aimerait voir les choses en blanc ou en noir. En présence d’un profil “faible”, lorsque les traces sont infimes ou mélangées, la probabilité diminue. Lorsque le profil est de bonne qualité, les certitudes sont élevées, mais on n’est jamais sûr à 100%. L’ADN n’est qu’un outil parmi d’autres, qui peut mener à des erreurs judiciaires. »

### Archéologie

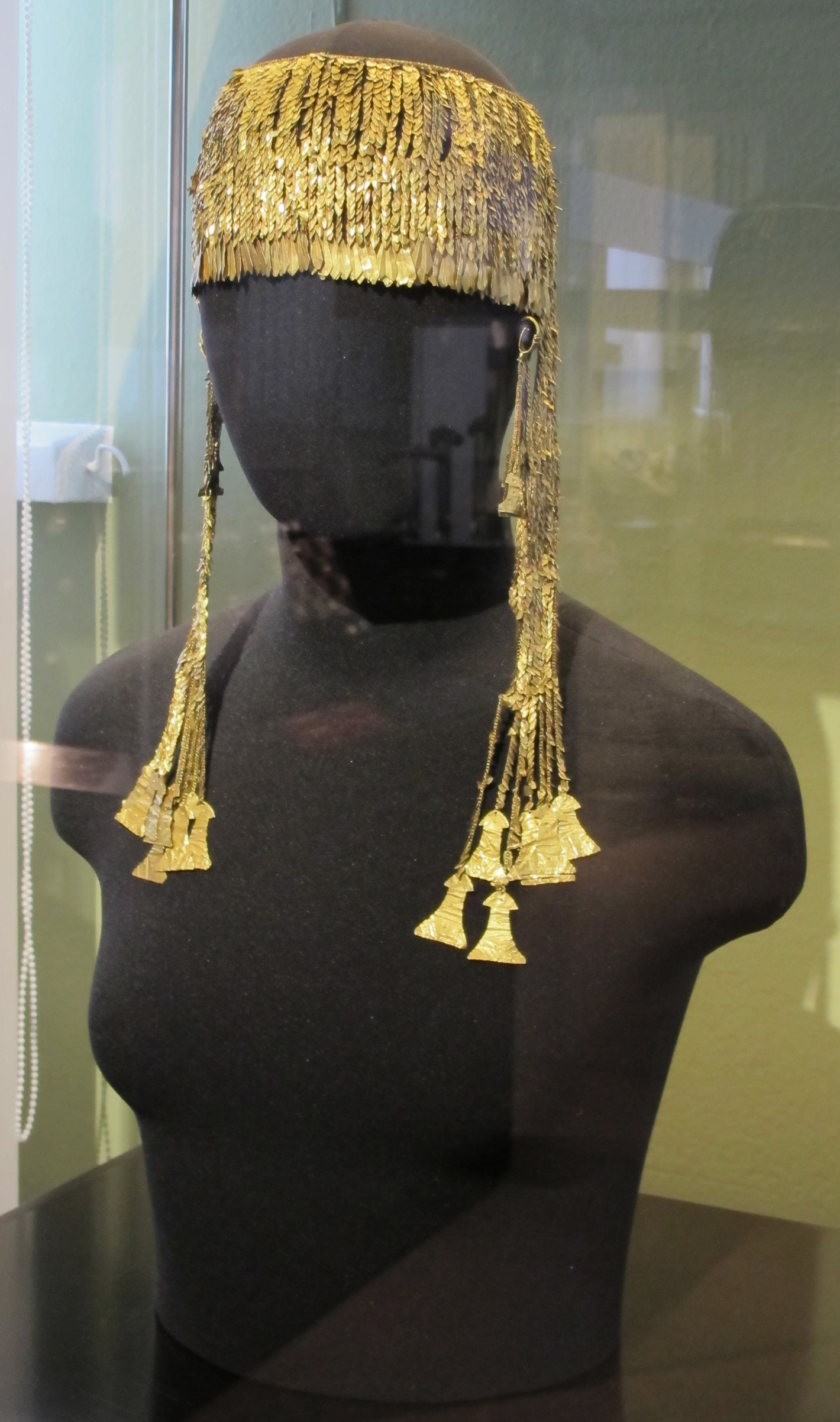
Grand diadème du trésor de Priam, découvert lors des fouilles menées par Schliemann sur le site de Hissarlik, exposé au musée des Beaux-Arts Pouchkine, à Moscou.

Heinrich Schliemann et les fouilles à Hissarlik
L'archéologie offre un exemple d'erreurs rencontrées lors de l'émergence d'une nouvelle discipline scientifique. À la même époque que Giuseppe Fiorelli, qui dirigea apparemment les premiers travaux méthodiques de fouilles archéologiques en Italie, Heinrich Schliemann entreprit des fouilles sur la colline d'Hissarlik située à l'entrée du détroit des Dardanelles, dans la province turque de Çanakkale, dans une région qui s'appelait autrefois la Troade. Schliemann, qui avait été précédé sur ce site par le diplomate et archéologue amateur Frank Calvert, entreprit de fouiller ce site à partir de 1870. Bien que les travaux sur le site de Hissarlik, qu'il fit considérablement avancer, firent progresser les connaissances de la région de l'époque préhomérique — époque dont les évènements se sont déroulés durant l'Helladique (de 3000 à 1000 av. J.-C.) et les siècles obscurs (du XIIe au VIIIe siècle av. J.-C.) — les méthodes de fouilles de Schliemann étaient différentes de celles de Fiorelli pour ne pas dire à l'opposé. Elles évoluèrent avec l'arrivée de Wilhelm Dörpfeld en 1882,. Sur le plan strictement scientifique, la principale erreur de Schliemann fut de situer l'époque concernant le récit homérique de la guerre de Troie, soit les 12e, 13e voire 14e siècle av. J.-C. (voir Guerre de Troie (datation)), dans le mauvais niveau du site. Schliemann était convaincu que cette période se trouvait localisée dans le niveau II. Ce niveau « ...contenait les murs d'une fortification détruite par un incendie et de spectaculaires objets d'or, que Schliemann nomma le « trésor de Priam », Priam étant le roi de Troie dans le récit homérique de l'Iliade. ». Wilhelm Dörpfeld aurait été le premier à constater l'erreur de Schliemann et de concevoir que l'époque en question se trouvait plutôt située au niveau VI ou VII, indépendamment de la cité antique dont l'identification restait à confirmer.
Localisation de Pi-Ramsès

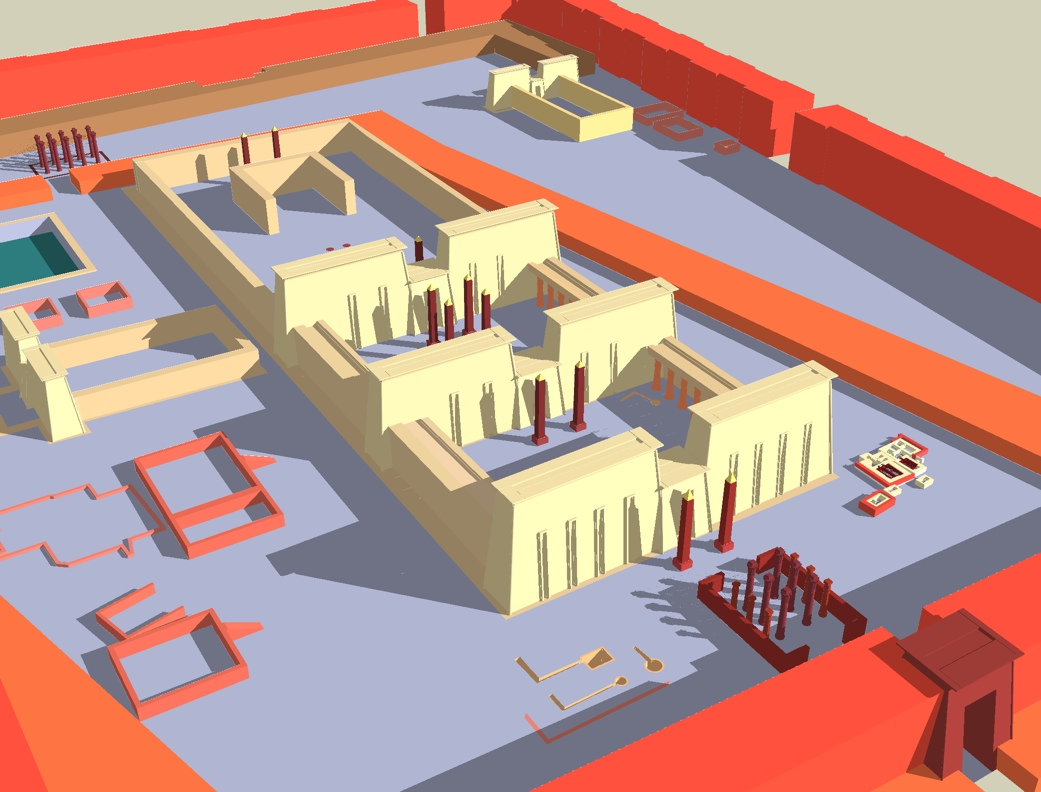
Reconstitution des monuments de l'enceinte du temple d'Amon à Tanis.

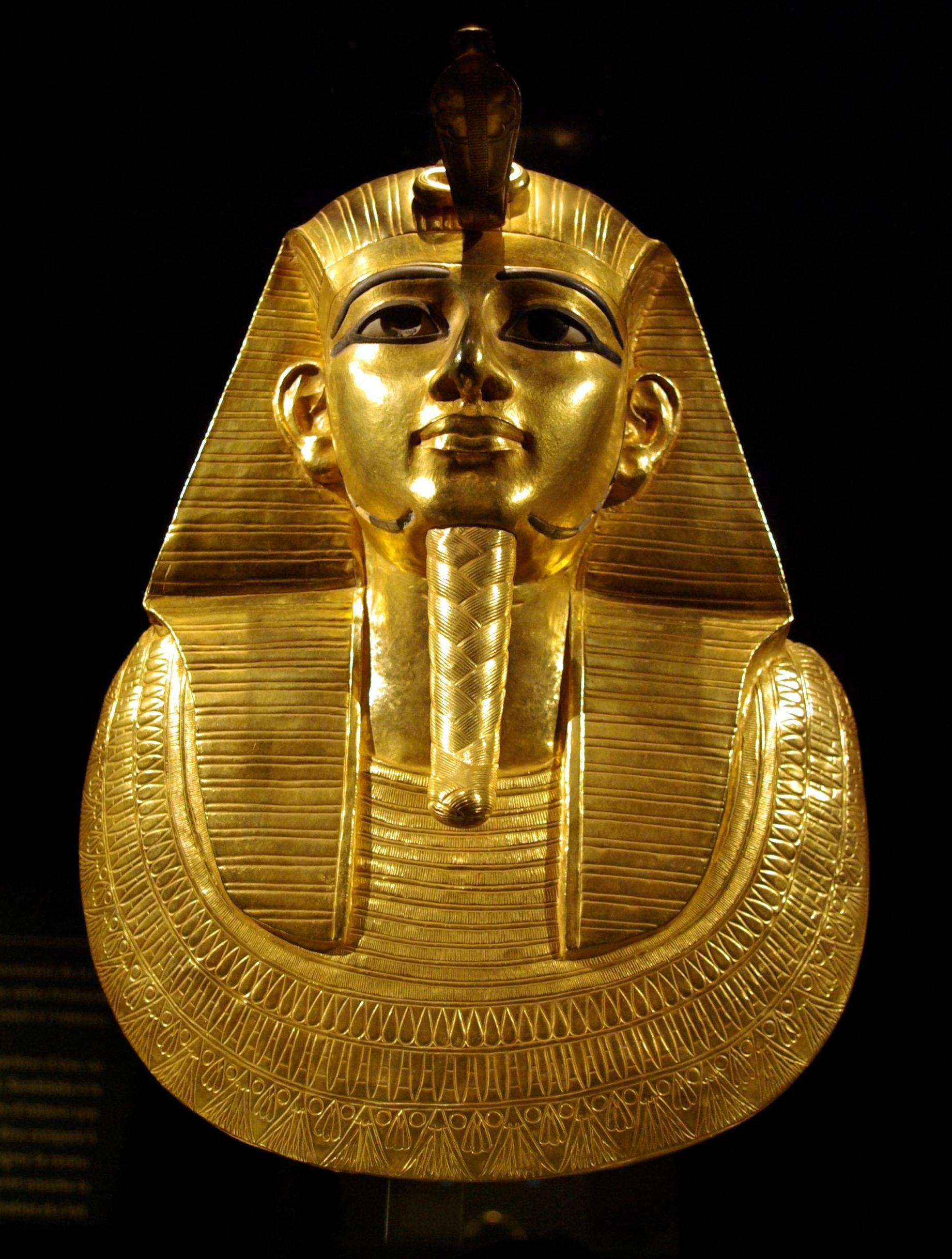
Masque funéraire de Psousennès Ier découvert sur son lieu de sépulture à Tanis.

Dans le domaine de l'archéologie, une autre des erreurs notables a porté sur la localisation de l'antique cité de Pi-Ramsès que les archéologues Flinders Petrie dans les années 1880 et Pierre Montet dans les années 1930 ont cru avoir retrouvée sur le site de Tanis,. En dépit de statues de Ramsès II et d'inscriptions y faisant référence les ayant induit en erreur, les travaux de l'archéologue et égyptologue autrichien Manfred Bietak montrèrent que Qantir était le lieu où avait été édifiée la ville de Pi-Ramsès. (Des hésitations demeureraient sur sa localisation précise. Il semblerait en fait que cette ville portuaire, dont la superficie aurait été estimée à 18 km2, soit correspondrait à l’actuelle Tell el-Dab'a, Qantir et Kathana, soit aurait été située entre ces trois sites,.)

### Sciences de la Terre

#### Âge de la Terre

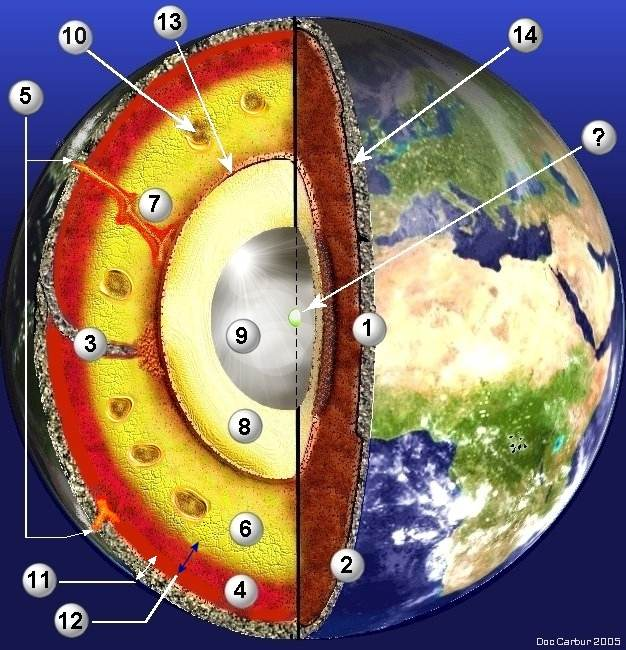
Structure interne de la Terre :
(1) Croûte continentale
(2) Croûte océanique
(3) Subduction
(4) Manteau supérieur
(5) Point chaud
(6) Manteau inférieur
(7) Panache
(8) Noyau externe
(9) Noyau interne
(10) Cellule de convection
(11) Lithosphère
(12) Asthénosphère
(13) Discontinuité de Gutenberg
(14) Discontinuité de Mohorovicic
(?) Amande ?

Avant la découverte de la radioactivité, diverses procédures furent imaginées par les scientifiques pour tenter d'obtenir une estimation de l'âge de la Terre. D'abord un débat qui ne prendra véritablement naissance sur le plan scientifique qu'au XVIIIe siècle avec Buffon et Halley, ce débat finira par devenir une véritable controverse à partir des années 1860. C'est à cette époque que physiciens, géologues et naturalistes aboutirent à des estimations inconciliables pour l'âge de notre planète.
Charles Darwin, avec sa théorie de la sélection naturelle, avait besoin de concevoir que la Terre avait au moins quelques centaines de millions d'années. Les géologues, à l'instar de Darwin, optaient pour une échelle des temps géologiques d'une durée comparable.
Le physicien William Thomson, quant à lui, était d'un tout autre avis. Thomson fit appel à la thermodynamique pour établir une estimation située dans une fourchette de 20-400 millions d’années en 1862, puis, en 1897, il aboutit à un âge avoisinant les 20 à 40 millions d’années.
En 1895, John Perry, qui fut l'un des assistants de Thomson à l'université de Glasgow, contesta l'hypothèse de ce dernier sur la faible conductivité thermique à l'intérieur de la Terre à partir du même gradient de température et, par voie de conséquence, ses estimations. Son modèle le conduisit plutôt à suggérer un âge de 2 milliards d’années,.
En 1904, lors d'une conférence à la Royal Institution de Londres, en présence de Thomson lui-même, Ernest Rutherford montre que les calculs du physicien s'appuient sur une hypothèse fausse en présupposant l'absence d'une source de chaleur à l'intérieur de la Terre. Dès novembre 1905, Bertram Boltwood put dater, grâce à sa méthode de datation radiométrique, l'âge de plusieurs minerais entre 92 et 570 millions d'années. Quelques années plus tard, Boltwood, obtint comme valeurs des âges de plus de 1,6 milliard d'années pour la datation de certaines roches. Et, en 1956, Clair Patterson, parvint à estimer l'âge de notre planète à 4,55 milliards d'années grâce à la méthode de datation par l'uranium-plomb qu'il développa,.

#### Dérive des continents
Des erreurs de raisonnement dans les sciences empiriques sont également présentes. De nombreuses erreurs dans l'histoire des sciences ont consisté à maintes reprises à proclamer l'impossibilité d'un phénomène dont les raisonnements ont été réfutés par la suite. Ainsi, à la suite des travaux d'Alfred Wegener, le mathématicien et géophysicien britannique Harold Jeffreys était convaincu d'avoir prouvé, chiffres à l'appui, que la Terre était trop rigide pour que la dérive des continents fut possible,.

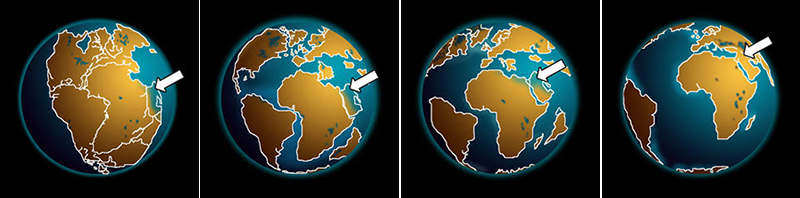
Illustration de la dérive des continents avec le fractionnement de la Pangée alors que toutes les terres émergées étaient réunies pour former un seul supercontinent (à gauche).

#### Océanographie
L'une des erreurs de Galilée fut de proposer une explication erronée au phénomène des marées. Galilée rejetait l'explication, admise à son époque, selon laquelle la Lune est responsable de ce phénomène. Le savant italien traite de ce sujet dans un ouvrage qui s'était intitulé à l'origine Dialogue sur les marées et qui sera finalement connu sous le titre Dialogue sur les deux grands systèmes du monde. Selon lui, le flux et le reflux de la mer était attribuable uniquement aux mouvements annuels et diurnes de la Terre,.

### Météorologie
La météorologie est un domaine, parmi d'autres, très sensible aux erreurs. Les météorologues se doivent de fournir une image suffisamment précise de l'état de l'atmosphère lors de la modélisation sans quoi les erreurs introduites au début se propageront et iront en s'amplifiant.

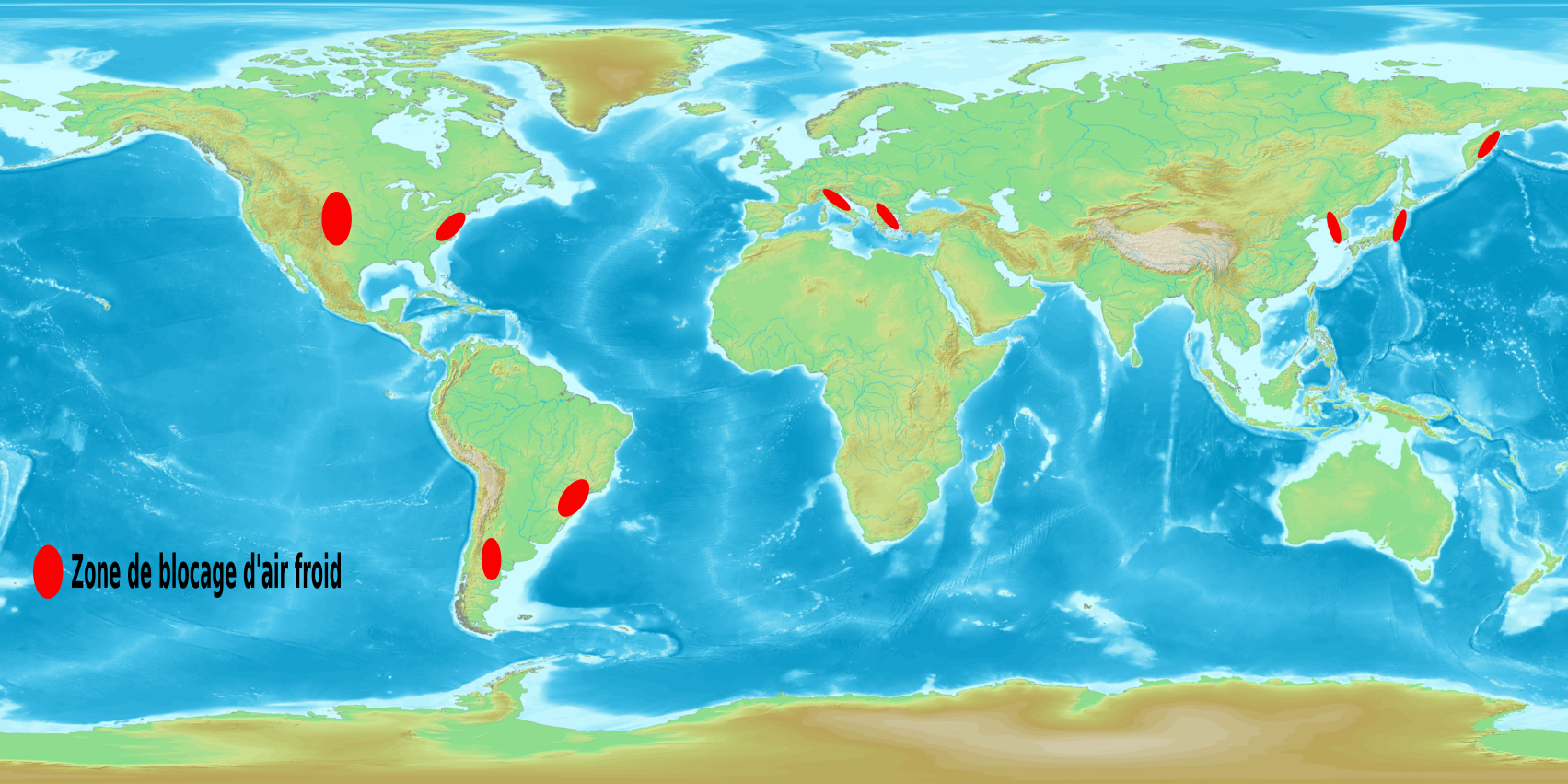
Exemple de carte météorologique illustrant les zones où il y a des blocages d'air froid dans le monde.

Les modèles informatiques doivent intégrer des connaissances sur de nombreux phénomènes interagissant entre eux: vitesse et direction des vents; transformation de la chaleur reçue du Soleil par les océans, le sol, l'air, et les nuages; condensation de la vapeur d'eau en nuages et transformation des gouttelettes d'eau en pluie, en glace, ou en neige et mélange de l'air près du sol, entre autres phénomènes. Les erreurs commises dans la prévision d'un de ces phénomènes peuvent se propager à la prévision des autres, ou peuvent amplifier les erreurs d'autres sous-systèmes du modèle. Les spécialistes doivent donc s’assurer que le niveau d’erreur reste stable au cours de la simulation.
Pour certaines modélisations, les erreurs peuvent croître très rapidement si certaines conditions ne sont pas respectées telle la contrainte classique de stabilité, connue sous le nom de condition de Courant-Friedrich-Lewy ou condition CFL qui « ...spécifie que le vent dans une maille ne doit pas transporter l’air présent dans cette maille de plus de la taille d’une maille en un pas de temps. Si cette condition n’est pas vérifiée dans un schéma, l’erreur grossit jusqu'à atteindre des nombres infiniment grands, le schéma devient instable, on dit que le modèle explose. »

### Astronomie

#### Atmosphère lunaire
L'une des erreurs d'Isaac Newton se trouve dans son traité d'optique intitulé Opticks : or a Treatise of the Reflexions, Refractions Inflexions and Colours of Light. Dans la septième proposition de la première partie du livre premier, Newton mentionne que la lumière des étoiles nous apparaît ponctuelle. Il écrit : « Or que la distance incommensurable des étoiles fixes les fasse paraître comme autant de points, c'est ce qu'on peut inférer de ce qu'étant éclipsées par la Lune, elles ne disparaissent et ne reparaissent point par degré comme le font les planètes mais instantanément ou presque instantanément car la réfraction de l'atmosphère de la Lune prolonge un peu la durée de leur disparition et réapparition. ». La Lune étant pratiquement dénuée d'atmosphère, l'explication proposée par Newton est incorrecte.

#### Lois de Kepler

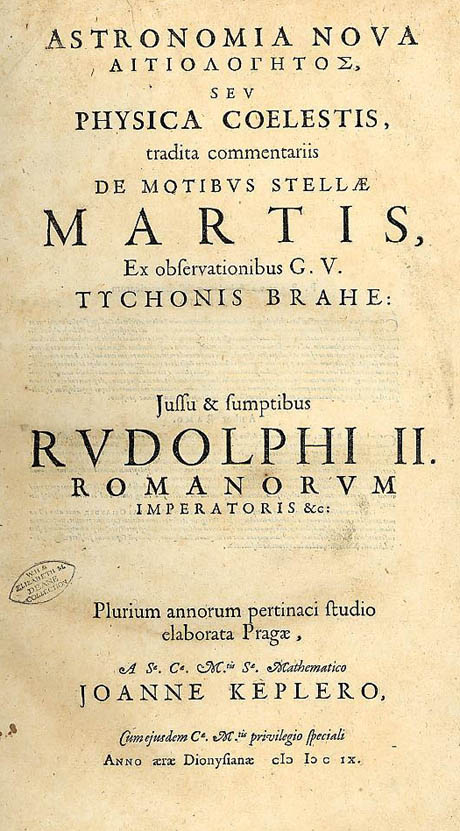
Page frontispice de l'Astronomia nova (1609), de Johannes Kepler dans lequel il publie ses deux premières lois.

Il arrive qu'un chercheur ou un savant fasse des erreurs et que celles-ci se compensent pour donner le bon résultat! L'un des exemples les plus édifiants à ce sujet est sans doute la démarche qu'a suivie Kepler pour parvenir à la découverte de ses deux premières lois. Pour ce faire, Kepler a commis non pas une mais trois erreurs. Ce cas est suffisamment inusité pour qu'il vaille la peine de citer Arthur Koestler qui le détaille. Kepler découvre d'abord le rapport inverse des vitesses d'une planète aux points extrêmes de son orbite (le périhélie et l'aphélie). Toutefois... « en étendant [cette relation] à l'orbite toute entière il faisait une généralisation parfaitement injustifiée. Kepler le savait et l'admit... [Ensuite pour faciliter ses calculs, voici ce qu'il écrit dans son Astronomia nova] : « Sachant qu'il y a un nombre infini de points sur l'orbite et un nombre infini de distances il me vint l'idée que la somme de ces distances est contenue dans l'aire de l'orbite. » C'est sa deuxième erreur car, comme le rappelle Koestler, « il n'est pas permis d'égaler une aire à la somme infinie de lignes [se trouvant à l'intérieur de celle-ci]. Et à nouveau, Kepler le sait et il explique même pourquoi ce n'est pas permis! Il ajouta qu'il avait fait une erreur en considérant une orbite comme circulaire. En concluant : « Mais ces deux erreurs — c'est comme un miracle — s'annulent [...] comme je le prouverai ci-dessous ». Le résultat est encore plus miraculeux que ne le croyait Kepler car en expliquant pourquoi ses erreurs s'annulent il se trompa une fois de plus [...] Or par trois méthodes fausses défendues de façon encore plus fausse, il tomba sur la loi juste. » Ses trois suppositions fausses étaient :
- la vitesse de la planète varie de façon inverse de la distance au Soleil ;
- l'orbite de la planète est circulaire ;
- la somme des vecteurs reliant la planète au Soleil est égale à l'aire dans laquelle ils se trouvent compris.

De même, des contradictions peuvent se glisser dans un ouvrage de vulgarisation écrit par un savant. Galilée lui-même n'en a pas été exempt. Ainsi, dans son ouvrage Dialogue sur les deux grands systèmes du monde, il tente d'expliquer pourquoi il ne serait pas possible à un corps céleste tel le Soleil de se déplacer autour d'un autre tout en maintenant son axe de rotation parallèle à lui-même alors que plus loin, dans le même ouvrage, Galilée explique que la Terre se déplace de cette façon.

#### Trépidation des équinoxes
La trépidation des équinoxes (en) est une théorie selon laquelle à une oscillation accompagne le mouvement de précession des équinoxes. Les premières traces de cette théorie se retrouvent dans un écrit de Théon d'Alexandrie du IVe siècle de notre ère : Petit commentaire sur les tables pratiques de Ptolémée. L'auteur y mentionne que d'après certains astronomes anciens, la précession des équinoxes, plutôt que d'être un mouvement constant et sans fin, inverse sa direction tous les 640 ans,. Les équinoxes, dans cette théorie, se déplacent à travers l'écliptique au rythme de 1 degré en 80 ans jusqu'à atteindre 8 degrés, après quoi ils inversent soudainement la direction de leur mouvement et reviennent à leur position d'origine.
Au IXe siècle, la description de ce mouvement est reprise avec les travaux de l'astronome arabe Thābit ibn Qurra dans son ouvrage De motu octavae sphaerae (Sur le mouvement des huit sphères). Selon lui, l'écliptique était affecté d'un mouvement d'oscillation décrivant un cercle d'une amplitude de 8° avec une périodicité de 4 000 ans. Pendant le Moyen Âge et jusqu'à la fin du XVIe siècle, la précision des tables astronomiques fut affectée en tenant compte de ce mouvement d'oscillation. L'astronome andalou Al-Zarqali, entre autres, pris en compte ce mouvement dans l'établissement des tables de Tolède. Il fallut attendre la précision des observations de Tycho Brahe pour que les astronomes réalisent que ce mouvement n'existe pas.

#### Astrométrie

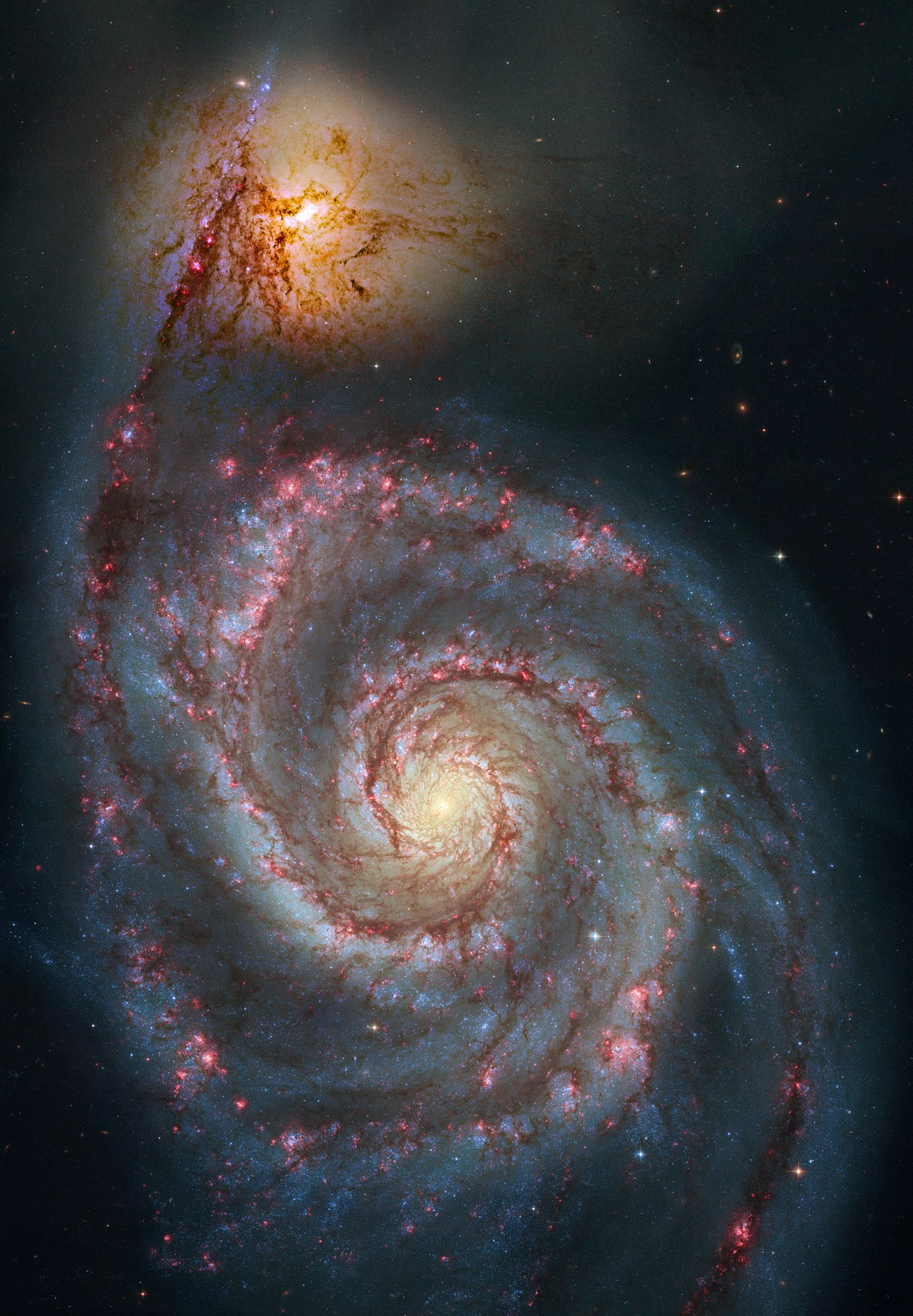
M51 (NGC 5194) et NGC 5195, image prise par le télescope spatial Hubble.

Localisation extragalactique des nébuleuses
En 1750, l'astronome anglais Thomas Wright émit l'idée que les étoiles de la Voie lactée seraient maintenues ensemble par des forces gravitationnelles et constituer un ensemble en rotation semblable au système solaire mais à une échelle beaucoup plus grande,. Dans un traité paru en 1755, Emmanuel Kant développe cette idée et va jusqu'à suggérer que certaines nébuleuses sont aussi vastes que la Voie lactée et constituent elles aussi des "univers-îles", ce qu'on nommera plus tard des galaxies.
Il faudra attendre le XXe siècle pour que ces idées soient acceptées. Certaines observations s'y sont opposées dont celles de Heber Curtis et d'Adriaan van Maanen. En se basant sur les vitesses radiales de certaines galaxies mesurées par Vesto Slipher, Curtis en avait déduit qu'elles se situaient à environ 3 000 parsecs, les situant ainsi à l'intérieur de la Voie lactée. Van Maanen, quant à lui, travailla pendant plus de dix ans à déterminer la période de rotation de certaines galaxies spirales : la période moyenne qu'il obtint était de l'ordre de 85 000 ans ce qui aurait donné une vitesse de rotation inconcevable si elles avaient été situées à l'extérieur de la Voie lactée. Il s'avéra plus tard admettre que les résultats de Curtis et de van Maanen n'étaient pas valables. Curtis admit son erreur et devint même un fervent défenseur de la thèse extragalactique. En 1922, John Charles Duncan découvrit des étoiles variables dans M31 (la galaxie d'Andromède) : onze des quinze étoiles étaient des céphéides. Utilisant ces données, Edwin Hubble put calculer la distance de M31 et M33 à environ 250 000 parsecs. La localisation extragalactique de ces nébuleuses était ainsi clairement établie.

#### Localisation du système solaire
Les travaux de Harlow Shapley à l'observatoire du Mont Wilson à partir de 1914 ont permis de corriger une erreur en localisant le système solaire à une certaine distance du centre de notre galaxie. Des travaux antérieurs basés sur des techniques de comptage d'étoiles indiquaient faussement que le Soleil se trouvait au centre de la Voie lactée.

#### Détermination de la trajectoire d'astéroïdes
Il n'est pas rare que les astronomes doivent réviser leurs estimations concernant la trajectoire d'astéroïdes qu'ils observent et leur probabilité d'impact avec la Terre : « ...la raison [...] est que la détermination de l'orbite est basée sur des mesures erronées dues à l'atmosphère terrestre et d'autres facteurs (voir, entre autres, Effet YORP, Effet Yarkovsky et Sensibilité aux conditions initiales). Cela limite la mesure de la position de l'astéroïde et se combine avec toutes les autres erreurs de mesure pour créer l'espace d'incertitude original. » Ces erreurs se combinent avec celles provoquées par des données d'observation insuffisantes lorsqu'un nouvel astéroïde est détecté : deux ou trois semaines d'observations ne suffisent souvent pas pour déterminer de façon concluante la trajectoire d'un astéroïde observé pour la première fois. À titre d'exemple, il faut deux à quatre ans de suivi pour un astéroïde avec une période orbitale de 2,29 ans pour prédire suffisamment précisément son orbite sur quelques décennies. En juillet 2002, un risque de facteur d'impact positif sur l'échelle de Palerme avec la Terre impliquant l'astéroïde (89959) 2002 NT7 a alerté les médias: les révisions de ses paramètres orbitaux permirent d'écarter tout risque de collision.

#### Astrophysique
Albert Einstein publie sa formulation de la relativité générale dans l'édition du 15 novembre 1915 des Comptes rendus de l'Académie des sciences de Prusse. Presque aussitôt, Karl Schwarzschild en prend connaissance, calcule, à partir de la nouvelle équation d'Einstein, la courbure de l'espace-temps pour une étoile sphérique sans mouvement de rotation et transmet ses résultats à Einstein. D'après Shwarzschild, lorsque l'étoile poursuit son effondrement, une singularité apparaît à une certaine distance de l'étoile, dite rayon de Schwarzschild. La plupart des physiciens, y compris Einstein, pensent alors que la géométrie de l'espace-temps devient singulière à cet endroit. Or les études ultérieurs montrèrent que cette singularité n'apparait que dans le système de coordonnées stationnaires employé par Schwarzschild. En 1921, Paul Painlevé soutient qu'il est possible de prolonger cette solution à travers cette région jusqu'à la singularité réelle située au centre. En 1932, Georges Lemaître démontre explicitement que de la matière en chute libre peut franchir ce rayon sans rencontrer de singularité et, en 1958, David Finkelstein propose une description simple de ce phénomène.

#### Cosmologie
Nombreux sont les modèles cosmologiques qui ont été proposés depuis le début de l'astronomie moderne. Ceux proposés avant le XXe siècle ne tiennent évidemment pas compte du mouvement de fuite des galaxies conduisant à l'idée d'expansion de l'Univers. Au XXe siècle apparut une multitude de modèles pour décrire l'évolution de notre univers. Certains de ces modèles ont pu être écartés tels par exemple le modèle d'univers statique d'Einstein de 1917, le modèle d'Univers de Milne ou encore celui de la théorie de l'état stationnaire présentée par Fred Hoyle, Thomas Gold et Hermann Bondi.

#### Détermination de la constante de Hubble

Valeurs estimées de la constante de Hubble, 2001-2018.

Lorsque Edwin Hubble établit la valeur de la relation entre la distance et la vitesse de récession apparente des galaxies dans l'univers observable, il obtint comme résultat une valeur avoisinant les 500 km/s/Mpc ou environ 160 km/s par million d'années-lumière pour ce taux d'expansion, maintenant appelé la constante de Hubble. Ceci impliquait un âge de l'Univers de deux milliards d'années. Or, la datation radiométrique des roches démontra, dans les années 1930, que l'âge de la Terre était d'au moins trois milliards d'années. Des études ultérieures montrèrent que l'erreur venait non pas de la théorie de Hubble, mais de l'imprécision et de l'interprétation des observations qu'il avait faites. Ainsi, par exemple, ce que Hubble avait cru être des étoiles individuelles très distantes  étaient en fait des amas d'étoiles : il pensait, à tort, avoir observé des chandelles standards, objets dont la luminosité absolue ne varie pas avec la distance. Au XXIe siècle, des mesures de plus en plus précises de la constante de Hubble donnent des valeurs comprises entre 69,8 et 76,5 km/s/Mpc.

### Physique
Chute des corps
L'un des exemples notoire dans l'histoire des sciences concerne l'erreur d'Aristote qui affirmait que la vitesse d'un corps en chute libre est proportionnelle à son poids. Il faudra attendre le VIe siècle pour que Jean Philopon conteste cette relation liant vitesse de chute et poids. Dans un commentaire de la Physique d'Aristote publié en 1545, Domingo de Soto décrira explicitement le mouvement de chute libre comme un mouvement uniformément accéléré.
Sur le même sujet, Galilée commettra une erreur, puis la rectifiera lui-même. Dans sa formulation de la loi de la chute des corps en 1604, il affirme que la vitesse d'un corps en chute libre croit proportionnellement à l'espace parcouru. En 1632 qu'il rectifie cette formulation erronée et montre que la vitesse d'un corps en chute libre croit proportionnellement au temps de chute,.
Chaînette

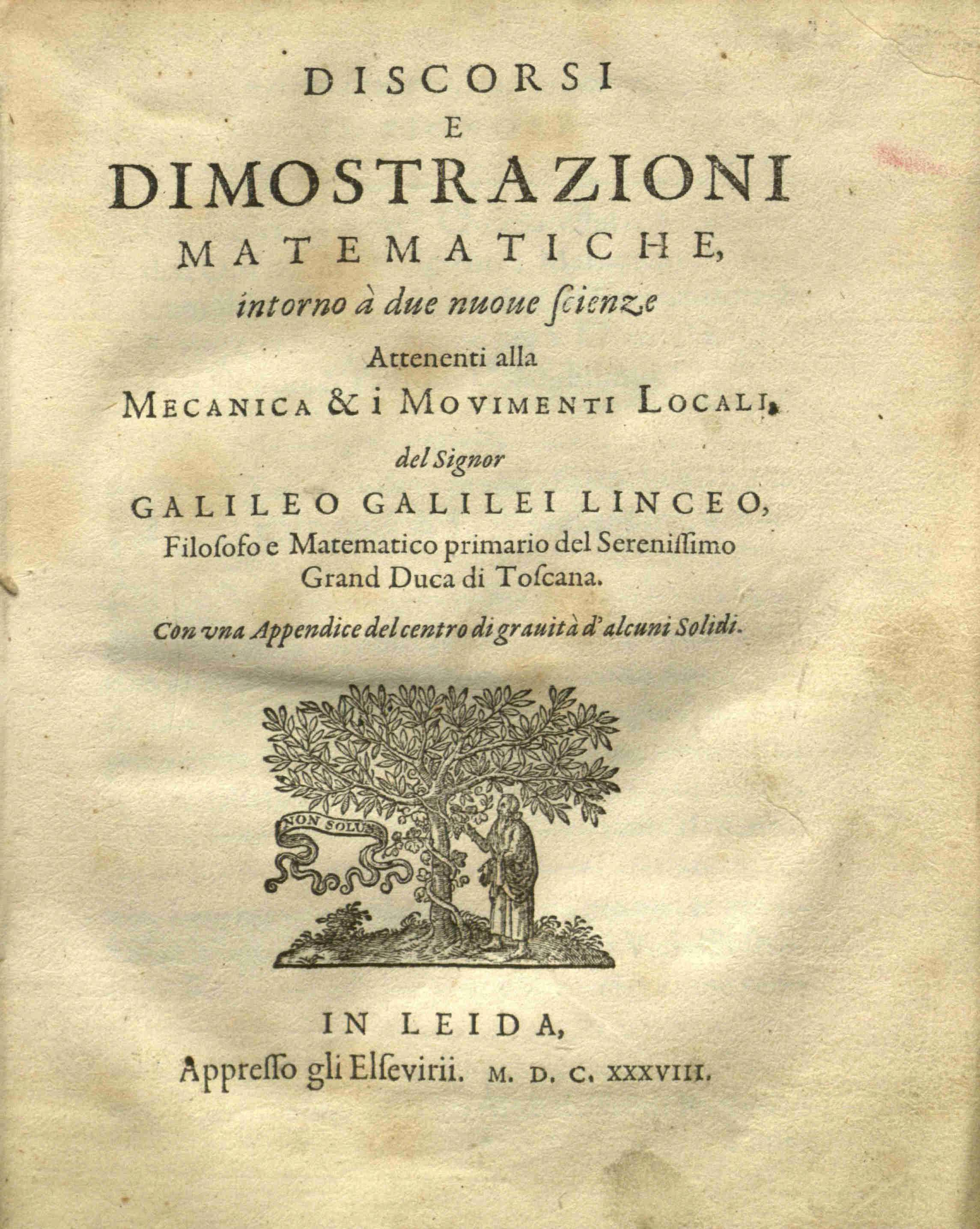
Page frontispice des Discorsi (Discours concernant deux sciences nouvelles) publié à Leyde en 1638.

Les erreurs commises par des génies de la science n'ont pas toutes le même impact. Certaines se font plus discrètes que d'autres et certaines de ces erreurs commises par des grands noms de la science furent corrigées par des scientifiques bien moins connus de l'histoire des sciences. Dans son ouvrage Discours concernant deux sciences nouvelles publié en 1638, Galilée affirme de façon catégorique que la courbe formée par une corde attachée à deux clous et qui pend sous son propre poids est une parabole. Joachim Jung avait démontré, onze ans plus tôt dans sa Geometria empirica publié en 1627, qu'il n'en était rien. Elle adopte plutôt la forme d'une courbe transcendante appelée chaînette dont l'équation est définie à l'aide de la fonction cosinus hyperbolique, inconnue de Galilée.
Relativité générale
De nombreux domaines pourraient contenir des exemples de grands scientifiques ayant commis des erreurs à un moment donné. En physique, Einstein peut être cité en exemple. L'une d'elles a été d'affirmer que Alexandre Friedmann s'était trompé en affirmant que l'équation du champ d'Einstein de la relativité générale permettait la description d'un univers en évolution dont celle d'un univers en expansion. Einstein reconnut plus tard s'être trompé, concédant que les calculs de Friedmann étaient corrects. Les circonstances d'une autre de ses erreurs lui ont été plus salutaires. Ayant calculé en 1911 l'angle de déviation d'un rayon lumineux par la masse du Soleil, il parvint à un résultat en désaccord avec l'expérience dû au fait que sa théorie, encore incomplète, contenait encore certaines erreurs qu'il corrigea par la suite. Heureusement, les observations pour confirmer ses prédictions ne survinrent qu'après qu'il eut apporté ces corrections nécessaires à sa théorie.

#### Erreurs commises en optique

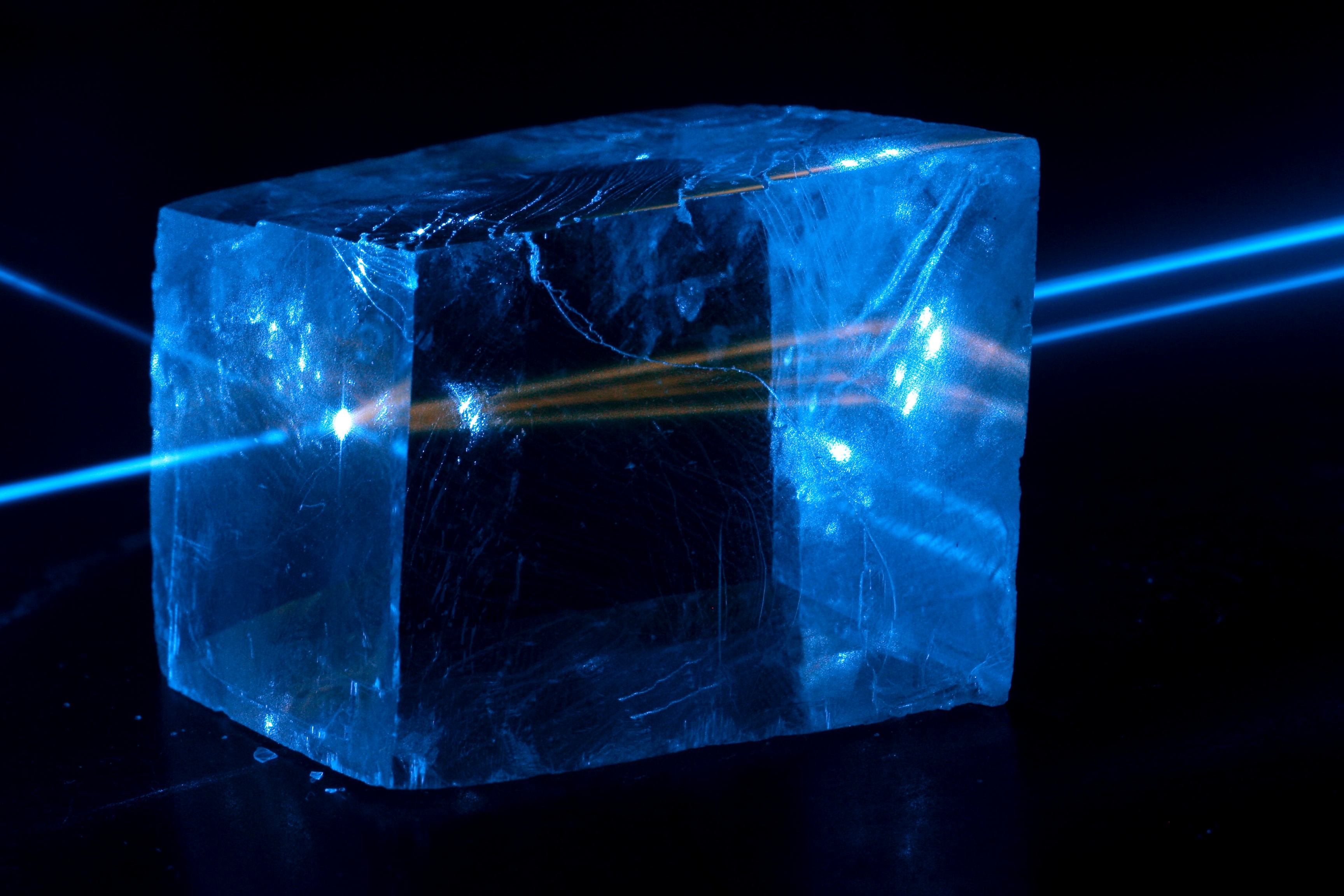
Phénomènes de fluorescence et de biréfringence dans un bloc de calcite traversé par un faisceau laser de longueur d'onde de 445 nm.

En 1669, Rasmus Bartholin découvre le phénomène de biréfringence. Lorsqu'il observe des images à travers un spath d'Islande, un minéral constitué de calcite dont la structure cristalline se rencontre souvent sous forme rhomboédrique, il s'aperçoit que les images sont dédoublées. Il décide donc d'étudier ce phénomène et publie ses observations dans un ouvrage intitulé Experimenta crystalli islandici disdiaclastici quibus mira & insolita refractio detegitur. Bartholin observe qu'un rayon de lumière traversant la calcite se dédouble et il constate que les deux rayons se réfractent mais un seul obéit aux lois de Snell-Descartes, l'autre subit une réfraction appelée réfraction extraordinaire. D'où le phénomène de biréfringence. Par le fait même, il nomme rayon extraordinaire celui subissant cette nouvelle réfraction. Bartholin affirme alors avoir observé que le chemin du rayon extraordinaire dans la calcite est toujours parallèle aux côtés du rhomboèdre. Quelques années plus tard, Christian Huygens démontrera qu'ils forment un angle de 2° 23'.

### Science des matériaux

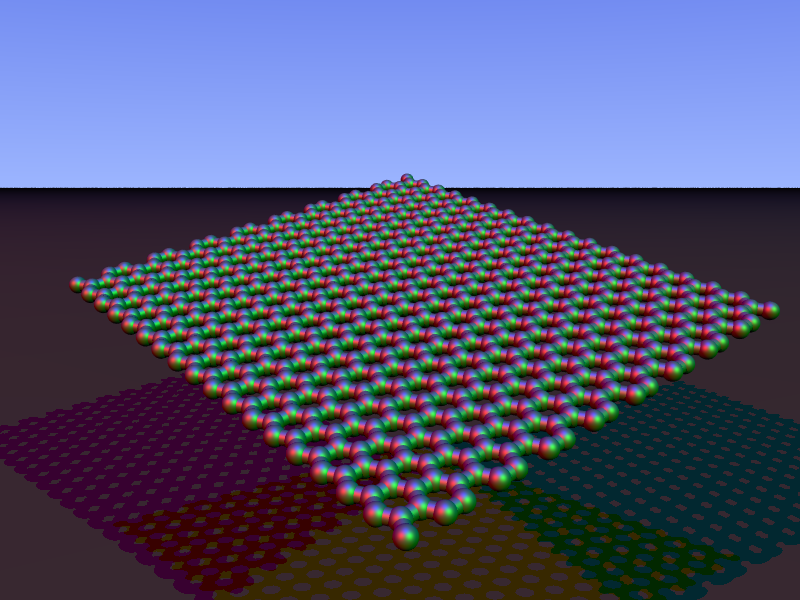
Représentation de la structure monocristalline du graphène avec la maille hexagonale de ses atomes de carbone.

Jusqu'à l'obtention de la structure du graphène en 2004 par Andre Geim, la plupart des physiciens pensaient qu'un cristal bidimensionnel ne pouvait exister. Leur raisonnement s'appuyait sur le théorème de Mermin-Wagner dont l'une des conséquences conduit à l'idée que la structure d'un cristal bidimensionnel ne peut subsister, même à basse température, à cause de l'agitation thermique. Ce théorème est valide lorsqu'une telle structure est considérée dans un espace bidimensionnel. L'erreur a été de ne pas prendre en considération les trois dimensions de l'espace dans lequel se trouve cette structure atomique. Cette dimension supplémentaire permet une diffusion de l'énergie thermique suffisante pour permettre à une structure cristalline monocouche d'exister,.

### Erreurs commises lors d'expériences

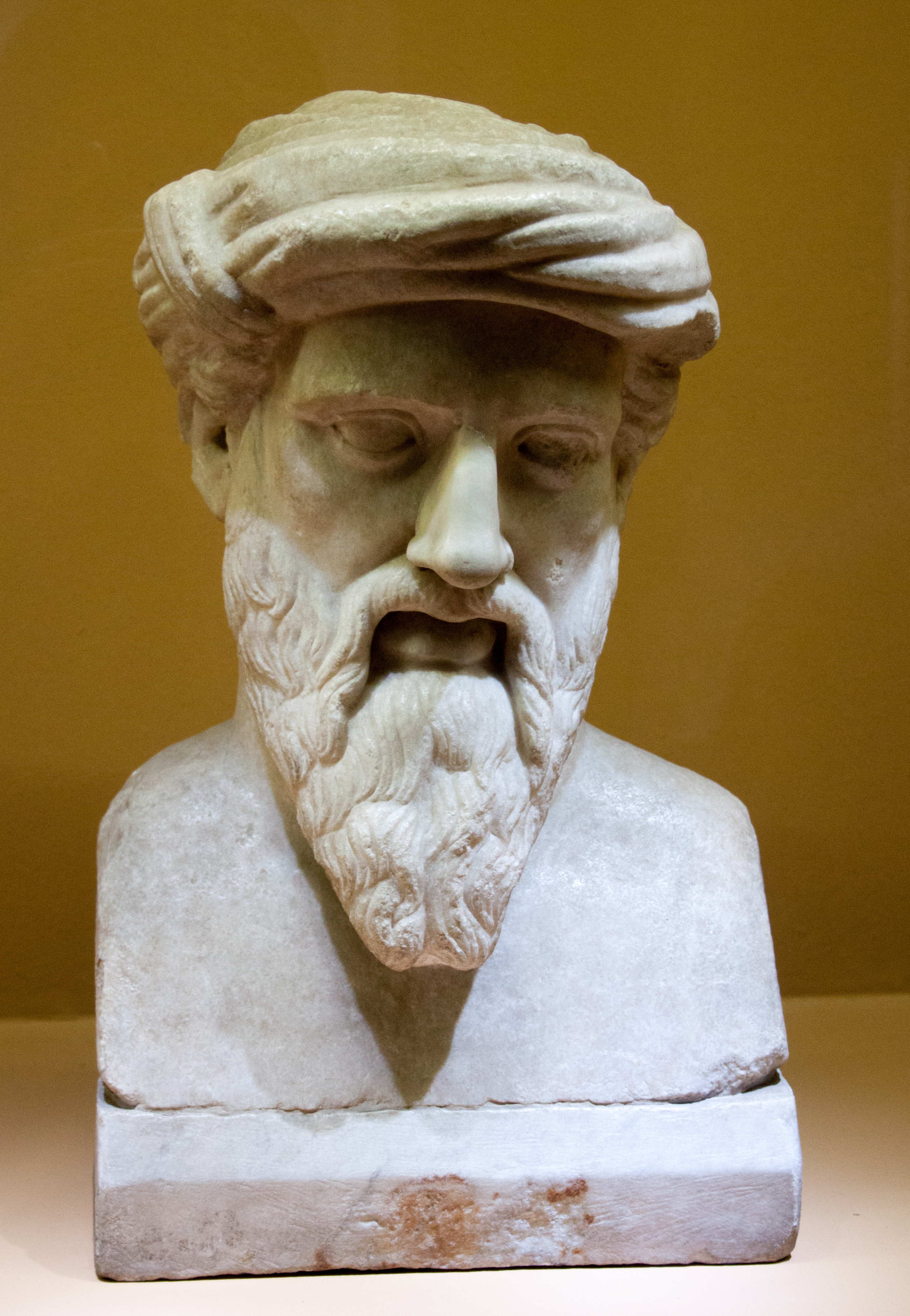
Buste de Pythagore, copie romaine du, musées du Capitole.

Pythagore, la hauteur des sons, les marteaux et les enclumes
Pour Boèce, philosophe et commentateur du VIe siècle apr. J.-C., cité par l'historien irlandais Benjamin Farrington (en), l'une des premières expérimentations en science remonterait au moins à l'époque de Pythagore, au VIe siècle avant notre ère. Boèce raconte que Pythagore aurait découvert la relation entre la hauteur des sons produits par des marteaux de divers poids frappant une enclume. Il aurait découvert ainsi qu'un marteau deux fois plus lourd produirait un son une octave plus bas qu'un autre deux fois plus léger. Il aurait découvert de même que des marteaux avec des poids de proportions 12 - 9 - 6 et 12 - 8 - 6 produiraient des notes dont le hauteur se trouve séparée par des intervalles dans les mêmes proportions. Sauf que ces résultats sont erronés: « L'expérience des marteaux n'a pas pu donner les résultats que l'on rapporte. » selon Farrington.
René Blondlot et les rayons N
Dans sa Logik publiée en 1800, Emmanuel Kant déclara : « Ce qui rend l'erreur possible c'est donc l'apparence suivant laquelle le simple subjectif est pris pour l'objectif. » Une série d'expériences au début du XXe siècle vint à l'appui de cette assertion du philosophe de Königsberg. En 1903, René Blondlot publie une série de comptes rendus sur des expériences qu'il a menées avec des rayons X. Lorsque le tube cathodique produisant les rayons X est sous tension, Blondlot observe que l'intensité lumineuse des étincelles augmente. Ces étincelles sont produites entre les extrémités d'un fil de cuivre parcouru par un courant électrique, les électrodes d'un éclateur. Cherchant à déterminer si les rayons X peuvent être polarisés, Blondlot pense d'abord qu'il vient de mettre en évidence ce phénomène,. Très vite, il se ravise et conçoit qu'il vient plutôt de découvrir un nouveau type de rayonnement qu'il nommera rayon N. Ce rayonnement est supposé traverser diverses substances telles que les métaux, le bois et diverses autres,. Blondlot n'est pas le seul à penser mettre en évidence ce nouveau phénomène : Augustin Charpentier, de la faculté de médecine de Nancy et Edouard Meyer, un biologiste et collègue de Charpentier, affirment respectivement avoir mis en évidence expérimentalement que le corps humain émet des rayons N pour le premier et que c'est aussi le cas des plantes selon le second. De nombreuses propriétés de ce rayonnement sont censées être mises à jour à la suite de nouvelles expériences : le pouvoir rotatoire de diverses substances de même que celui d'un champ magnétique supposé faire tourner le plan de polarisation des rayons N. Leurs longueurs d'onde ayant même été mesurées. Jean Becquerel, quant à lui, a cru pouvoir mettre en évidence le fait qu'un faisceau de rayons N comportait trois composantes : l'une non déviée par un champ magnétique, une autre déviée dans le même sens que les rayons β et une troisième déviée dans le même sens que les rayons α.
Malgré cela, d'autres physiciens de renommée, dont Paul Langevin, Pierre Curie et Jean Perrin, ne parvenaient pas à reproduire les résultats expérimentaux annoncés. Le physicien américain Robert Williams Wood, qui ne parvenait pas non plus à reproduire les résultats du physicien nancéien, se rendit à Nancy et parvint à modifier les conditions de l'expérience à l'insu de Blondot qui continuait à observer les mêmes effets alors que la source avait été déplacée ou occultée à la faveur de l'obscurité dans laquelle se réalisaient les expériences. En novembre 1904, la communauté des physiciens réalisa que l'affaire des rayons N trouvait son explication dans le phénomène d'illusion reposant sur des observations subjectives partagées par plusieurs chercheurs expérimentant chacun dans leur laboratoire.

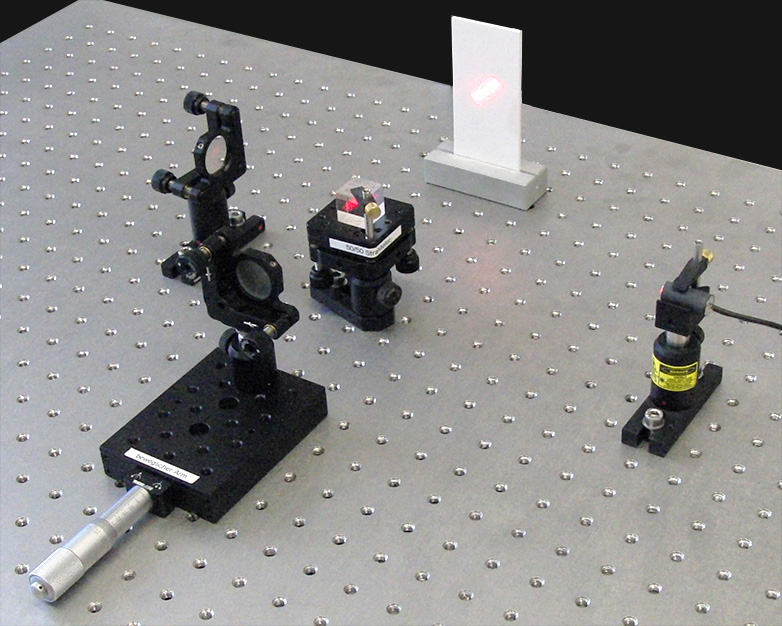
Interféromètre de Michelson avec diode laser, cube séparateur de faisceau, miroir fixe et mobile.

Dayton Miller et la reprise de l'expérience de Michelson et Morley
Les expérimentations modernes n'échappent pas plus aux erreurs. Qu'il s'agisse d'erreur de conception d'une expérience, de méthodologie, de manipulation ou encore d'interprétation des résultats expérimentaux. Il arrive parfois qu'une expérience ou une première série d'expériences menées par un chercheur aboutissent au bon résultat et qu'une expérience subséquente menée par le même chercheur donne un résultat inadéquat. Un exemple historique bien connu concerne les expériences de Dayton Miller (en) reprenant la fameuse expérience de Michelson et Morley. Après avoir refait cette expérience avec Morley à Cleveland en 1902-1904, où ils obtinrent un résultat négatif comme précédemment, Miller refit l'expérience en 1925-1926 à l'observatoire du mont Wilson et obtint cette fois une valeur pour le mouvement de la Terre dans l'éther.
L'expérience OPERA et la mesure de la vitesse des neutrinos

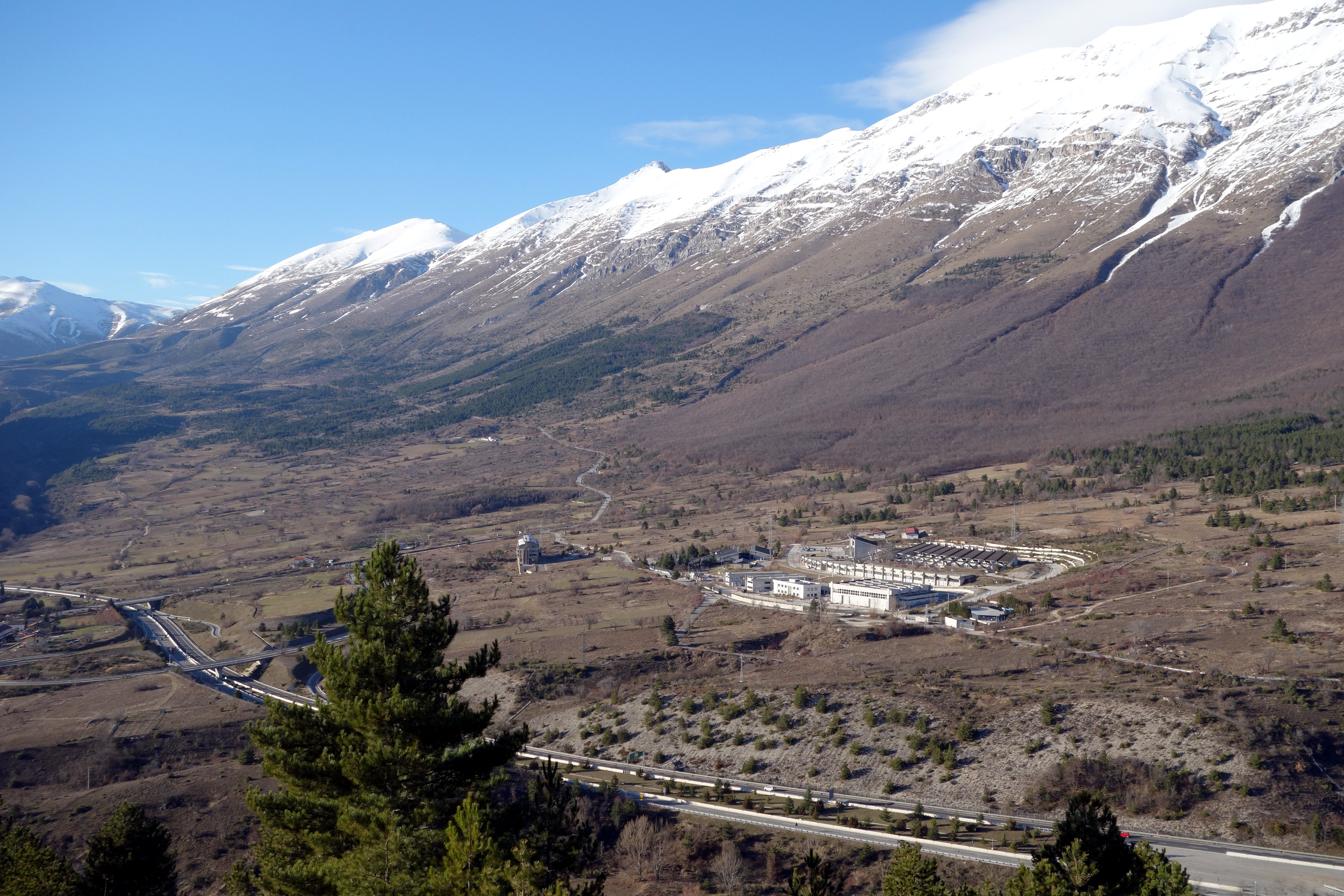
Vue d'ensemble du Laboratoire national du Gran Sasso où furent recueillies les données de l'expérience OPERA.

En septembre 2011, des chercheurs de l'expérience OPERA ont annoncé avoir observé que les neutrinos muoniques se déplaçaient apparemment plus vite que la vitesse de la lumière En février et mars 2012, des chercheurs de cette même collaboration ont attribué ce résultat à un câble à fibre optique lâche reliant un récepteur GPS à une carte électronique dans un ordinateur. Le 16 mars 2012, un rapport annonçait qu'une expérience indépendante dans le même laboratoire, utilisant également le faisceau de neutrinos du projet Neutrinos du CERN vers le Gran Sasso (CNGS), mais cette fois-ci le détecteur de l'expérience ICARUS (en), n'a trouvé aucune différence perceptible entre la vitesse des neutrinos et celle de la lumière. En mai 2012, les expériences BOREXINO, ICARUS, LVD et OPERA du Gran Sasso ont toutes mesuré la vitesse des neutrinos à l'aide d'un faisceau à impulsions courtes et ont obtenu un accord avec la vitesse de la lumière, montrant que le résultat OPERA annoncé l'année précédente était erroné Finalement en juillet 2012, la collaboration OPERA a mis à jour leurs résultats. Après avoir pris en compte des effets instrumentaux mentionnés ci-dessus, les chercheurs purent démontrer que la vitesse des neutrinos n'est pas supérieure à celle de la lumière, ce qui a été confirmé par une nouvelle série de mesures améliorée en mai 2013 (Voir aussi en anglais Anomalie de neutrinos plus rapides que la lumière (en)).

#### Erreurs commises en métrologie

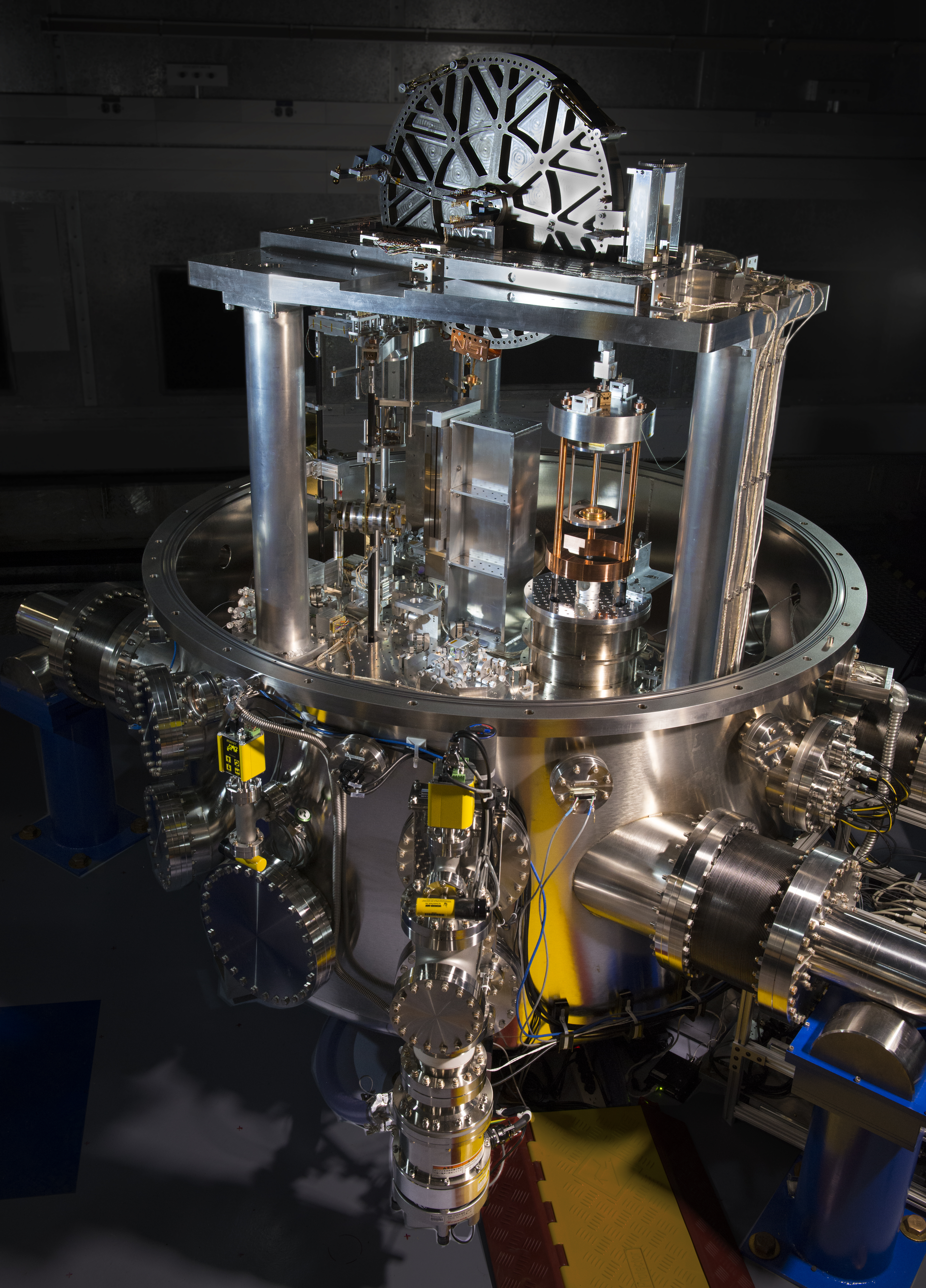
L'une des versions de la balance de Kibble (autrefois nommée balance du watt) ayant permis de mesurer en 2017 la constante de Planck avec une précision de 13 parties par milliard.

Divers procédés expérimentaux sont utilisés en métrologie pour déterminer la valeur des constantes physiques. De façon générale, les valeurs obtenues par ces différentes méthodes qui incluent leur incertitude de mesure sont incompatibles entre elles. Par exemple, certains laboratoires se servent de la balance de Kibble, un dispositif qui détermine la force de pesanteur en la comparant à une force électromagnétique, pour obtenir la valeur de la constante de Planck alors que d'autres laboratoires tentent d'obtenir cette valeur à l'aide du nombre d'Avogadro en déterminant le nombre d'atomes d'une sphère de silicium parfaite par la détermination de son volume et au moyen d'équations faisant intervenir d'autres constantes. Le Comité de données pour la science et la technologie (en anglais Committee on data for science and technology, Codata) a pour tâche de déterminer la meilleure estimation possible pour la valeur de chacune des constantes. Il est amené, de ce fait, à arbitrer une situation le plus souvent conflictuelle : « que doit faire l'organisme des valeurs isolées? Doit-il inclure toutes les valeurs et élargir ainsi l'incertitude du résultat? ».
L'un des problèmes de ces erreurs systématiques inassignables tient au fait que les expérimentateurs se laissent inévitablement influencés par les résultats obtenus antérieurement par d'autres laboratoires. Un phénomène qui nuit dans l'identification des erreurs systématiques issues des éventuels désaccords qui peuvent se manifester en l'absence de véritables résultats reproductibles.

## Sciences formelles

### Mathématiques
De nombreux exemples dans le domaine des mathématiques montrent que même les plus grands mathématiciens peuvent faire des erreurs. Du fait de leur complexité, les mathématiques sont, par la force des choses, propices aux erreurs de raisonnement.

#### Tentatives de démonstration du cinquième postulat d’Euclide
Le cinquième postulat d’Euclide ou axiome des parallèles a fait l'objet, sur plus de deux mille ans, de multiples tentatives de démonstration. Plusieurs mathématiciens et savants ont tenté de trouver cette démonstration et certains ont cru y être parvenus. Parmi eux, Omar Khayyam (XIe – XIIe siècles) pensa, à tort, y avoir réussi au moyen d'un raisonnement par l'absurde montrant que la négation du postulat doit aboutir à une contradiction. Il faudra attendre les travaux de Jean-Henri Lambert, en 1766, pour parvenir à l'idée que le cinquième postulat d’Euclide est indémontrable, Lambert prouvant qu'il est possible de construire des géométries logiquement cohérentes avec la négation de l'axiome des parallèles. Il reviendra à Carl Friedrich Gauss, Nikolai Lobatchevski, János Bolyai et Bernhard Riemann de construire ces nouvelles géométries.

#### Démonstration du dernier théorème de Fermat

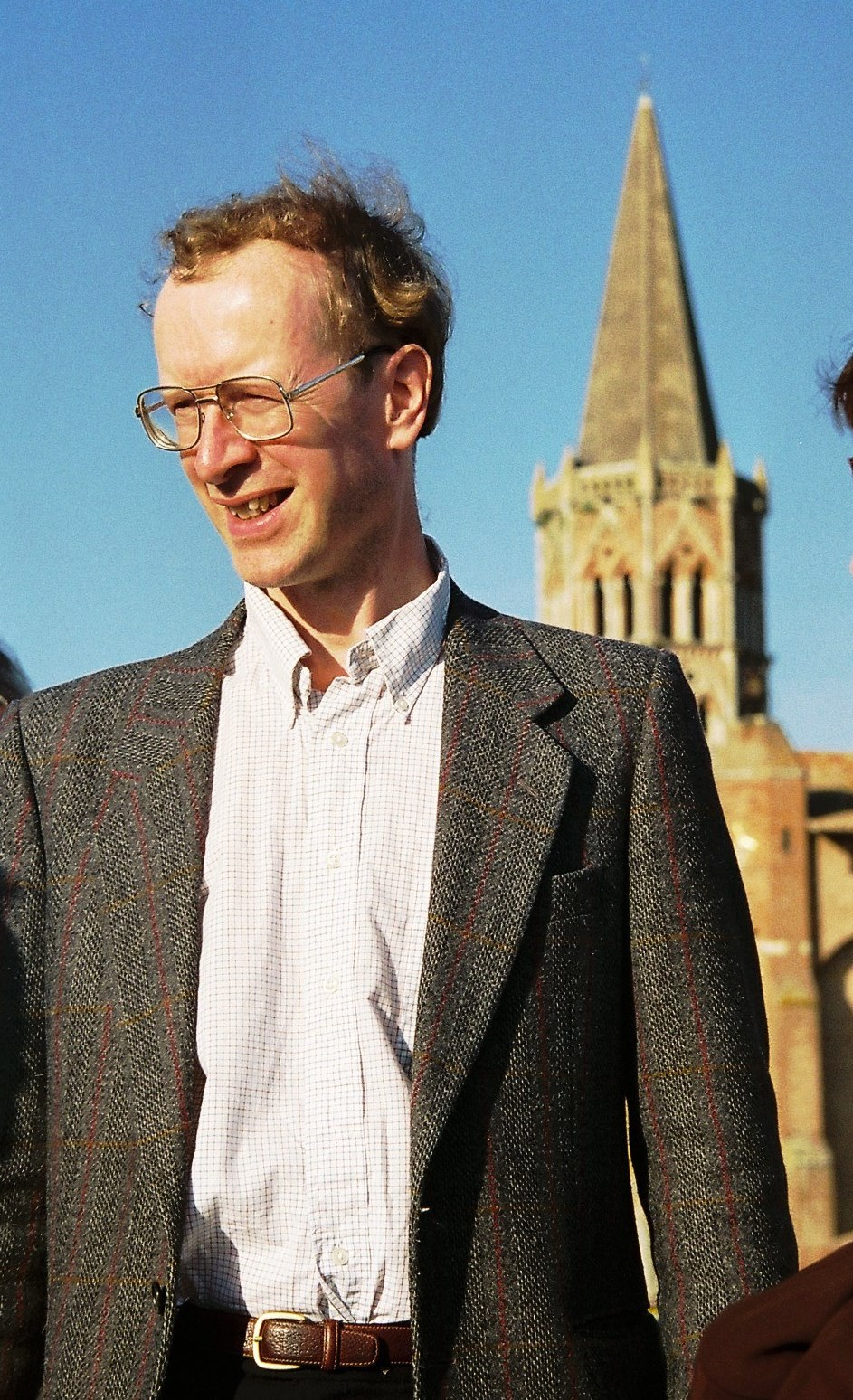
Andrew Wiles corrige une erreur qui cachait une faille majeure de sa démonstration concrétisant ainsi l'une des percées les plus brillantes des mathématiques du XXe siècle.

L'un des exemples historiques d'erreur, finalement rectifiée par son auteur et fructueuse dans le domaine des mathématiques, est celle commise par Andrew Wiles dans sa première démonstration de la conjecture de Shimura-Taniyama-Weil conduisant à la preuve du dernier théorème de Fermat : après sept ans de recherches, Wiles soumet à plusieurs de ses pairs sa première démonstration, qui fait appel sur 200 pages à quantité de techniques mathématiques nouvelles et à de nombreux résultats mathématiques acquis au cours du XXe siècle. Les relecteurs lui signalent une erreur complexe, que Wiles mettra une année à rectifier.
Cette démonstration clôt une série de tentatives étalées sur 350 années, émaillée de multiples démonstrations se révélant erronées : ainsi par exemple, en 1988, le mathématicien japonais Yoichi Miyaoka (en) avait présenté une démonstration faisant appel à la géométrie différentielle qui devait démontrer une conjecture qu'il avait lui-même formulée, l'inégalité de Miyaoka, démonstration contenant une erreur qui, elle, ne put être corrigée.

#### Inconsistance de l'arithmétique de Peano
En 2011, le mathématicien américain Edward Nelson annonce l'inconsistance de l'arithmétique de Peano dans une première version d'un livre intitulé Elements. L'auteur désirait prouver que les mathématiques contemporaines, dont l'arithmétique de Peano, comportent des contradictions. Terence Tao expliqua à Nelson la faille de l'ensemble de sa démonstration. Presque aussitôt, Nelson reconnut avoir commis une erreur. En 2013, il proposa une nouvelle version de sa démonstration qui fut reconnue défaillante tout comme la première.

#### Géométrie algébrique
Du fait de la complexité des démonstrations impliquées en géométrie algébrique, plusieurs erreurs sont passées inaperçues pendant des années. Vladimir Voïevodski, l'un des spécialistes de ce domaine, a lui-même découvert la fausseté d'une des démonstrations qu'il avait publiée, démonstration sur laquelle de nombreux mathématiciens avaient travaillé sans y trouver aucune erreur. Ce constat a conduit Voïevodski à mettre sur pied un programme nommé Univalent Foundations of Mathematics, faisant appel à l'utilisation d'outils informatiques dans le contrôle de la validité de l'écriture des preuves mettant en œuvre l'assistant de preuve automatisé Rocq. Il en est résulté un ouvrage intitulé Homotopy Type Theory - Univalent Foundations of Mathematics.

### Physique mathématique

#### Attraction entre deux points matériels
Au XVIIIe siècle s'est posé un problème concernant la mécanique du point : celui de la chute d’un corps ponctuel C sur un autre O alors que sa vitesse initiale est nulle. D’Alembert et Euler furent convaincus, chacun de leur côté, d'avoir trouvé la solution. Pour D’Alembert, le point matériel C allait osciller indéfiniment de part et d'autre du point matériel O dans un mouvement rectiligne de va-et-vient, toujours avec la même amplitude. Euler proposa une autre solution : partant d'un mouvement elliptique du point C autour du point O, O étant l'un des foyers de l'ellipse, Euler parvint à un mouvement linéaire par un passage à la limite de l'aplatissement de cette ellipse et conclut que le mouvement de va-et-vient du point C devait s'effectuer entre son point de chute initial et le point O. Les deux hommes ne réalisèrent pas qu'ils avaient affaire à une singularité : dans son Cours de mécanique professé à l'École polytechnique publié en 1930, Paul Painlevé  fit remarquer qu'au point de rencontre O des deux corps ponctuels, la mécanique rationnelle a atteint ses limites et ne peut plus décrire le phénomène.

#### Mécanique quantique et variables cachées
En 1932, John von Neumann publia un ouvrage dans lequel il fit paraître une démonstration devenue célèbre, considérée comme une preuve démontrant qu'aucune théorie déterministe reproduisant les prédictions statistiques de la mécanique quantique n'est possible. « Selon [l'approche déterministe], il convient d'ajouter, aux variables décrivant les systèmes quantiques, des paramètres supplémentaires qui complèteraient la description dans le sens d'un déterminisme strict (tout en préservant les relations de la mécanique quantique, qui seraient retrouvées à la limite des distributions moyennes de ces variables ou paramètres). » C'est cette approche déterministe de la mécanique quantique à l'aide de variables cachées que la démonstration de von Neumann annonçait comme impossible. Or il s'est avéré que cette démonstration ne concernait qu'une classe restreinte des variables possibles. Il faudra attendre en fait les travaux de John Stewart Bell, au milieu des années 1960 pour que soit incluse la classe entière des variables supplémentaires cachées locales afin que soit réellement démontrée l'incompatibilité avec la mécanique quantique de l'approche déterministe au moyen de variables cachées.

## Causes d'erreurs possibles

### Causes possibles d'émergence d'erreurs en science
- Postulats et axiomes

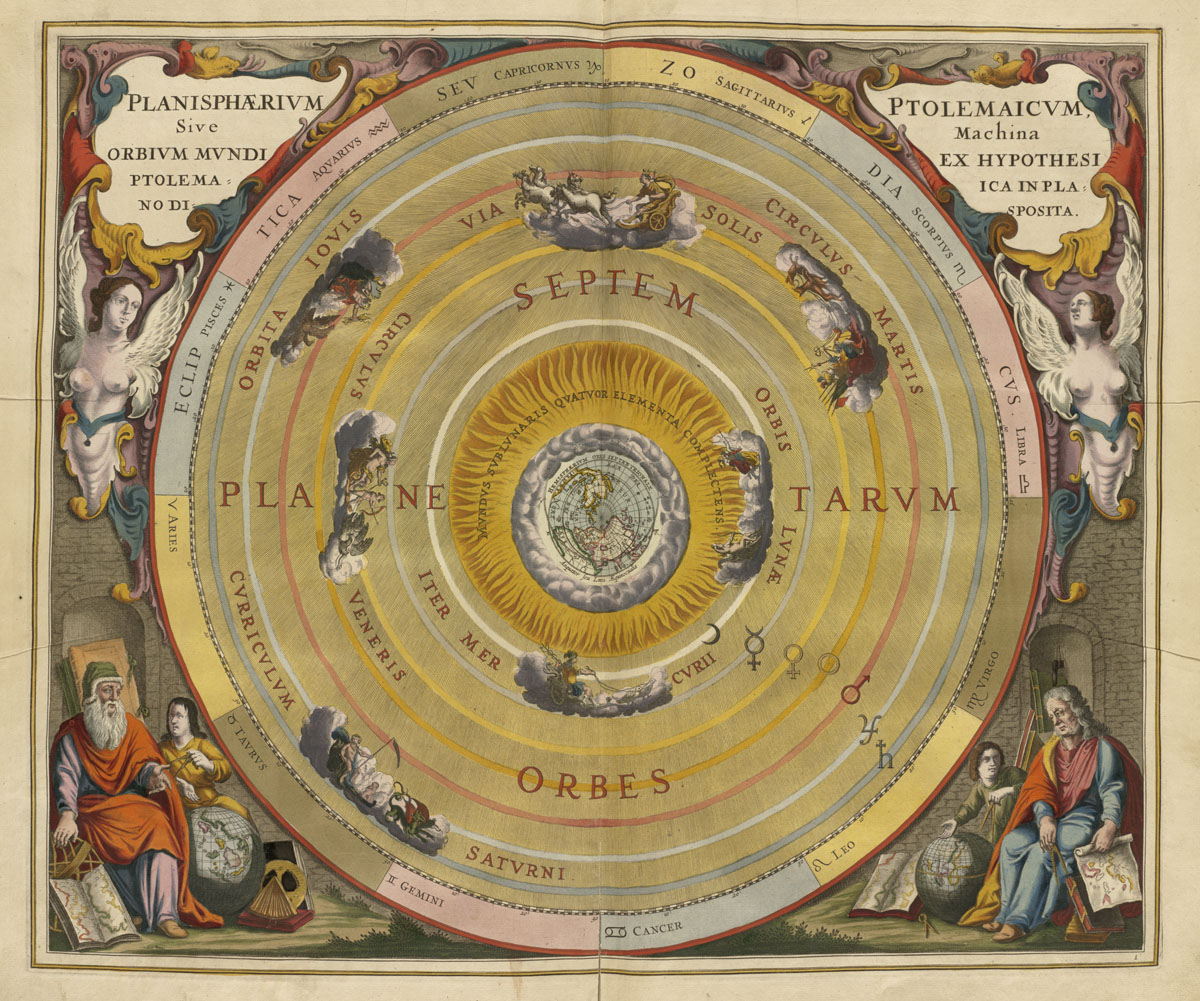
L'univers centré sur la Terre selon Ptolémée, Planisphaerium Ptolemaicum siue machina orbium mundi ex hypothesi Ptolemaica in plano disposita, illustration d'Andreas Cellarius, Harmonia Macrocosmica, 1660

Le fait qu'un système de connaissances s'appuie sur un ensemble de postulats ou d'axiomes constitue une cause possible d'erreurs en science. Ces assertions que l'on considère comme évidentes au point de ne pas nécessiter de démonstration constitue le point de départ de raisonnements. Pendant longtemps par exemple, il a semblé évident que la Terre était immobile et que personne n'avait pensé remettre en question cette idée. Il fallut l'arrivée de penseurs tels Hicétas, Ecphantos et Héraclide du Pont d'abord avec l'idée de la rotation de la Terre sur elle-même et par la suite d'Aristarque de Samos puis de Séleucos de Séleucie pour imaginer un système héliocentrique. Ce postulat de l'immobilité de la Terre a pourtant conduit Eudoxe de Cnide et Claude Ptolémée à développer mathématiquement des modèles géocentriques.
De même, l'espace euclidien de notre univers a constitué un autre postulat jusqu'à l'arrivée des géométries non euclidiennes au XIXe siècle puis de la relativité générale faisant appel à la géométrie riemannienne. Et c'est d'ailleurs justement parce des mathématiciens ont senti le besoin de démontrer le cinquième postulat d'Euclide que certains, tels Nikolai Lobatchevski et János Bolyai, en sont arrivés à inventer une géométrie différente de celle d'Euclide. De la même façon, le fait de concevoir l'espace et le temps sans lien pour les unir (mis à part les concepts de vitesse et d'accélération) était une évidence jusqu'à l'introduction du concept d'espace-temps par Hermann Minkowski et son utilisation, d'abord avec la relativité restreinte, et ensuite avec la relativité générale avec la notion d'espace-temps courbe par Albert Einstein.
- Traduction d'ouvrages scientifiques

La traduction d'ouvrages scientifiques anciens a pu constituer une autre source potentielle d'erreurs en science à plus forte raison lorsque les ouvrages originaux et leur(s) traduction(s) sont séparés par plusieurs siècles. Deux grands mouvements de traductions des traités de l'Antiquité se produisirent au Moyen Âge. D'une part, dans un premier temps, la période qui a vu plusieurs ouvrages écrits en grec ancien être traduits en arabe dont la majeure partie l'ont été au IXe siècle puis, d'autre part, dans un deuxième temps, la traduction en latin — dont la majeure partie de ce travail a été effectué au XIIe siècle — de ces ouvrages traduits en arabe ainsi que d'autres travaux, écrits pour la première fois dans cette langue par des savants d'expression arabe (voir Traductions arabes du IXe siècle et Traductions latines du XIIe siècle). Après une aussi longue période marquée par une discontinuité, durant le haut Moyen Âge, dans la transmission de ces acquis scientifiques, il a fallu aux savants musulmans et à ceux de l'Europe juive et chrétienne se réapproprier ce savoir. À cet effet, connaître le sens exact des termes techniques et scientifiques écrits dans une langue étrangère posait problème. D'où le risque d'erreur. Par exemple, dans son traité sur Les tempéraments, Galien a écrit : « Archimède a brûlé les trières ennemies avec des pureia » (δία τών πνρίων). La traduction du mot "pureia" (πνρίων) est problématique : soit le mot désigne tout ce qui sert à allumer un feu, soit il désigne des miroirs ardents.,

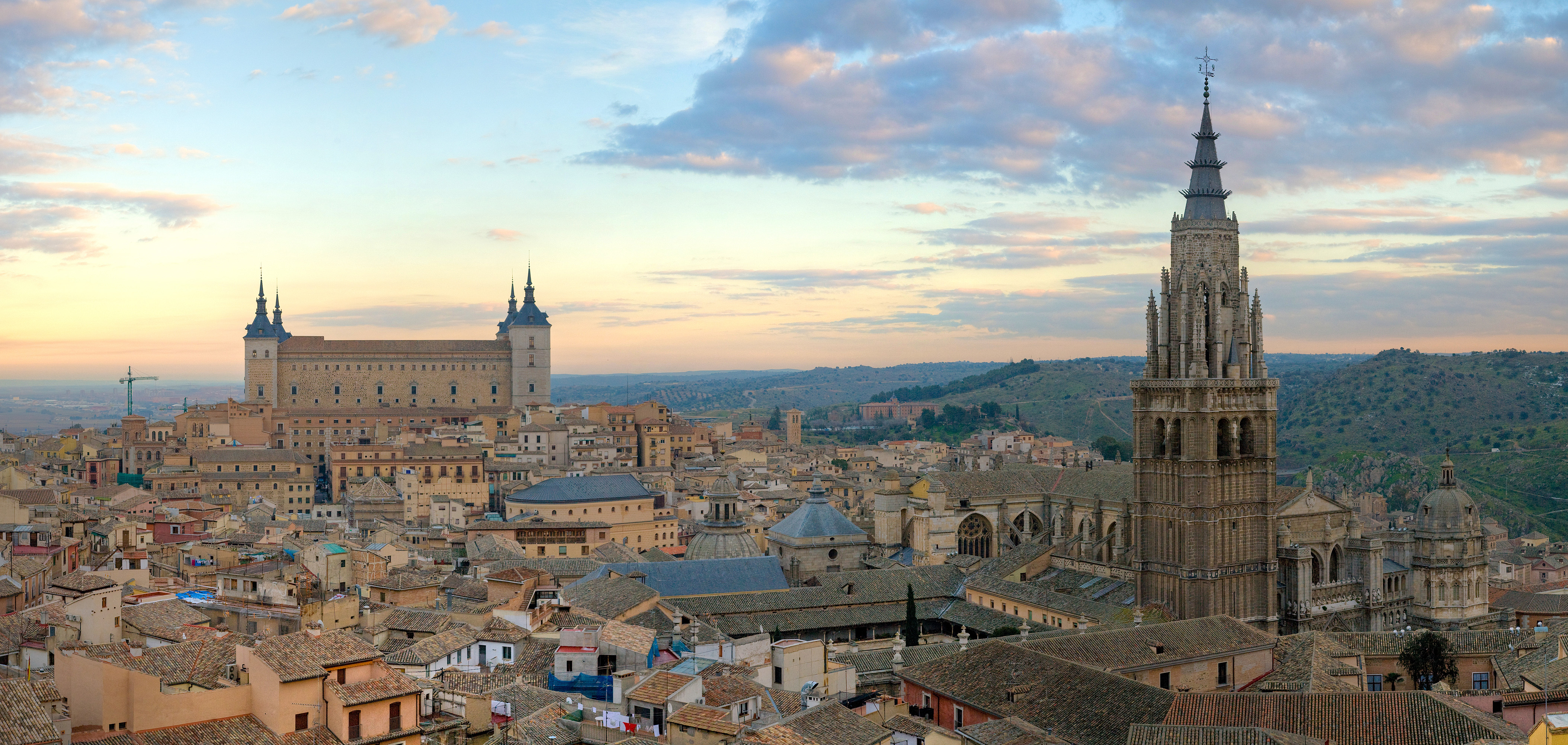
Vue de Tolède où furent réalisées au XIIe siècle plusieurs traductions latines des ouvrages classiques anciens dont un grand nombre par Gérard de Crémone.

- Généralisation hâtive de résultats

La généralisation hâtive de résultats peut aussi conduire les scientifiques à commettre des erreurs. Après le décryptage du code génétique par exemple, tous les organismes étudiés disposaient du même code. Il était alors naturel pour les généticiens de déclarer que le code génétique est universel jusqu'à ce que John Preer, aux États-Unis, et François Caron, travaillant alors au Centre de génétique moléculaire du CNRS à Gif-sur-Yvette sous la direction de Piotr Slonimski, découvrent que les codons UAA et UAG qui sont des signaux d'arrêt dans le code standard, servent en fait à coder la glutamine chez les infusoires. Par la suite, certains chercheurs découvrirent que le codon UGA qui sert de signal d'arrêt de transcription chez tous les organismes, y compris chez les infusoires, sert à coder la transcription d'un autre acide aminé, le tryptophane, chez les mycoplasmes. Plusieurs autres variantes furent ensuite identifiées. La découverte, en 2009, qu'un même codon pouvait coder deux acides aminés distincts: chez le microorganisme marin, Euplotes crassus constitua une autre entorse à cette règle: le codon UGA aboutit à la transcription soit de la cystéine, soit de la sélénocystéine, un acide aminé non standard dans lequel un atome de sélénium remplace un atome de soufre, selon la position qu'il occupe dans un gène,.

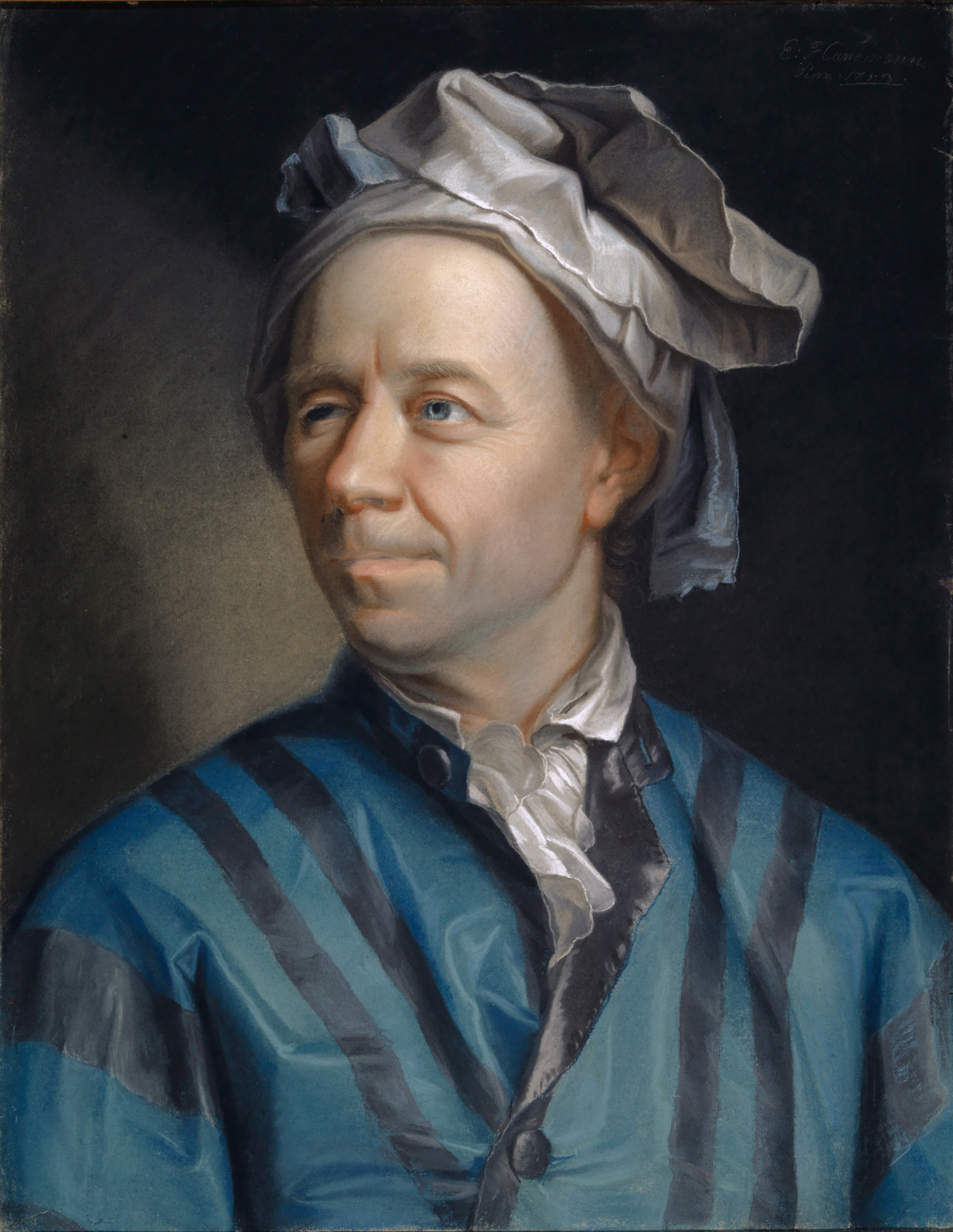
Leonhard Euler (1707 - 1783)

Les mathématiques sont un domaine pour lequel il est plus difficile de commettre une généralisation injustifiée. Pour donner un exemple en théorie des nombres, la conjecture d'Euler supposait que pour tout entier n strictement supérieur à 2, la somme de n – 1 nombres élevés à la puissance n n'est jamais égale à un nombre élevé à cette puissance n. Proposée par Leonhard Euler en 1772, il s'est écoulé près de deux siècles avant que furent trouvés les premiers contre-exemples en 1966. Jusqu'à cette date, les mathématiciens ont pu supposer sa véracité mais sans déclarer qu'elle était vraie malgré l'absence de contre-exemples durant tout ce temps. C'est toute la différence entre conjecture et théorème.
- Usage de la pensée catégorielle

L'usage de la pensée catégorielle constitue un autre piège à éviter. En 1992, le microbiologiste Timothy Rowbotham observa au microscope un microorganisme qu'il prit pour une bactérie. Il ne se doutait pas qu'il observait en fait un virus géant. Dans un documentaire, Rowbotham confie qu'il ne lui est jamais venu à l'esprit qu'il avait affaire à un virus parce que, dit-il, les virus sont petits et ne peuvent être observés au microscope optique. Pendant plus d'une décennie, les microbiologistes pensèrent donc que Bradford coccus (rebaptisé plus tard Mimivirus) était une bactérie.
Au début des années 1960, nombreux furent les astronomes à être victimes de ce piège de la catégorisation lorsqu'ils observèrent les premiers quasars. Leur spectre ne correspondait à aucun spectre stellaire connu. Pourtant, sur les photographies, notamment celles prises par les astronomes de Caltech et de Carnegie, ces objets ressemblaient tellement à des étoiles que les astronomes persistaient à les interpréter comme des spectres d'étoiles de notre galaxie d'un type inconnu jusqu'à ce que Maarten Schmidt réalise que les quatre raies les plus brillantes de 3C 273 étaient les quatre raies de Balmer de l'hydrogène mais dont la longueur d'onde était décalée vers le rouge de 16%. Ce décalage vers le rouge n'avait qu'une seule explication : la vitesse de récession de l'objet en question. Ce qui le situait à une distance de 2 milliards d'années-lumière, bien au-delà des limites de notre galaxie. Il s'ensuivait que ce type d'objet avait une brillance exceptionnelle et qu'il ne pouvait donc s'agir d'étoiles.

### Causes possibles de maintien d'erreurs en science
- Appui sur une autorité

L'une des causes expliquant que des erreurs commises en science se prolongent indûment dans le temps tient à l'autorité que représente la figure scientifique qui en est responsable. Parfois même cette erreur est facilement repérable. La théorie lunaire de Ptolémée en est un exemple. Avec son modèle faisant intervenir l'équant et les épicycles, Ptolémée pouvait faire varier la vitesse angulaire apparente de la Lune tout comme sa distance à la Terre. Selon Otto Neugebauer, dans l'Inscription canobique, Ptolémée adopte des valeurs pour le rayon de l'épicycle et de l'équant de son modèle qui fait varier la distance Terre-Lune pratiquement du simple au double. Il s'ensuit que le diamètre apparent de la Lune doit varier aussi dans les mêmes proportions pour un observateur terrestre ce qui s'avère incompatible avec l'observation la plus élémentaire. Pourtant, poursuit Neugebauer, ce modèle de Ptolémée fut adopté par presque tous ces successeurs. Il faut attendre le XIVe siècle pour retrouver dans les écrits d'un savant un modèle corrigeant celui de Ptolémée avec celui d'Ibn al-Shâtir, et deux siècles plus tard avec l’œuvre de Copernic.

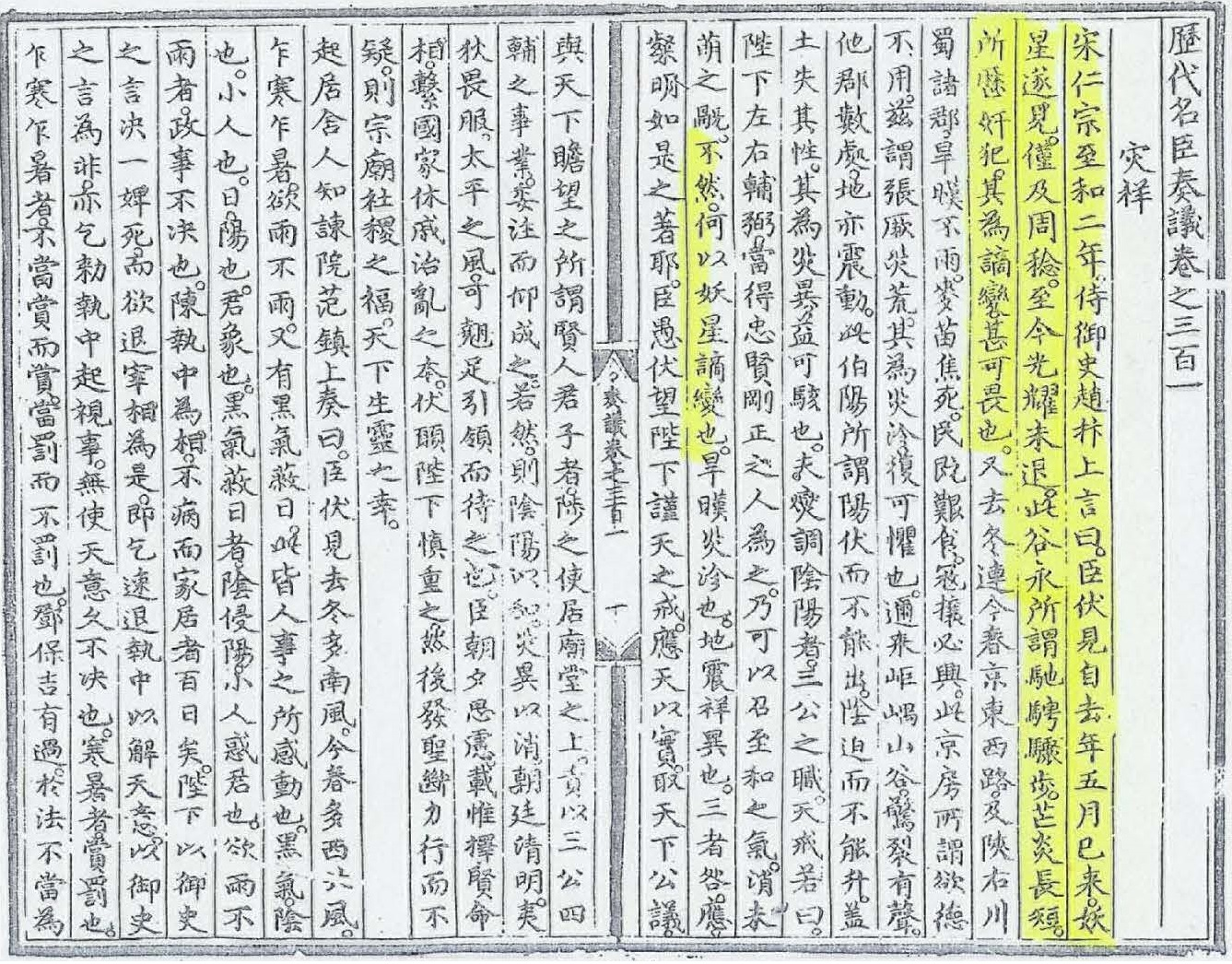
L'étoile invitée rapportée par les astronomes chinois en 1054 est identifiée comme étant SN 1054. Les passages surlignés se réfèrent à la supernova. Lidai mingchen zouyi (歷代名臣奏議), 1414.

- Absence de communication des résultats scientifiques

Les problèmes de communication des nouvelles avancées ont constitué un autre facteur de maintien de conceptions erronées en science. Les Chinois avaient une solide tradition d'observation en astronomie. Selon le jésuite Matteo Ricci, qui passa une grande partie de sa vie en Chine, les astronomes chinois avait dénombré 400 étoiles de plus que les Européens avant l'apparition de la lunette de Galilée. Ils furent aussi parmi les premiers à observer et consigner l'apparition des supernovas qu'ils appelaient « étoiles invitées » et cela, de façon certaine à partir de l'an 185 (Voir SN 185). « Et malgré cela, selon ce qu'écrit Ricci, les astronomes chinois ne cherchent nullement à ramener les phénomènes des corps célestes à la discipline des mathématiques ». Compte tenu des échanges limités à cette époque entre l'Orient et l'Occident, il était inévitable que des erreurs subsistent de part et d'autre. Pour le Japon, le retard dans ce domaine fit en sorte que ce ne fut pas avant la fin du XVIIIe siècle que le modèle héliocentrique de Copernic commença à être acceptés par les astronomes nippons.

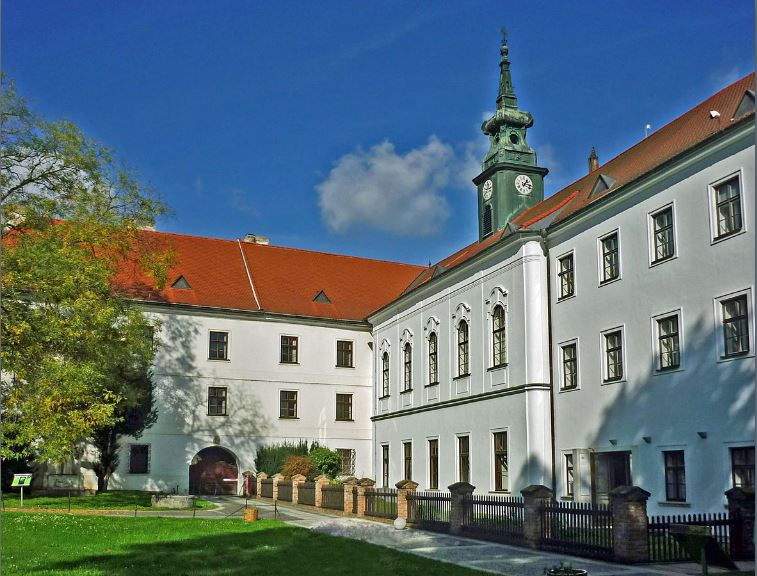
Monastère Saint Thomas, Brno (autrefois Brünn) où Mendel effectua ses travaux d'hybridation.

Les problèmes de transmission des résultats scientifiques peuvent se présenter sous d'autres formes. L'exemple des travaux d'hybridation de Mendel qui ne furent redécouverts que 35 ans plus tard est bien connu. Mendel publia ses résultats dans les Actes de la société de Brünn et l'on comprend que son travail passa inaperçu dans une publication qui ne devait pas être lue par la plupart des scientifiques de l'époque mais Mendel avait aussi pris soin de commander des tirés à part de son article pour en expédier à divers savants dont Anton Kerner von Marilaun, une des sommités dans le domaine de l'hybridation, et Charles Darwin. Les historiens ont retrouvé les exemplaires en question et savent désormais que leurs destinataires n'ont pas lu leur contenu (les pages n'étant pas coupées!). Dans le cas de Darwin s'ajoutait la barrière linguistique puisque l'ouvrage qu'il reçut était en allemand. Si Darwin et ses collègues de l'époque avaient pris connaissance des travaux de Mendel et saisi leur portée, ils n'auraient pas persisté dans leur conception erronée de l'hérédité par mélange. (Pourtant Darwin avait lui-même effectué des travaux d'hybridation avec deux variétés de pois chiche (Painted Lady et Purple, des variétés de couleurs très différentes) alors même que ses résultats contredisaient cette conception de l'hérédité par mélange (les descendants obtenus n'étant pas intermédiaires) mettant à mal sa théorie de la pangenèse).

## Erreurs à débusquer

### Explications et théories concurrentes

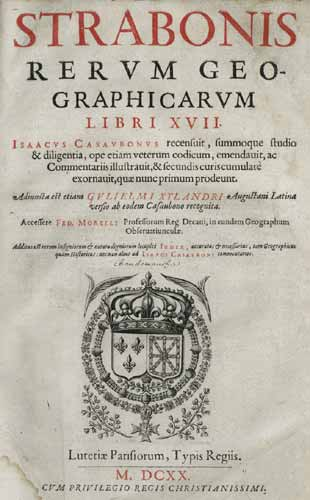
Édition latine de la Géographie de Strabon, Rerum geographicarum libri XVII, publiée en 1620.

Diverses raisons conduisent à chercher des erreurs de raisonnements en science que ce soit dans l'état actuel de nos connaissances ou lorsqu'on s'interroge sur les démarches scientifiques du passé. L'une d'elles repose sur le fait que deux ou plusieurs explications sont proposées pour expliquer un phénomène.
Dans la Grèce antique par exemple, des coquillages qui se trouvaient loin du rivage avaient été observés. Les observateurs en déduisaient avec justesse que le rivage se trouvait plus loin à l'intérieur des terres dans le passé. Pour expliquer le retrait des eaux de la Méditerranée, Ératosthène, au IIIe siècle av. J.-C., en conclut que le détroit de Gibraltar (que les auteurs de l'époque nommaient "colonnes d'Hercule") devait être fermé et a dû s'ouvrir dans un passé lointain ouvrant un passage à l'eau de la Méditerranée dont une partie se serait alors déversée dans l'Atlantique. De son côté, Strabon (Ier siècle av. J.-C. et début du Ier siècle) rejetait cette explication. Pour lui, ce n'est pas le volume d'eau de la Méditerranée qui a varié mais plutôt la hauteur du fond de l'eau de cette mer à la suite de phénomènes tels que les séismes, les éboulis et les éruptions volcaniques. De nombreuses avancées ont été nécessaires pour comprendre que des explications qui semblaient s'opposer de façon exclusive peuvent, en fait, coexister pour rendre compte d'un ensemble de phénomènes complexes.
Dans la première moitié du XXe siècle divers modèles et théories de l'atome furent proposés et au milieu des années 1920, deux théories concurrentes se présentèrent pour rendre compte de la structure de l'atome avec la mécanique matricielle (en 1925) et la mécanique ondulatoire (en 1926). Au moins l'une des deux devait forcément être erronée. Il fallait donc trouver laquelle jusqu'à ce que Paul Dirac, grâce à un ensemble de règles et l'utilisation d'une algèbre quantique démontre formellement que les deux théories étaient en fait mathématiquement équivalentes!,

### Cas problématiques
Il arrive que des observations posent problème dans le cadre d'une théorie généralement admise comme telle par la communauté scientifique, signe d'une compréhension partielle des faits que l'on désire expliquer. Dans certains cas, il peut s'agir soit d'erreurs d'interprétation de ces observations, soit d'erreurs de raisonnement ou soit encore de fausses prémisses qu'il est opportun de modifier non pas forcément pour aboutir à une théorie complètement différente mais plutôt, dans bien des cas, pour l'enrichir. Un ensemble de phénomènes aussi complexes et aussi riches que celui de l'évolution des espèces ne peut manquer d'offrir au regard des spécialistes des exemples qu'il est difficile d'expliquer au moyen de la théorie en cours. Les espèces concernées par le phénomène d'hypertélie trouvent difficilement une explication dans le cadre de la théorie darwinienne de l'évolution. L'hypertélie désigne le développement de parties anatomiques hypertrophiées de façon excessive au point de constituer une nuisance, une gêne, pour l'individu qui en est porteur. Le cas des bois du cerf géant et celui des canines du tigre à dents de sabre (dont la dénomination regroupe en fait plusieurs espèces disparues sont bien connus. Il est fort possible toutefois que des causes tout à fait autres soient responsables de leur disparition,.

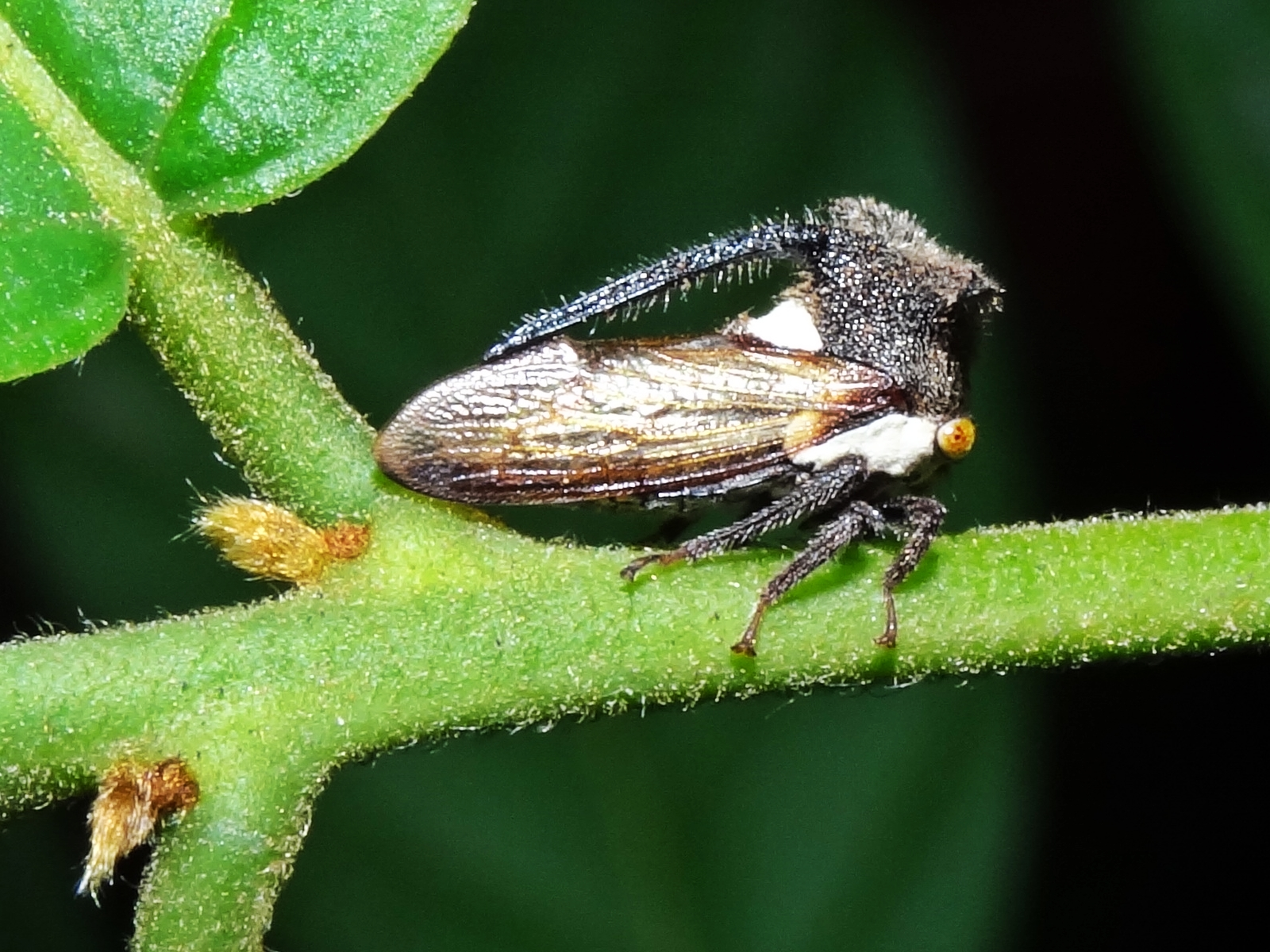
L'une des espèces de la famille des membracidae.

D'autres espèces toujours vivantes par contre semblent constituer des cas problématiques encore aujourd'hui. Ainsi, les biologistes constatent que le phénomène d'hypertélie est également présent chez les insectes. Parmi l'ordre des diptères, le phénomène se retrouve chez le genre Tipula. Des expériences ont montré qu'en raccourcissant leurs longues pattes, ces insectes acquièrent une plus grande mobilité et deviennent plus agiles. Pourtant, leur morphologie générale est restée inchangée depuis des millions d'années. Le phénomène de l'hypertélie a conduit à une morphologie encore plus surprenante chez les membracides. Les représentants de cette famille de l'ordre des hémiptères présentent une sclérite sur le premier segment thoracique hypertrophiée. En retirant cette protubérance du corps de l'insecte, les chercheurs n'ont découvert aucun changement notable. Dès lors la question de pose qu'elle pourrait bien être l'utilité de cette morphologie et si elle n'en a aucune, comment se fait-il que la sélection naturelle ne l'a pas éliminée?
Le phénomène est également présent chez les plantes. L'hypertrophie de ses graines condamne le palmier des Seychelles à pousser sur l'île de Praslin et la petite île de Curieuse où il se trouve sans aucune possibilité de dissémination. Il n'en resterait environ que 4 000 et ici encore, il est difficile d'expliquer pourquoi la sélection naturelle n'a pas favorisé une espèce à graine différente.

### Controverses
« Le concept de psychopathie culturelle permet de rendre compte enfin des formes de conduites d'associabilité morbide [...] qui ne sont pas des comportements d'inadaptation réactionnels à la pression de la société, mais qui vont au contraire dans le sens de ce qui est approuvé, encouragé et valorisé par cette dernière. Un tel modèle de culture qui pourvoie elle-même à la propre dysfonctionnalité psychopathique de son existence, apparaîtra à première vue comme une impossibilité à tous ceux qui se réfèrent au schéma implicite du fonctionnalisme ethnologique ou psychiatrique qui proclame contre vents et marées que le propre d'une société [...] est de satisfaire les besoins économiques et les intérêts psychologiques des individus qui la composent. »

— François Laplantine.
Les controverses scientifiques peuvent résulter elles aussi d'erreurs commises au cours de tests, d'études ou d'expériences. Par le texte ci-contre, François Laplantine met en garde contre une généralisation hâtive consistant à adopter les mêmes éléments de base fondamentaux pour toutes les sociétés humaines y compris ceux qui semblent aller de soi, à savoir la satisfaction du bien-être général des individus faisant partie d'un groupe. Laplantine cite l'étude de Colin Turnbull chez les Iks de l'Ouganda, peuple d'anciens chasseurs nomades forcés à la sédentarisation. Selon l'étude de Turnbull, la culture ikienne aurait été marquée par la suspicion et l'hostilité entre hommes et femmes, jeunes et vieux, parents et enfants. Il s'ensuivit une controverse menée par le linguiste et spécialiste des études africaines Bernd Heine (en) s'opposant aux descriptions de Turbull.
Il peut être hasardeux de présenter une population ethnique sous un angle unique voire polarisé compte tenu des liens complexes que présentent les différents comportements susceptibles d'y être observés. Dans l'un de ses ouvrages publié en 1935, Margaret Mead présente en opposition la communauté des Arapesh, non violente et altruiste et celle des Mundugumors, dominée par l'agressivité. Dans l'ouvrage Mœurs et sexualité en Océanie, Mead commence par présenter ainsi les Mundugumors : « Chez les hommes comme chez les femmes, la norme est la violence, une sexualité agressive, la jalousie, la susceptibilité à l'insulte et la hâte à se venger, l'ostentation, l'énergie, la lutte. » À la page suivante toutefois, l'auteure prend soin de préciser que cette communauté est loin d'être monolithique sur le plan comportemental : « Mais en réalité, la communauté compte un bon nombre de moutons (sic), hommes que n'attirent ni la gloire ni la violence ni la compétition. Grâce à eux, certaines règles sont encore transmises et observées à la génération suivante [...] »

### Paradoxes

#### Paradoxes anciens

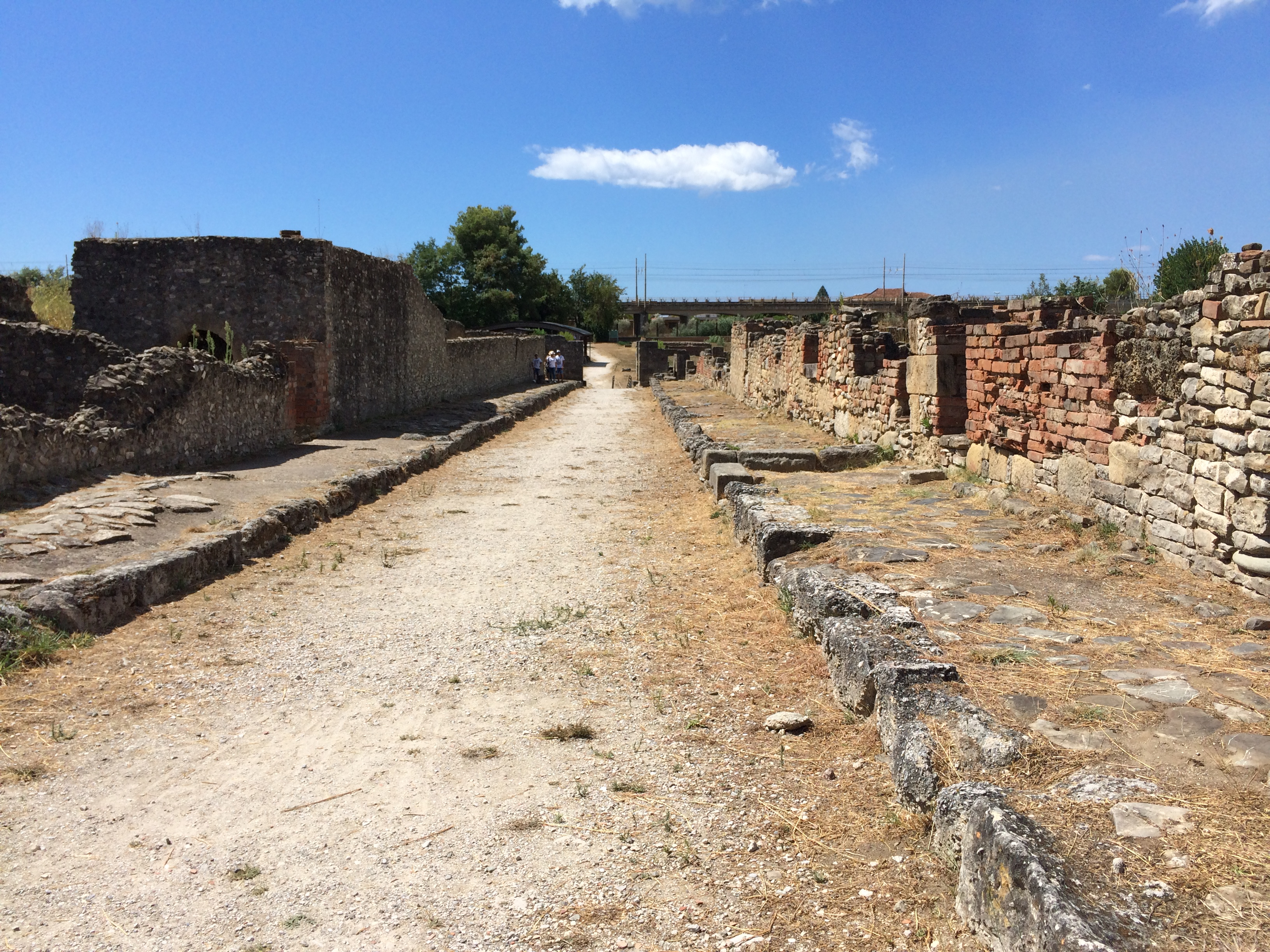
La rue principale de ce qui fut la ville d'Élée où vécut Zénon d'Élée et qui constitue aujourd'hui un monument faisant partie du patrimoine culturel d'Italie.

Les paradoxes de Zénon sont parmi ceux qui ont marqué l'histoire de la pensée. Un résultat paradoxal doit cacher une erreur par delà l'incompréhension produit par le raisonnement qui en est la source. Parmi ces paradoxes formulés par Zénon d'Élée, le paradoxe d'Achille et de la tortue montre que les erreurs qui en font partie peuvent se constituer sur plusieurs niveaux. Au premier niveau, on identifie sans peine l'erreur qui veut qu'Achille ne puisse jamais rattraper la tortue et dont la conclusion est facilement démentie par l'expérience. Or, le raisonnement de Zénon semble, de prime abord, inattaquable et c'est ce qui constitue le paradoxe. Une erreur est donc à rechercher dans le raisonnement exposé par Zénon et il a fallu pour cela qu'émerge le concept de limite, plus particulièrement de limite d'une suite pour la rectifier. Plus concrètement, il a fallu découvrir qu'une somme impliquant un nombre infini de termes (une addition de nombres qui se poursuit sans limite) peut aboutir à un résultat fini (voir Série convergente). En l'absence de ces concepts, l'intuition conduit la pensée à une erreur de raisonnement, car il devient difficile de concevoir qu'une infinité de trajets puisse être effectués en un temps fini. Se pose alors une question : cette erreur de raisonnement située à un second niveau est-elle l'aboutissement de cette recherche? Selon l'analyse de Charles Seife, cette erreur de raisonnement s'explique par une autre erreur présente dans l'esprit des Grecs anciens. Selon lui : « Les Grecs ne possédaient pas la notion de limite puisqu'ils ne croyaient pas au zéro. ». La conception des nombres des Grecs était héritée des mathématiques égyptiennes et du fait que dans l'une et l'autre de ces conceptions, il n'existait pas de distinction nette entre les figures et les nombres,. « Le rapport entre les figures et les nombres fit des Grecs anciens des maîtres en géométrie mais cela entraîna un sérieux inconvénient. Il empêcha qui que ce soit de traiter le zéro comme un nombre. À quelle forme après tout correspondrait le zéro? » Pour les Grecs anciens, dans le cas d'Achille effectuant une infinité de pas, ils ne pouvaient pas concevoir que cette distance aurait une fin en rejetant le zéro comme limite de cette suite,.

#### Paradoxes actuels
L'état des connaissances actuelles conduit également les scientifiques de certains domaines à s'interroger sur des incohérences ou des paradoxes derrière lesquels se cachent sans doute des erreurs à découvrir à l'origine de notre incompréhension.

##### Problème concernant la constante cosmologique
Le problème de la constante cosmologique est souvent présenté comme « la pire prédiction jamais faite par la physique théorique ». Déjà connu de Wolfgang Pauli dans les années 1920, le problème porte sur la valeur observée de la densité de l'énergie du vide. C'est avec les travaux de Iakov Zeldovitch que les physiciens ont commencé à prendre conscience de son importance. Cette valeur fait appel au concept de vide quantique et renvoie au problème de l'énergie du point zéro. La quantité d'énergie de ce vide quantique devrait être énorme et devrait se manifester dans les équations d'Einstein exactement comme une constante cosmologique tant et si bien qu'elle devrait courber l'univers sur lui-même à tel point qu'il devrait avoir une taille bien inférieure à celle du système solaire. Les valeurs obtenues à partir des calculs avec les équations du modèle standard des particules élémentaires d'une part et celle fournie par les mesures astronomiques conduisent à un désaccord dont l'écart est énorme : l'un des chiffres le plus souvent avancé est de 120 ordres de grandeurs environ, c'est-à-dire un 1 suivi de 120 zéros !

##### Paradoxe de l'information
En 1976, Stephen Hawking fit remarquer que l'évaporation complète d'un trou noir avait pour conséquence la disparition définitive et donc irréversible de tout ce qui avait pénétré à l'intérieur de son horizon. Cette affirmation entre en contradiction avec l'un des principes de la mécanique quantique selon lequel aucune information ne peut disparaître de façon irréversible. Plus précisément : « les systèmes physiques évoluant dans le temps selon l’équation de Schrödinger ne peuvent créer ni détruire l’information, une propriété appelée unitarité. » En 2015, Hawking a annoncé avoir résolu le problème du paradoxe de l’information lors d’un exposé donné à l'Institut royal de technologie de Stockholm. Certains sont cependant restés sceptiques dont Roger Penrose qui pense que Hawking aurait dû maintenir sa position originelle dans ce débat.

### Erreurs à identifier avant de valider des recherches

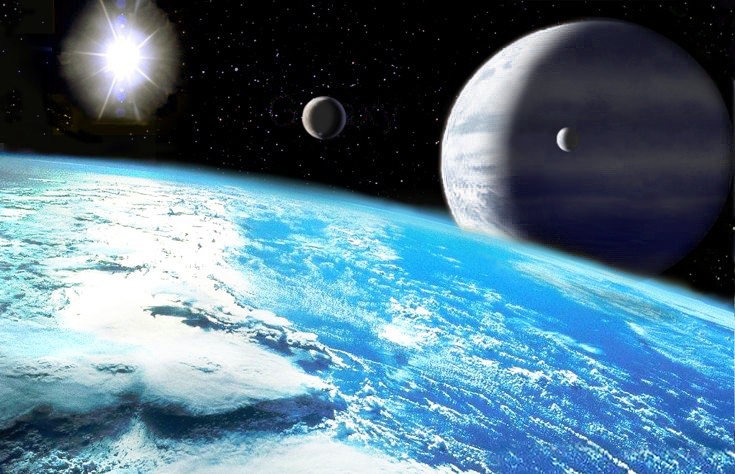
Vue d'artiste du système planétaire Upsilon Andromedae.

Des erreurs sont également à rechercher dans une procédure de contrôle lorsque des travaux publiés annoncent de nouveaux résultats. La méthodologie, les calculs et les résultats doivent être scrutés attentivement et les expériences doivent être refaites par diverses équipes. Il arrive parfois que les résultats obtenus soient à la limite de la technologie actuelle. Les expériences et observations doivent alors être peaufinées avec des moyens permettant d'obtenir des marges d'erreur plus faibles. Ainsi par exemple, des résultats de Li Zeng et son équipe obtenus par l'analyse des données du télescope spatial Kepler ont permis d'aboutir à la conclusion qu'il existerait deux pics dans la distribution des diamètres des exoplanètes correspondant à 1,5 et 2,5 fois celui de la Terre. Ces résultats ont été présentés au mois d'août 2018 à la conférence Goldschmidt, à Boston, en laissant entrevoir qu'il existerait deux processus distincts de formation des planètes dans ce créneau : l'un menant à la formation des planètes rocheuses et l'autre menant à la formation de planètes-océan, (voir aussi Eau liquide dans l'univers et Exohydrologie). Les systèmes planétaires pourraient ainsi être plus diversifiés que ne le pensaient les astronomes. Toutefois d'autres observations seront nécessaires, précise l'astrophysicien Frank Selsis : « Il peut y avoir des erreurs d'observation, des erreurs d'hypothèses, des problèmes sur le détail de la composition, le mélange des volatiles, la température à la surface de la planète... (voir Types d'exoplanètes). »

## Erreurs et fraudes scientifiques

### Fraude avérée et méprise
Bien que l'on doive clairement distinguer entre erreur et fraude scientifique, il arrive qu'une fraude en science conduise les scientifiques à persévérer dans une conception erronée qu'ils avaient adoptée avant que ne se produise la fraude en question. L'homme de Piltdown en est un exemple. Dans son essai, Le Pouce du panda, Stephen Jay Gould remarque clairement ce fait. Il s'agissait du premier fossile d'hominidé à posséder une boîte crânienne dont le volume était celui d'un homme moderne alors que la face et la mâchoire était de caractéristiques simiennes (en réalité celle d'un orang-outan).

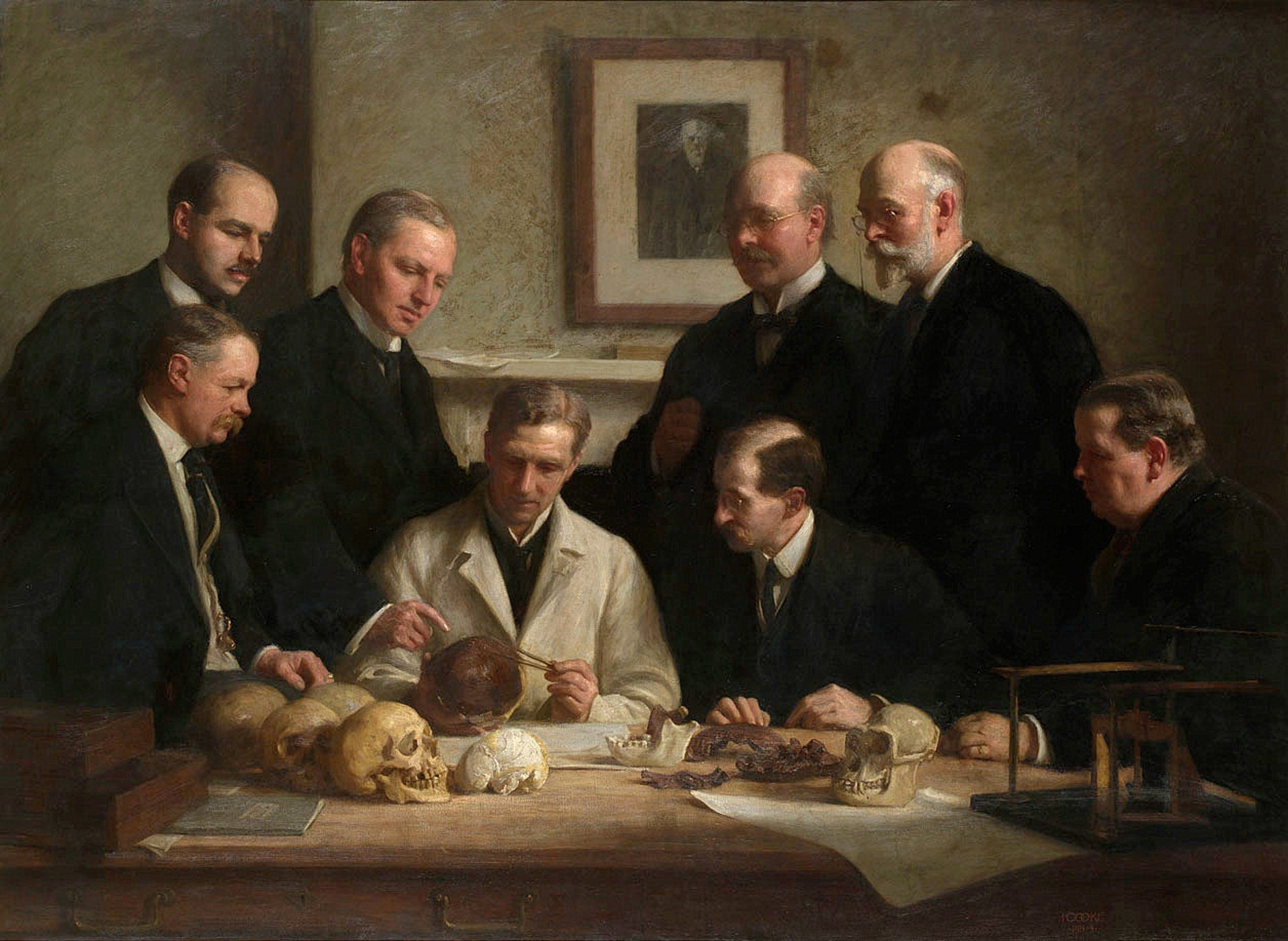
Portrait des protagonistes réalisé par John Cooke en 1915. À l'arrière, de gauche à droite : F.O. Barlow, G. Elliot Smith, Charles Dawson, Arthur Smith Woodward. À l'avant: A.S. Underwood, Arthur Keith, W.P. Pycraft et Sir Ray Lankester.

À l'époque, la découverte d'une telle reconstitution venait conforter la communauté des paléontologues dans l'un de ses préjugés, affirme Gould, selon lequel le développement évolutif de la capacité cérébrale devait avoir précédé celui des autres caractéristiques humaines y compris celui de la face et de la mâchoire : 

« L'argument reposait sur une déduction fausse. [...] Nous régnons aujourd'hui grâce à notre intelligence donc, dans notre évolution, un cerveau plus gros a dû précéder et entraîner toutes les autres modifications de notre corps. Nous devrions nous attendre à trouver des ancêtres humains avec un gros cerveau [...] et un corps nettement simien. »

 Et Gould de citer Grafton Elliot Smith : 

« L'intérêt exceptionnel du crâne de Piltdown réside dans la confirmation qu'il apporte à la thèse selon laquelle, dans l'évolution de l'homme, le cerveau a montré le chemin. »

De façon concomitante, les spécialistes de l'époque étaient d'autant plus disposés à voir dans le crâne de l'homme de Piltdown une véritable découverte qu'elle venait les conforter dans leur conviction. Pendant près de trois décennies, plusieurs paléontologues virent ainsi dans ce crâne une preuve de cette conception avant que la supercherie ne soit démontrée. Les découvertes dans ce domaine ont montré par la suite que l'évolution a suivi le chemin inverse: de l'australopithèque à l'homme moderne en passant par Homo erectus, l'augmentation du volume cérébral est survenue après la réduction de la mâchoire et l'acquisition de la bipédie. Au XIXe siècle pourtant, Darwin avait suggéré, en 1871, que la bipédie, libérant l'usage des mains, avait précédé le développement du cerveau.

### Fraude présumée et méprise
Il peut arriver aussi qu'un chercheur soit condamné par la communauté scientifique pour une présumée fraude dans sa discipline scientifique pour être réhabilité beaucoup plus tard à titre posthume. C'est le cas du géologue Jacques Deprat qui est radié de la Société géologique de France en 1919. Certains chercheurs lui reprochèrent d'avoir introduit des fossiles de trilobites à l'authenticité douteuse dans ses travaux et d'en avoir fait un usage « considérable » dans ses publications scientifiques. Il est pourtant réhabilité par la Société Géologique de France en 1991, cinquante-six ans après sa mort, avec l'avancée des connaissances en géologie,. Il restera sans doute difficile de déterminer quelle est la part d'erreurs scientifiques dans le déroulement de ces évènements.

## Difficultés de la catégorisation pour ce concept

### Erreurs scientifiques et conceptions erronées

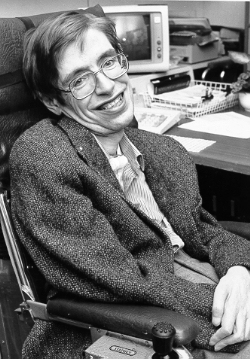
Stephen Hawking (1942 - 2018)

Avec le recul historique, départager les erreurs scientifiques des conceptions erronées présente moins de difficultés à mesure qu'on recule dans le passé même en considérant les plus grands penseurs de l'époque. La conception de l'antiperistasis (ἀντιπερίστασις) présente chez Aristote et de ses contemporains, en constitue un exemple. Celle-ci est issue, selon Jean Piaget, du sens commun. Avec le édveloppement de la science, cette distinction peut devenir plus subtile. Au début des années 1970, la conception dominante était que les trous noirs ne pouvaient pas rayonner d'énergie. L'idée que tous les trous noirs rayonnent de l'énergie fut proposée par Jacob Bekenstein en 1972. C'est en voulant d'abord prouver que l'idée de Bekenstein était fausse que Stephen Hawking finit par démontrer le contraire. Toutefois, si ce travail de Hawking est accepté par la communauté scientifique, le rayonnement des trous noirs n'a pu jusqu'ici faire l'objet d'une confirmation observationnelle. Dans ce cas-ci, Hawking a rectifié une conception scientifique qui reste malgré tout à confirmer et ce qui est mis de l'avant ici c'est la distinction entre conception scientifique et résultat scientifique.

### Erreurs scientifiques et hypothèses fausses

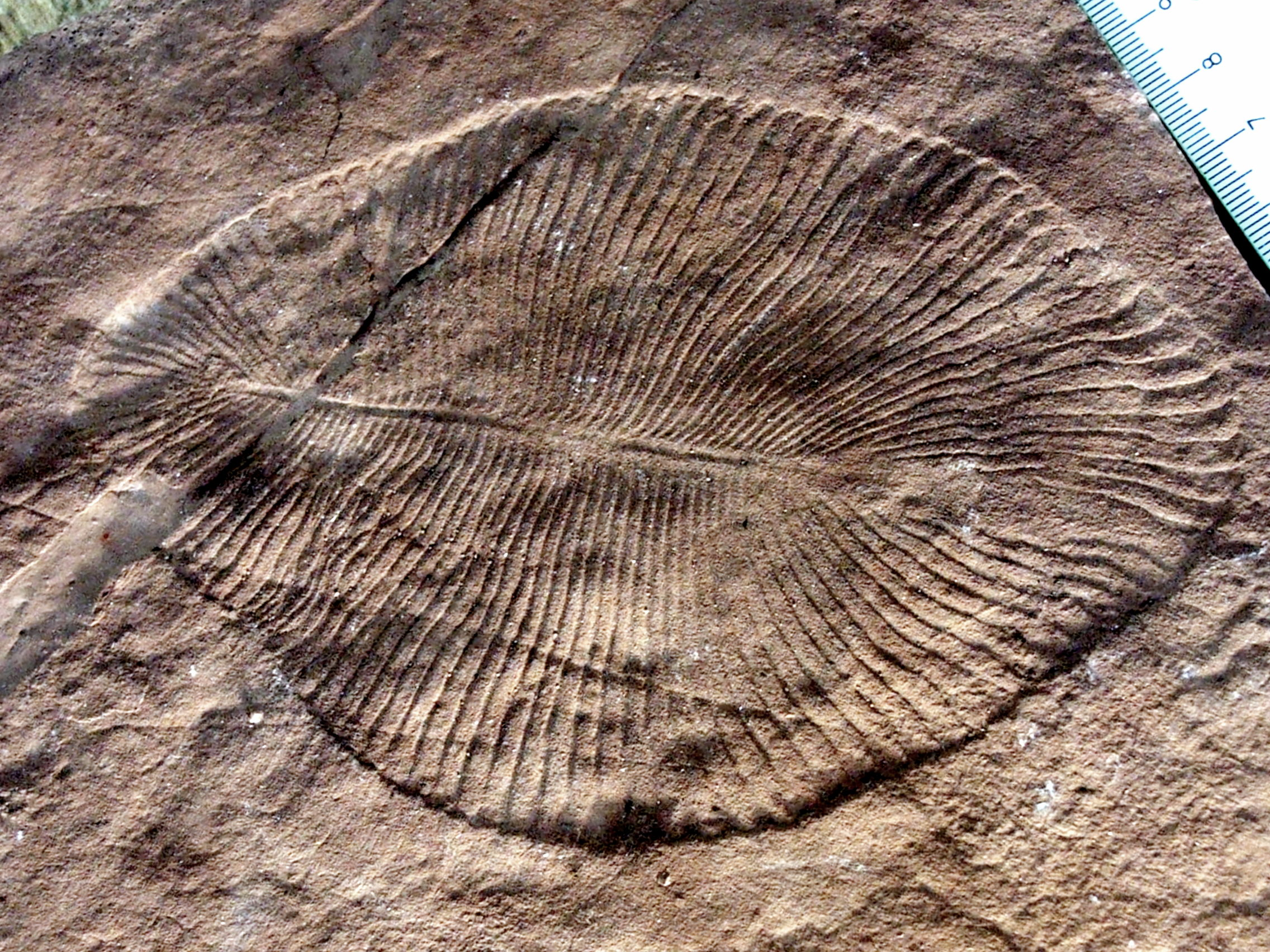
Le cas de la classification de Dickinsonia costata par Adolf Seilacher conduit à s'interroger entre erreur scientifique et hypothèse fausse.

Adolf Seilacher et la faune de l'Édiacarien
Il faut prendre soin de distinguer entre une erreur scientifique et une hypothèse fausse car cette différence n'est pas toujours évidente même avec le recul de l'historien/ne des sciences. Par exemple, Adolf Seilacher avait créé un nouveau règne ne faisant pas partie ni du règne animal ni du règne végétal pour classer un groupe d'organismes de la faune de l'Édiacarien qu'il avait nommé « Vendozoa ». Sa vision a été vivement débattue et contestée,,, l'obligeant à reconsidérer sa classification phylogénétique. S'agissait-il d'une erreur scientifique ou d'une fausse hypothèse? Si Seilacher avait été convaincu d'avoir démontré que les paléontologues ont affaire dans ce cas-ci à un nouveau règne biologique pour ensuite se rétracter, il faudrait parler d'erreur scientifique. Dans le cas où il a plutôt proposé ce nouveau règne comme une possibilité qui restait à confirmer pour ensuite reconsidérer celle-ci, il faudrait classer cet exemple parmi les hypothèses fausses.

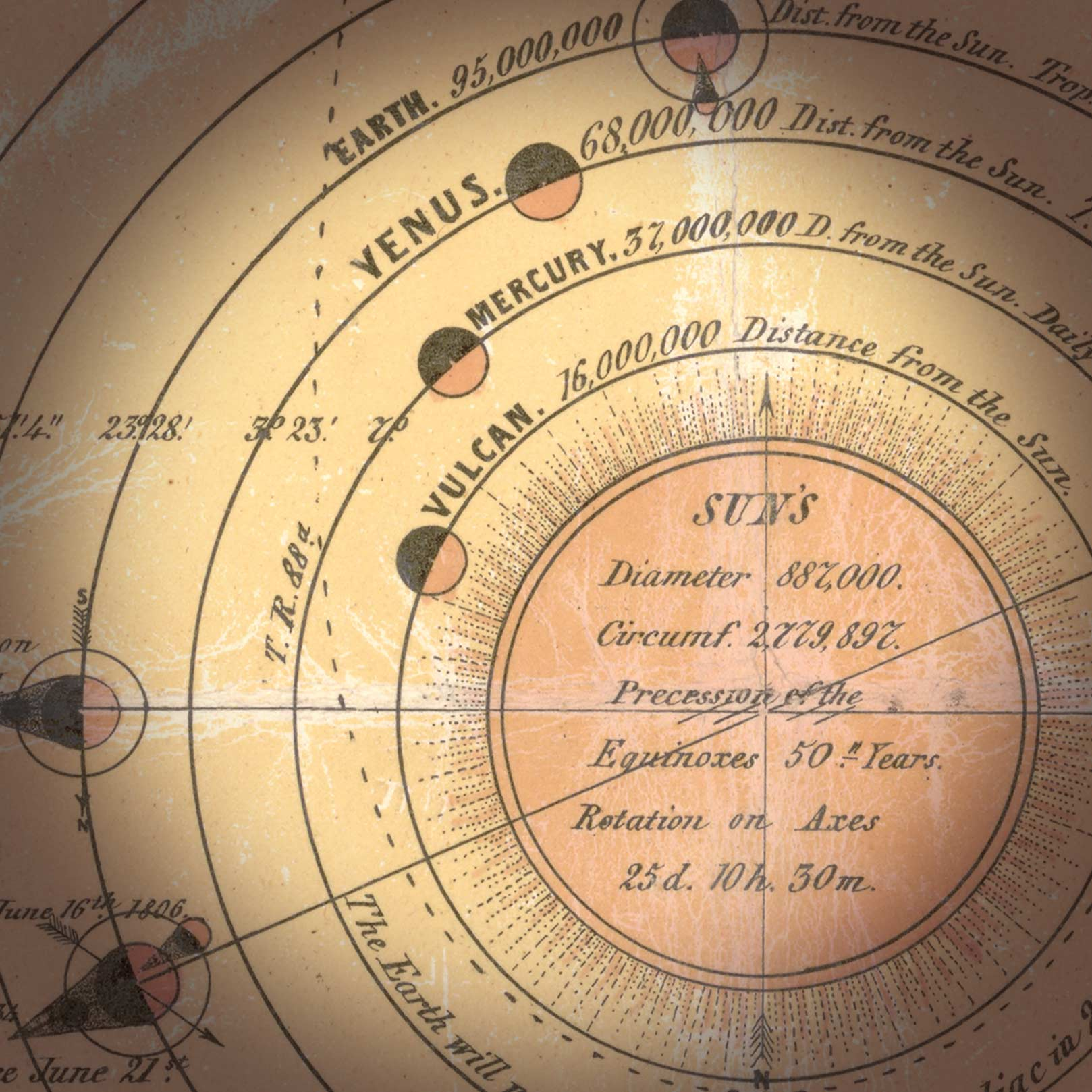
Représentation du système solaire incluant l'orbite de la planète hypothétique Vulcain placée à une distance de 16000000 milles (25000000 km), Hall Colby, 1846.

Urbain Le Verrier et l'hypothétique planète Vulcain
Autre cas de figure, lorsque Urbain Le Verrier suggéra l'existence d'une planète entre Mercure et le Soleil pour expliquer l'avance du périhélie de Mercure, était-ce une erreur scientifique? Oui et non. Dans le cadre de la mécanique newtonienne et de la mécanique céleste en usage au XIXe siècle, le raisonnement de Le Verrier était correct. D'autant plus que ce même raisonnement de Le Verrier avait conduit à la découverte de Neptune. Ce n'est qu'avec la relativité générale d'Einstein pour expliquer cet écart de 43 secondes d'arc par siècle dans la précession du périhélie de Mercure qu'on peut parler de fausse solution. Sauf qu'on pourrait toujours arguer qu'il ne pouvait s'agir de sa part d'une conviction tant que la soi-disant planète n'était pas découverte et qu'il ne s'agissait donc pas d'une erreur scientifique de sa part mais d'une simple hypothèse fausse. En fait, là où il y a eu erreur dans ce cas-ci fut celle de l'astronome amateur, Edmond Modeste Lescarbault, laquelle résidait non pas forcément dans l'observation mais plutôt sans doute dans l'interprétation de ce qu'il a observé le 28 mars 1859 à propos d'une tache noire qu'il aurait vu passer devant le Soleil et qu'il aurait interprété comme le transit d'une planète située plus près du Soleil que Mercure.

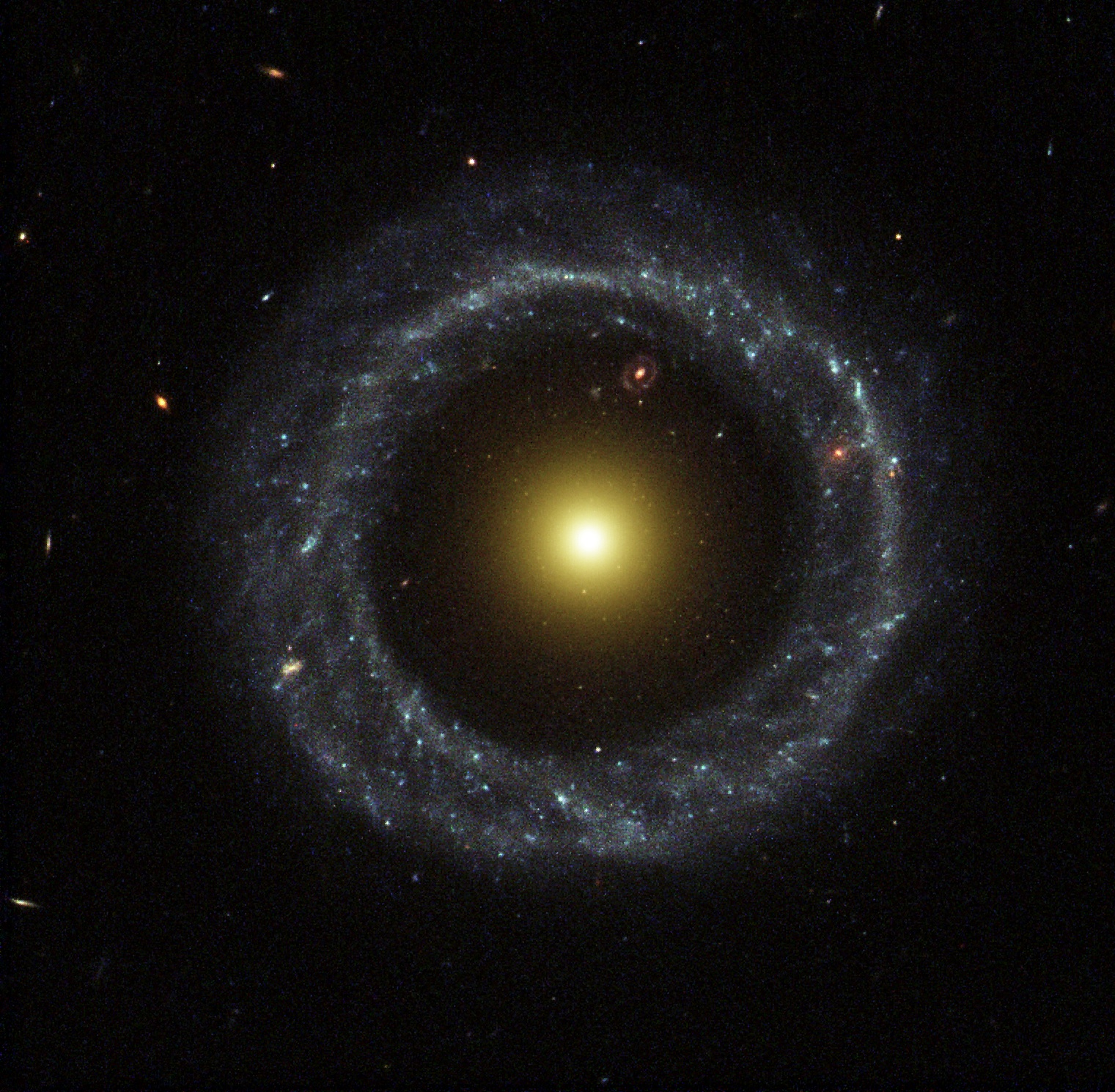
L'objet de Hoag avec son anneau d'étoiles bleues dont la symétrie est presque parfaite entourant un noyau plus ancien d'étoiles jaunes.

Arthur Hoag et les galaxies à anneau
Une autre hypothèse fausse en astronomie fut proposée à la suite de la découverte, en 1950, par Arthur Hoag d'une galaxie à anneau située à environ 600 millions d'années-lumière dans la constellation du Serpent. L'objet de Hoag était le premier de sa catégorie et dut laisser perplexe son découvreur qui émit l'hypothèse que cette structure était produite par un effet de lentille gravitationnelle,. Hypothèse d'autant plus plausible que l'amas central d'étoiles agissant comme lentille gravitationnelle et l'anneau considéré comme une galaxie plus éloignée et dont l'image serait amplifiée, tout en étant déformée, sont constitués par deux populations d'étoiles bien distinctes. L'idée de Hoag dut pourtant être rejetée lorsqu'il fut établi que les deux populations d'étoiles présentent le même décalage vers le rouge les situant par le fait même à la même distance. Un nouveau type de structure galactique avait bel et été découvert (voir aussi Galaxie à anneau polaire). Alors que Hoag put proposer cette hypothèse erronée parce que la théorie de la relativité générale avait été formulée, à l'inverse, Le Verrier proposa son hypothèse fausse pour rendre compte de l'écart dans la précession du périhélie de Mercure, en partie parce que cette même relativité générale n'existait pas encore à l'époque.

### Idées partiellement vraies et théories incomplètes

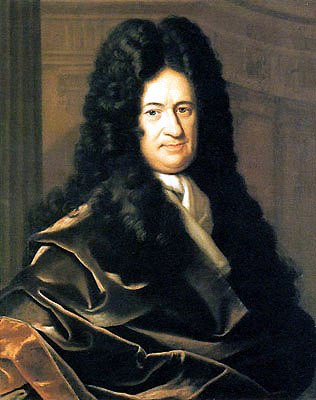
Gottfried Wilhelm Leibniz (1646 - 1716)

Le concept d'idée fausse en science pourrait être vu comme englobant ceux d'erreur scientifique et d'hypothèse fausse. Plusieurs idées fausses dans le domaine scientifique se trouvent plus ou moins dissimulées du fait qu'elles sont présentées dans le cadre de théories incomplètes. De même, il existe des affirmations à propos desquelles on ne peut pas affirmer qu'elles sont complètement fausses. Elles sont simplement incomplètes lorsqu'on change de cadre théorique. À titre d'exemple, Leibniz qui soutint que la quantité {\displaystyle \sum _{i}m_{i}v_{i}^{2}} était conservée dans de nombreux systèmes mécaniques. C'était une première formulation de la conservation de l'énergie. Comme telle, l'idée n'était pas totalement fausse mais elle avait besoin d'être modifiée dans sa formulation mathématique et complétée par la thermodynamique de même que par la relation masse-énergie.

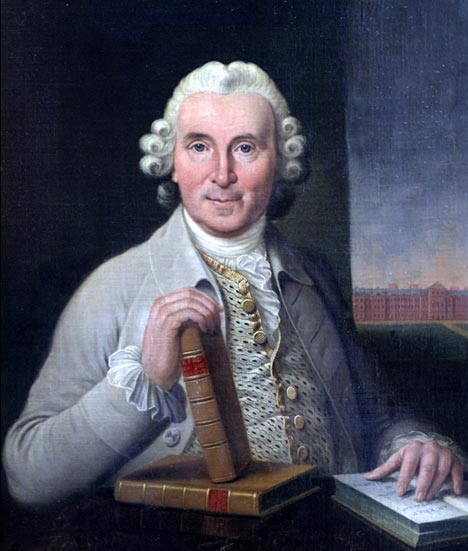
James Lind (1716 - 1794)

De même le fait que James Lind ait prouvé par un essai clinique que les oranges et les citrons guérissent le scorbut est vrai mettant ainsi de l'avant le concept de carence alimentaire mais pour être plus exact, il a fallu découvrir que c'est en fait la vitamine C qui agit dans cette guérison. En fait, en concluant que ces jus de fruits combattent cette maladie, il faut mentionner en toute honnêteté, pour plus de rigueur, qu'il s'agit d'une demi-vérité si l'on tient compte du fait que seul le jus frais de ces fruits est efficace, à la différence des jus conservés longtemps qui perdent leur efficacité contre cette maladie. D'où une possible distinction entre « erreur scientifique » et « découverte scientifique contenant une erreur » du fait du cadre théorique incomplet avant la naissance de la biochimie dans ce cas-ci.

### Erreurs de prédiction

#### Erreurs de prédiction d'ordre général
Il arrive que des scientifiques se risquent à certaines prédictions publiques dans leur domaine de recherche. Le 29 avril 1980, lors de son discours inaugural de nomination à la chaire de professeur lucasien de mathématiques de l'université de Cambridge intitulé « La physique théorique touche-t-elle à sa fin ? », Stephen Hawking prédit l'avènement de la théorie du tout avant la fin du XXe siècle. À cette date, selon lui, l'ensemble des forces fondamentales de la nature seraient supposées être décrite par une seule théorie cohérente. Hawking avait alors en tête la supergravité N=8 comme théorie candidate à cette unification. Des années après cette fin de XXe siècle, les physiciens sont toujours à la recherche de cette théorie censée unifier la relativité générale et la mécanique quantique (Voir Théorie des cordes, Théorie des supercordes, Théorie M et Gravitation quantique à boucles).

#### Erreurs de prédiction expérimentales
Stephen Hawking aimait parier avec d'autres scientifiques sur des questions concernant la physique que ce soit sur des questions théoriques ou des expériences. Il a d'ailleurs rendu publiques plusieurs de ses déclarations. En 1996, il publia un article dans lequel il affirmait qu'il était impossible d'observer le boson de Higgs préférant que le LHC découvre quelques-unes des particules supersymétriques. En 2012 et 2013 cependant des expériences du CERN lui donnèrent tort confirmant l'existence de cette particule,,.

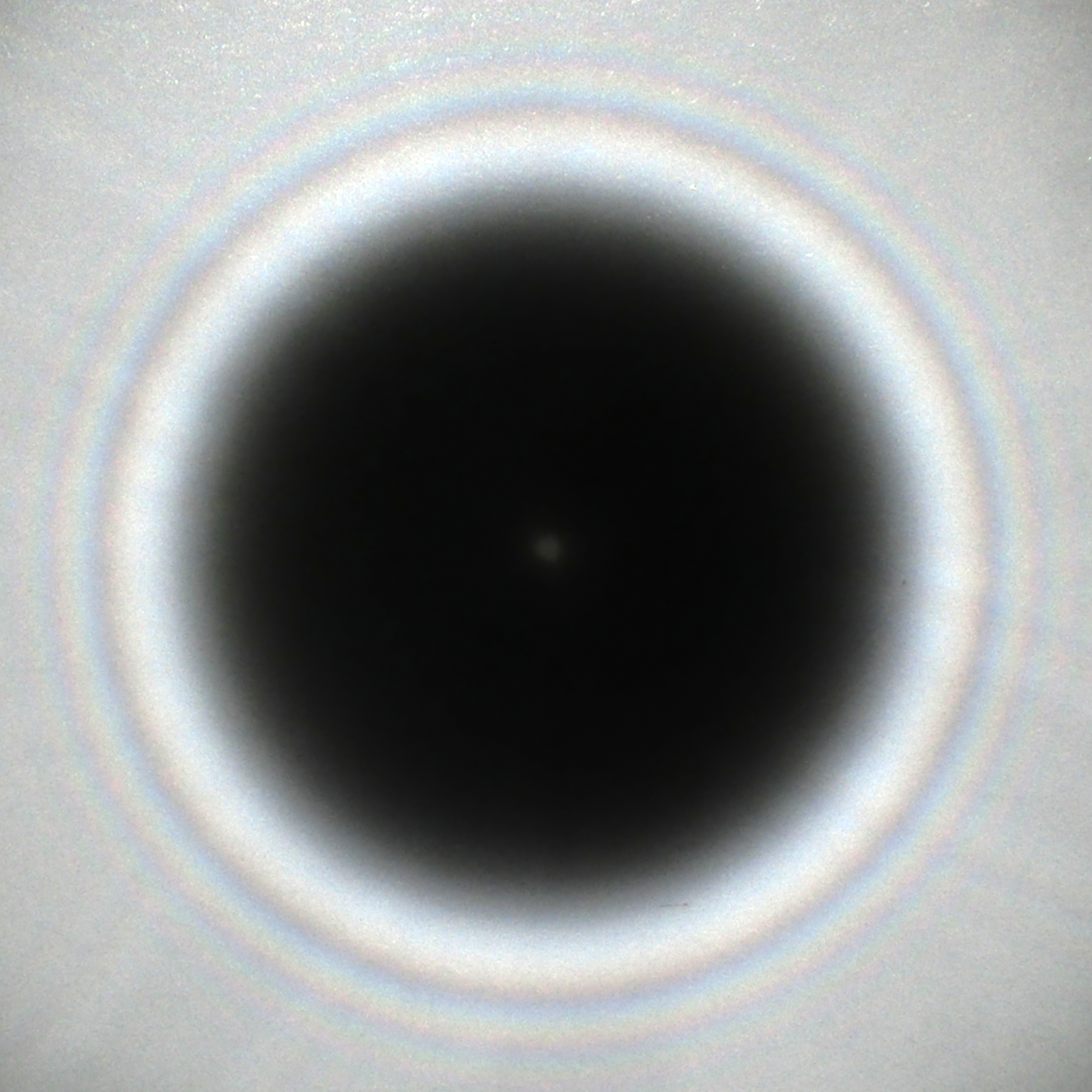
Diffraction par un obstacle circulaire de 5,8 mm de diamètre éclairé par une source de lumière solaire.

Des erreurs prédictives ont aussi été commises à propos d'expériences les plus simples à réaliser. En 1819, Siméon Denis Poisson, académicien convaincu de la véracité de la théorie corpusculaire de la lumière développée par Isaac Newton, se sert des équations de Fresnel - celles-ci soutenant la théorie ondulatoire de la lumière développée par Christian Huygens et plus tard par Thomas Young - pour montrer que si ces équations sont exactes, alors elles devraient conduire à un résultat expérimental absurde. L'expérience en question consiste simplement à éclairer un écran circulaire avec de la lumière sous un angle peu oblique, il devrait en résulter, selon le mémoire d'Augustin Fresnel présenté cette année-là, que le centre de l'ombre de l'écran circulaire devrait être aussi éclairé que si l'écran n'existait pas! Pour Poisson, c'est là la preuve que la théorie ondulatoire est fausse. L'expérience est réalisée malgré tout et montre que le centre de l'ombre de l'écran circulaire est éclairé comme le prédisent les équations de Fresnel, (Voir Diffraction de Fresnel et Tache de Fresnel).

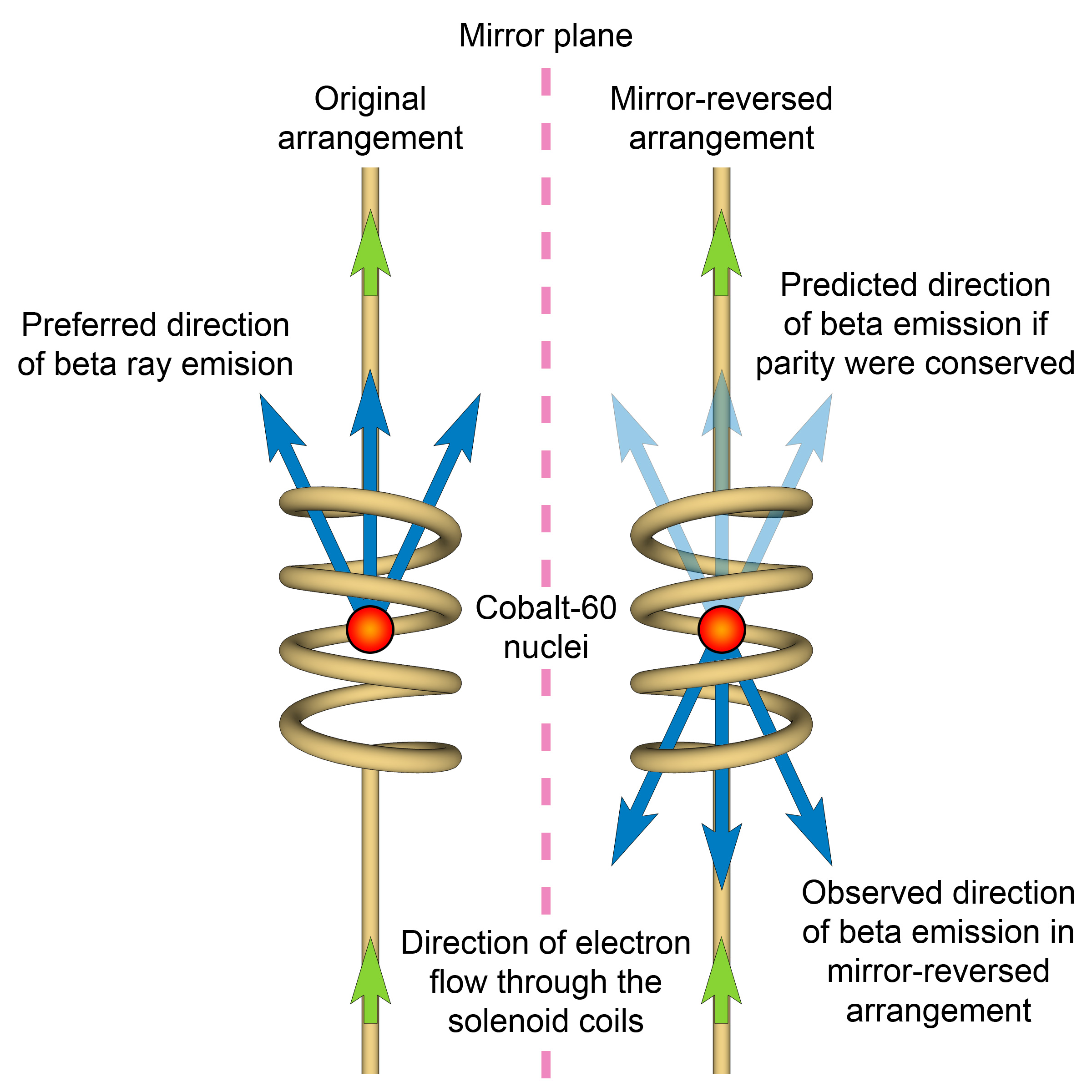
Principe de l'expérience de Wu de 1956 ayant conduit à mettre en évidence la violation de la parité dans la désintégration nucléaire bêta.

Il est parfois intéressant d'observer la réaction de certains chercheurs lorsqu'ils réalisent s'être trompés en dépit du fait qu'il s'agisse d'une fausse croyance partagée par une grande partie de la communauté de spécialistes d'un domaine. La réaction de Wolfgang Pauli et de Richard Feynman vaut la peine d'être rapportée quand ils apprirent que la loi de conservation de la parité ne s'appliquait pas pour l'interaction faible. Lorsque Tsung-Dao Lee et Chen Ning Yang eurent proposé une expérience pour vérifier une possible violation de cette parité dans les désintégrations ß, Pauli écrivit à son ami Victor Weisskopf qu'il était « ...prêt à parier que l'expérience allait donner un résultat négatif. » Lorsqu'il apprit le résultat positif de l'expérience réalisée par Chien-Shiung Wu et ses collaborateurs montrant une asymétrie dans la distribution angulaire des électrons émis issus de la désintégration β de noyaux de cobalt 60, la réaction de Pauli a été alors de s'étonner et de s'interroger dans ce cas de la symétrie droite-gauche maintenue dans l'interaction forte. Quant à Feynman, qui ne voulut pas, au début, lire l'article présentant les résultats de l'expérience, il finit par l'accepter et développer la théorie de la désintégration du neutron s'appuyant sur cette violation de la parité et décida de ne plus jamais faire confiance aux croyances des experts.

#### Erreurs de prédiction théoriques
- Prédictions erronées d'éléments chimiques

La percée de Dmitri Mendeleïev dans l'élaboration du tableau périodique des éléments alors qu'il put prédire l'existence de plusieurs éléments chimiques (Voir Éléments prédits par Mendeleïev), s'est accompagnée de quelques erreurs de prédiction de sa part. Mendeleïev prédit, entre autres, l'existence de deux éléments plus légers que l'hydrogène — il fit du plus léger le constituant de l'éther, et de l'autre un élément présent dans la couronne solaire qu'il baptisa coronium — de même que l'existence de six éléments entre l'hydrogène et le lithium qui s'est avérée également être fausse.

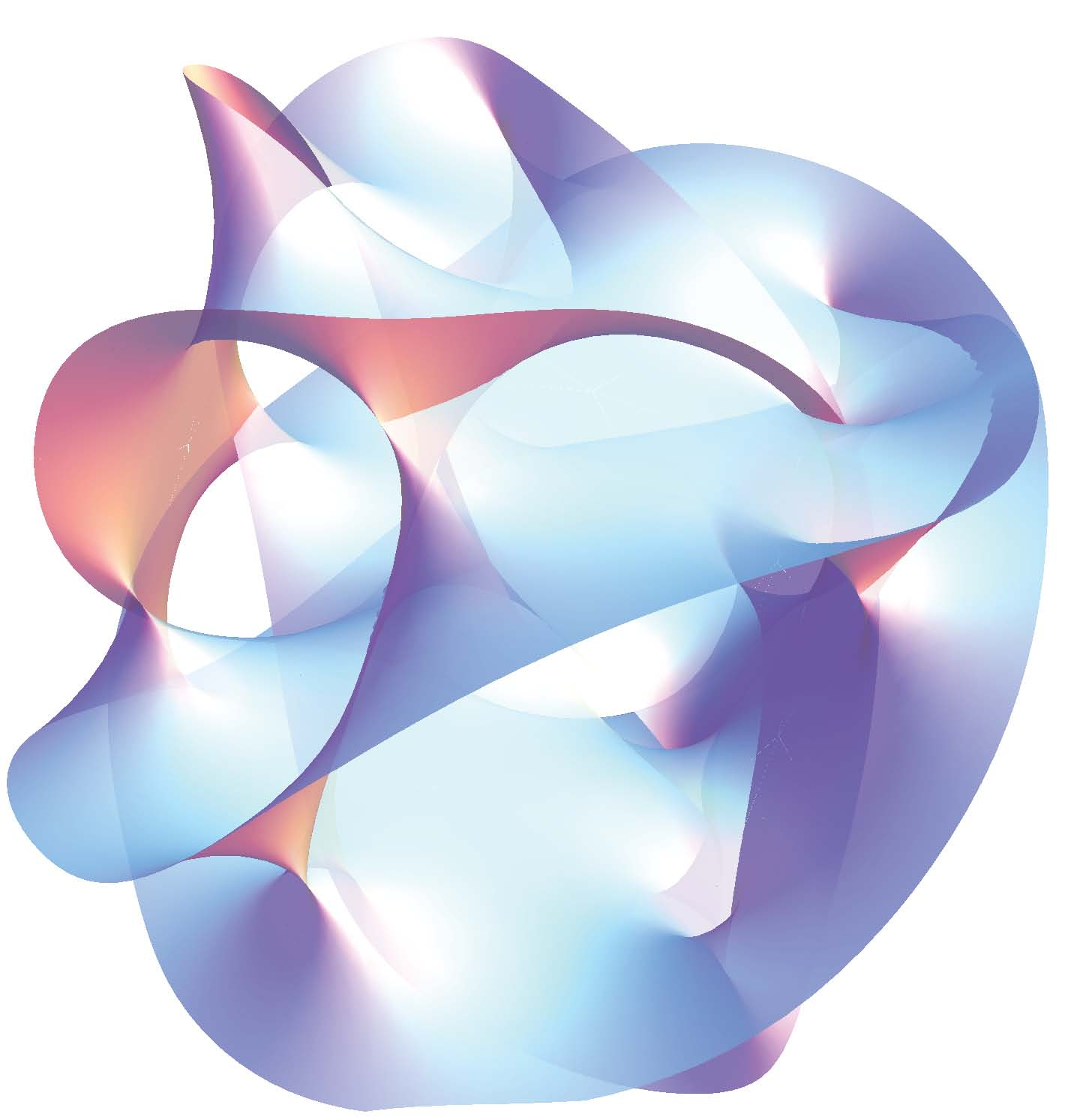
Exemple d'un espace de Calabi-Yau

- Prédictions erronées de résultats impossibles

« Les mathématiciens ont prédit avec assurance, à de multiples reprises, qu'il était impossible que de telles correspondances existent. Pourtant, Philip Candelas (en), Xenia de la Ossa et d'autres ont prouvé que c'était faux. »
Cette affirmation du mathématicien Richard Thomas fait référence à la symétrie miroir qui apparie chaque espace de Calabi-Yau à un espace de Calabi-Yau différent par l'échange de certains de leurs paramètres qui décrivent la forme spécifique de chacun de ces espaces. C'est cet appariement que les mathématiciens n'imaginaient pas possible et qui fut mis en évidence et développé par des physiciens théoriciens spécialistes de la théorie des cordes.

#### Erreurs de prédiction observationnelles
L'astronomie a connu d'innombrables erreurs de prédiction tant et aussi longtemps que les observations dans ce domaine furent affectées d'une imprécision du fait de l'absence d'une instrumentation adéquate. L'une de celles qui a pu être documentée par les historiens des sciences se rapporte à une observation faite en 1563. La conjonction de Saturne et de Jupiter fut observée, cette année-la, entre le 24 et le 27 août 1563. Les éphémérides des tables alphonsines ont prévu cet évènement avec une erreur d'un mois tandis que les nouvelles tables pruténiques, calculées par Erasmus Reinhold et parues en 1551, ont pu prévoir l'évènement avec une erreur de quelques jours seulement. Cette précision impressionna durablement un jeune Danois de 17 ans qui y verra rétrospectivement l'origine de son désir intense d'observer les astres. Son nom : Tycho Brahe.

### Erreurs d'appréciation par des pairs

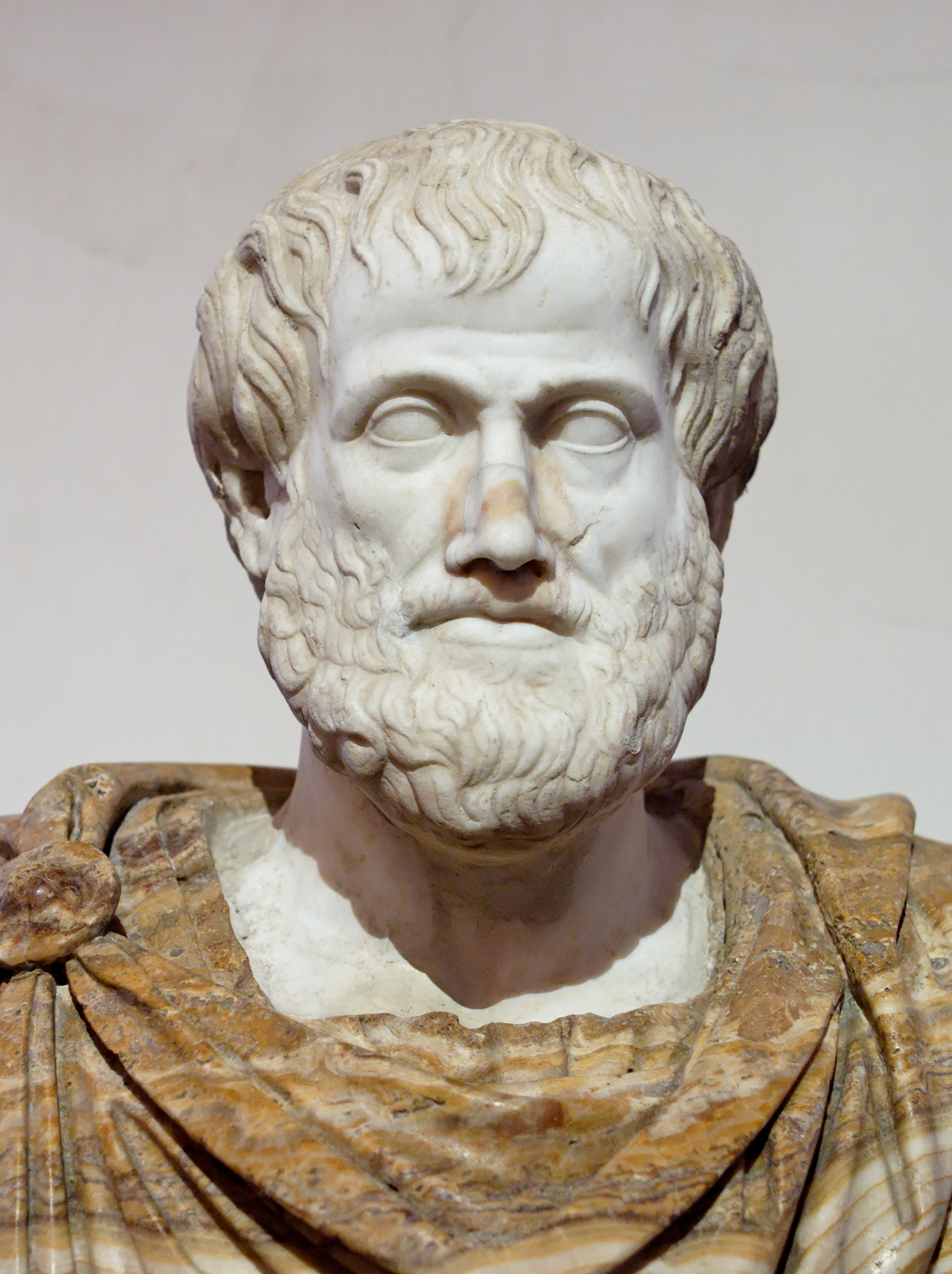
Aristote (384 av. J.-C. - 322 av. J.-C.)

Cordon ombilical chez le requin lisse
Une erreur d'appréciation peut parfois perdurer pendant des siècles voire, dans certains cas, plus de deux mille ans. Dans son Histoire des animaux, Aristote donne une description de l'embryon du requin lisse Mustelus laevis en précisant que, chez cette espèce, l'embryon est relié par un cordon ombilical à un organe analogue au placenta. Cette description n'a suscité qu'une incrédulité générale. Il fallut attendre les travaux de Johannes Peter Müller en 1842 pour que les résultats de ses recherches confirment en grande partie l'exactitude de la description d'Aristote,.
Gène d'horloge circadienne
Les erreurs en science peuvent être commises non seulement par ceux et celles qui mettent de l'avant des résultats mais aussi les personnes qui les jugent. Certains scientifiques peuvent avoir, par moments du moins, une attitude dogmatique. Bien souvent, cette attitude conduit certaines personnes, souvent en autorité, soit à refuser la publication de travaux dûment exécutés soit encore, lorsque ces travaux sont publiés, à refuser tout simplement de croire à la validité des résultats. En 1971, Seymour Benzer et Ronald Konopka publièrent un article dans lequel ils mettent en évidence la découverte du premier gène d'horloge circadienne chez la drosophile. Lorsque Benzer communique ces résultats à Max Delbrück, biologiste lui aussi à l'avant-garde dans ce domaine, ce dernier lui répondit: « Je n'en crois pas un mot ». Par la suite, d'autres gènes d'horloge circadienne seront découverts,.

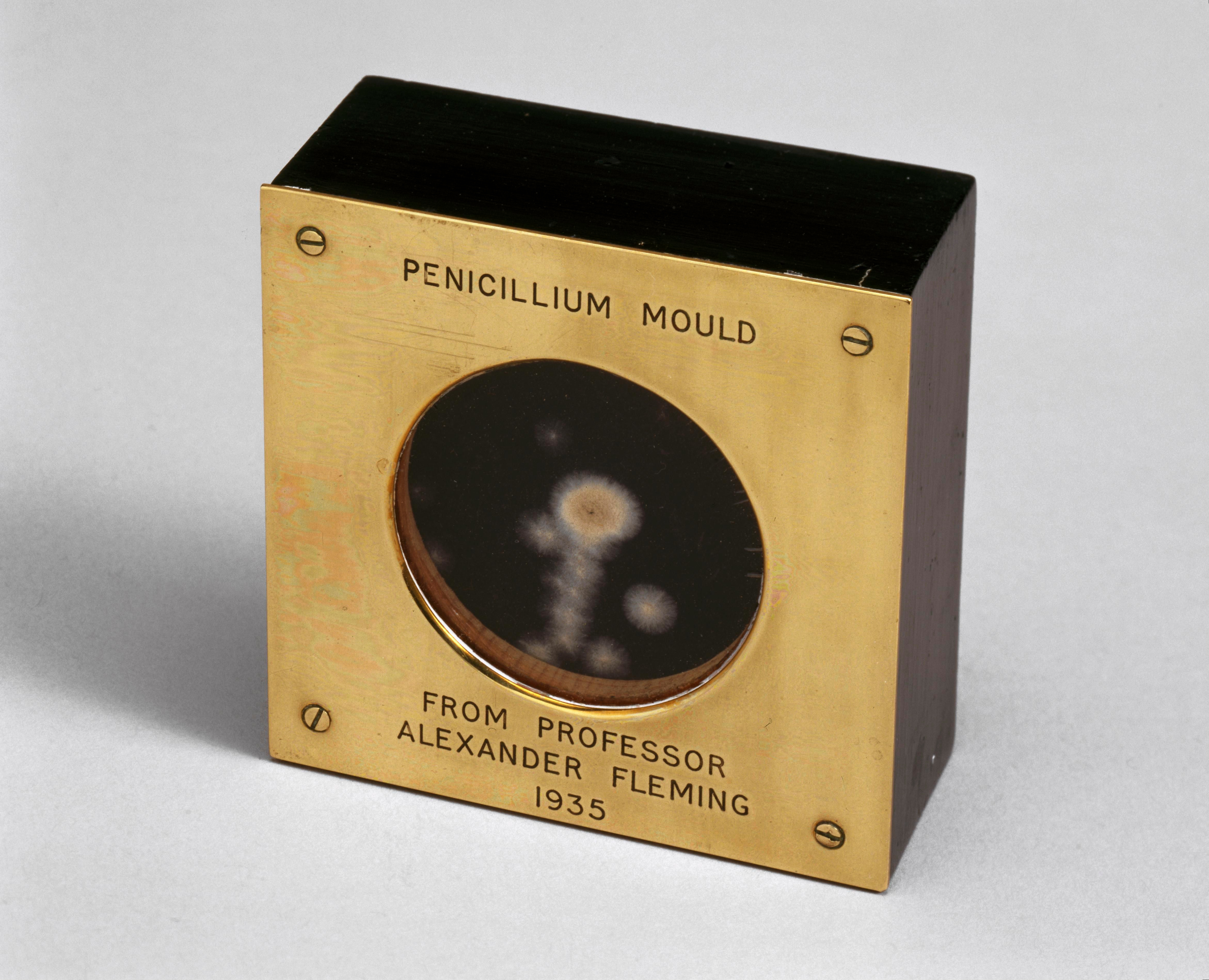
Échantillon de moisissure de pénicilline présenté par Alexander Fleming à Douglas Macleod du St Mary's Hospital de Londres, 1935.

Activité antibactérienne par une moisissure
Il arrive qu'une erreur d'appréciation par des pairs retarde l'application d'une découverte de plusieurs années, voire de dizaines d'années. C'est ce qui s'est produit avec la découverte de l'activité antibactérienne par une moisissure bien avant la découverte faite par Alexander Fleming. Fleming découvrit en 1928 l'activité antibiotique de la moisissure d'un champignon contre une bactérie, le staphylocoque et en isolat l'agent actif connu aujourd'hui sous le nom de pénicilline. Pendant longtemps l'idée que Fleming avait découvert du même coup la première activité antibactérienne d'une moisissure ne semble pas avoir été remise en question. Pourtant l'activité antibactérienne de certaines souches de moisissures fut découverte bien avant cette date. Dans les années 1890, deux chercheurs font cette découverte indépendamment l'un de l'autre : Ernest Duchesne et Vincenzo Tiberio. Tiberio publia ses résultats en 1895, et Duchesne, en 1897. Les historiens ont du mal à s'expliquer pourquoi cette découverte par ces deux chercheurs, d'une importance fondamentale, fut accueillie à l'époque dans l'indifférence la plus totale.

### Cas particuliers

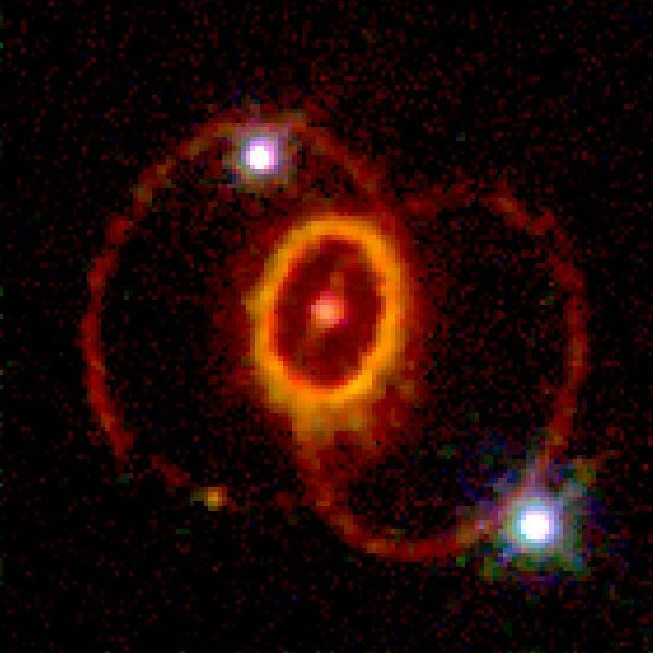
Rémanent de la supernova SN 1987A. Image prise avec le télescope spatial Hubble.

Il arrive que des cas particuliers posent problème également. En 1987, l’astronome canadien Ian Shelton découvre une supernova dans le Grand Nuage de Magellan. Le 18 janvier 1989, une équipe américaine travaillant à l'observatoire du Cerro Tololo rapporte avoir clairement observé cette nuit-là le signal d'un pulsar dans la direction des restes de cette supernova baptisée SN 1987A. D'abord de magnitude 19, sa luminosité atteint la magnitude 18. Chaque demi-heure, 8 millions de mesures sont enregistrées durant 7 heures au total. Durant les jours et les semaines qui suivent, d'autres équipes ont tenté d'enregistrer les signaux du pulsar en question sans succès. L'équipe américaine composée de quinze signataires, dont Saul Perlmutter, décidèrent malgré tout de publier leurs résultats qui parurent le 16 mars 1989 dans la revue Nature mentionnant qu'il s'agit d'un pulsar submilliseconde dont la fréquence de rotation fut très exactement enregistrée à 1 968,629 Hz,. Il s'agit de la seule observation d'un pulsar pour la supernova 1987 A malgré les tentatives répétées d'autre équipes de chercheurs. S'agit-il alors d'une erreur observationnelle due à un artefact quelconque ?

## Erreurs scientifiques ou approximations

### Formule de l'aire d'un cercle
L'étude des tablettes d'argile babyloniennes a conduit les historiens des sciences à se demander si la formule généralement utilisée par les Babyloniens pour calculer l'aire d'un cercle, 3r2 (et non  πr2), était une erreur ou une approximation délibérée facilitant le calcul. Des indices ont été présentés en faveur de chacune de ces deux interprétations. Les mathématiciens babyloniens ont notamment pu penser que l'aire d'un cercle était égale à la valeur moyenne des aires des carrés circonscrits et inscrits et qui équivaut à 3r2. Pourtant, Neugebauer cite un exemple de calcul où π=3;7,30 dans le système sexagésimal (soit en valeur décimale 3,125),,, accréditant l'idée que la différence entre les nombres π et 3 était déjà connue.

### Détermination de la circonférence de la Terre par Ératosthène
Ératosthène, au IIIe siècle av. J.-C. a proposé un calcul de la circonférence de la Terre. Son raisonnement ne comporte pas d'erreur mais fait intervenir une distance exprimée en stades, unité pouvant correspondre à différentes valeurs. Certains historiens font la supposition qu'il utilisa la valeur du stade égyptien évalué à environ 157,5 mètres ce qui donne une valeur de 39 375 km pour la circonférence de la Terre, très proche de celle actuellement retenue de 40 008 kilomètres  et considèrent donc qu'Ératosthène ne s'est pas trompé. Mais il ne s'agit que d'une supposition : si Ératosthène a utilisé le stade attique, dorique, ionique ou encore avec le stade babylonien voire égyptien, il a abouti à une valeur fausse avec une valeur excédentaire pouvant atteindre 30%.

## Erreurs, science et communication

### Erreurs, science et enseignement
Les historiens ont noté le décalage de l'enseignement avec les avancées de la science parfois même alors que les responsables académiques disposent de ces nouvelles connaissances. Simplement, ils choisissent de les ignorer ou de les mentionner dans leur enseignement pour les critiquer perpétuant ainsi des erreurs dans le domaine scientifique. En Nouvelle-France par exemple, le système astronomique du jésuite italien Giovanni Battista Riccioli fut enseigné au milieu du XVIIIe siècle plutôt que celui de Copernic,.
Certaines personnes peuvent être de brillants scientifiques et être de piètres enseignants bien souvent dû au fait d'une mauvaise préparation de leurs cours au point de commettre des erreurs. C'était le cas pour Einstein à l'époque où il fut nommé privat-docent (privatdozent) au printemps 1908 alors qu'il enseignait la théorie moléculaire de la chaleur. Dès cette époque et plus tard par la suite, il lui arrivait fréquemment de commettre des erreurs. Il demandait alors à ses étudiants : « Qui peut me dire où je me suis trompé ? » Et si l'un de ses étudiants lui faisait remarquer qu'il s'agissait d'une erreur dans ses mathématiques, il leur répondait : « Je vous l'ai déjà dit maintes fois, je n'ai jamais été très fort en maths. ».

### Erreurs commises en histoire des sciences

#### Erreurs d'attribution d'une découverte scientifique
Les historiens ont longtemps attribué à Pythagore la découverte du... théorème de Pythagore avant que ne soit découvert le fait que ce théorème était connu des mathématiciens babyloniens deux mille ans avant Pythagore.

### Erreurs, science et média
Avec l'évolution des moyens de communication et de l'information qui voyage plus rapidement, il arrive que des développements scientifiques soient présentés au grand public alors qu'ils ne sont pas encore aboutis. Albert Einstein eut à vivre cette expérience. Au début de 1929, il fit paraître dans une revue spécialisée une série d'articles proposant une théorie du champ unifié. Étant donné la renommée d'Einstein, des journaux s'empressèrent de relayer la nouvelle. Dans le Times de Londres, un journaliste affirma que « la nouvelle théorie est l'aboutissement de la physique des champs initiée par Faraday et Maxwell ». Le Herald Tribune publia même une traduction du texte intégral de l'article dans son numéro du 31 janvier 1929. Or, peu de temps après, Einstein s'aperçut que sa nouvelle théorie contenait des erreurs l'obligeant à y renoncer. Il avait pourtant expressément indiqué qu'elle n'était encore que provisoire.

## Erreurs, science et technologie

### Erreurs menant à des catastrophes
La science et la technologie sont deux domaines si intimement liés qu'il n'est pas surprenant que des erreurs scientifiques conduisent parfois à des catastrophes.

#### Erreurs commises en astronautique

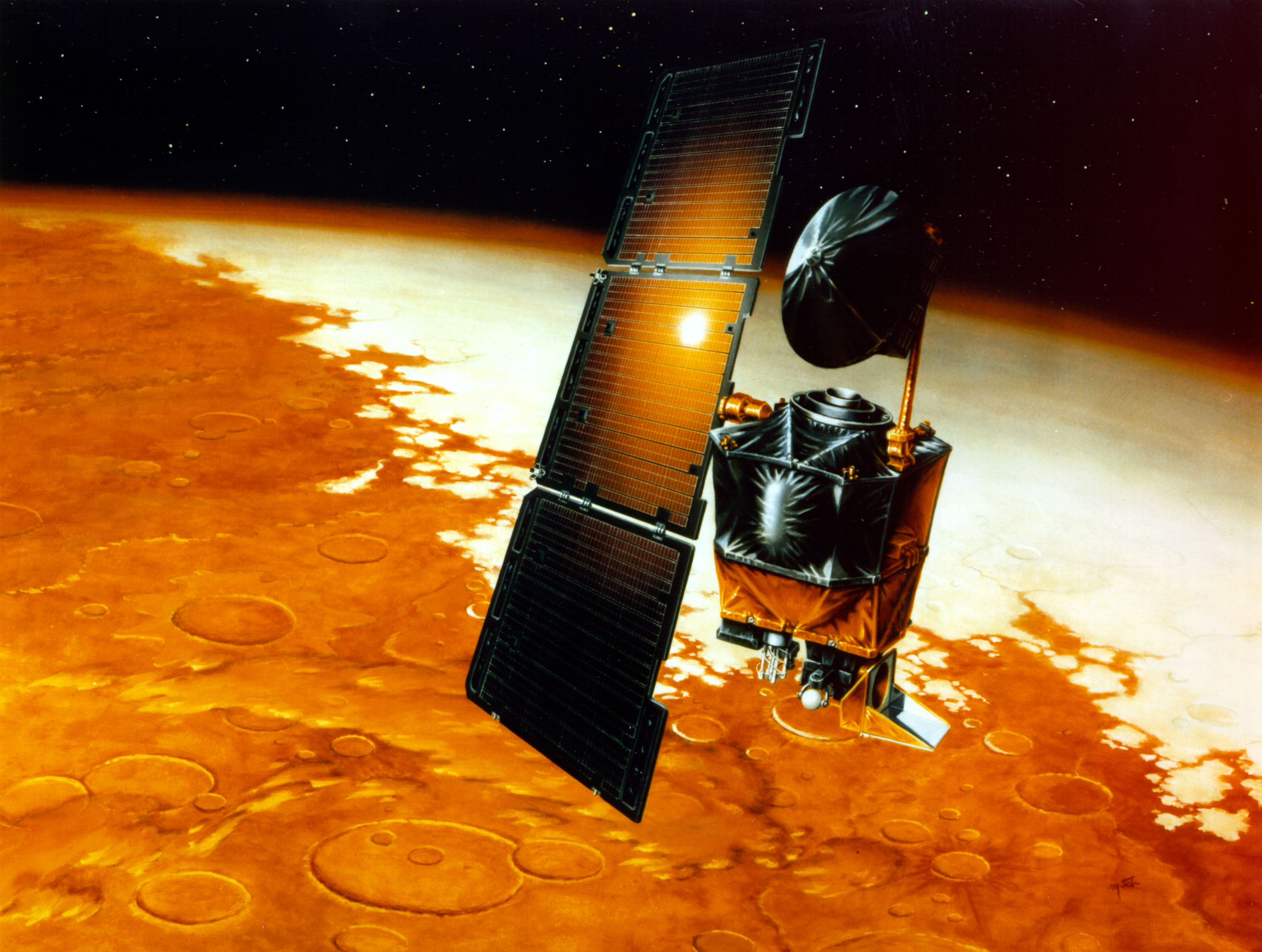
Vue d'artiste de la sonde Mars Climate Orbiter.

Plusieurs accidents de sondes spatiales se sont produits, entrainant l'échec des missions concernées ou à leur succès partiel. La complexité des missions interplanétaires a conduit à un taux d'échec élevé entrainant notamment l'écrasement de l'engin spatial or l'arrêt des signaux en provenance de la sonde. Les raisons de ces échecs n'ont pas toujours été trouvées, mais certaines ont pu être identifiées comme relevant d'erreurs scientifiques.
- Le 23 septembre 1999, la sonde spatiale Mars Climate Orbiter fut détruite lors de son approche finale pour son atterrissage. La NASA découvrit que l'engin avait survolé l'un des pôles martiens à une altitude beaucoup trop faible à la suite d'erreurs de calcul dues à une confusion entre deux systèmes d'unités, l'un en unités de mesure anglo-saxonnes, l'autre en unités du système métrique par deux équipes qui croyaient utiliser le même système d'unités[401].
- En octobre 2016, la sonde Schiaparelli de l'Agence spatiale européenne s'est écrasée sur Mars. L'enquête a révélé, entre autres, une mauvaise prévision des mouvements en lacet et en tangage de la sonde lors de la phase de sa rentrée dans l'atmosphère martienne due à une erreur dans les simulations informatiques[402],[403],[404].

Du fait de la complexité de la mise en œuvre de divers projets, il arrive que plusieurs erreurs humaines se combinent à des erreurs liées à une insuffisance des connaissances des nombreux paramètres à tester pour conduire à une catastrophe et que celle-ci aboutisse malheureusement à la perte de vies humaines. Ainsi, il aura fallu la mort des astronautes Virgil Grissom, Edward White et Roger Chaffee du programme Apollo lors de l'incendie du module de commande et de service Apollo pendant un entraînement au sol au centre spatial Kennedy le 27 janvier 1967 pour qu'on prenne conscience des dangers encourus en milieu confiné rempli d'oxygène pur jusqu'alors sous-estimés,,

#### Erreurs commises dans l'industrie nucléaire
Cette combinaison d'erreurs humaines et d'erreurs dues à une insuffisance des connaissances dans le domaine concerné pouvant mener à une catastrophe se retrouve aussi dans le domaine nucléaire. La catastrophe de Tchernobyl issue de l'explosion de l'un des réacteurs de la centrale nucléaire de Tchernobyl, survenue en avril 1986, en est un exemple. Sur le plan des connaissances scientifiques au moins deux défauts de conception du réacteur ayant explosé ont été relevés.

Niveaux de radiation autour de Tchernobyl en 1996.

Selon le rapport INSAG-7 présenté en 1992 par le groupe consultatif de l’Agence internationale de l'énergie atomique (AIEA) sur la sûreté nucléaire (INSAG), les principales raisons de cet accident résident dans les particularités de la physique et dans la construction du réacteur. L'une d'elles fait état du fait que le réacteur présentait un coefficient modérateur positif dangereusement élevé. Un autre défaut important concernait la conception des barres de contrôle insérées dans le réacteur pour ralentir la réaction. Dans la conception du réacteur RBMK, la partie inférieure de chaque barre de contrôle était en graphite et était plus courte de 1,3 mètre qu'elle aurait dû l'être, et dans l’espace sous les barres, des canaux creux étaient remplis d’eau. La partie supérieure de la tige, la partie véritablement fonctionnelle qui absorbe les neutrons et arrête de ce fait la réaction, était en carbure de bore. Avec cette conception, lorsque les tiges sont insérées dans le réacteur à partir de la position la plus haute, les pièces en graphite déplacent initialement de l'eau (qui absorbe les neutrons). Il en résulte une absorption moins efficace de neutrons. Ainsi, pendant les premières secondes de l'activation de la tige de commande, la puissance de sortie du réacteur est augmentée plutôt que réduite comme le souhaitent les concepteurs:18.

#### Ponts et défaillances structurelles
Tous les effondrements de ponts et autres ouvrages du génie civil ne sont pas forcément attribuables à la seule connaissance imparfaite des lois et phénomènes physiques à prendre en compte (erreurs de conception ou connaissances scientifiques erronées) ou aux erreurs de calcul nécessaires à la conception de leur réalisation. D'autres causes faisant intervenir par exemple des contraintes économiques et le laxisme des autorités concernées en lien avec la maintenance de ces ouvrages ne sont pas prises en compte ici.
- L'effondrement du pont du détroit de Tacoma en 1940 offre un exemple de défaillances structurelles ayant conduit à la rupture d'une structure. L'ouvrage ayant été inauguré quelques mois plus tôt seulement, son effondrement ne pouvait être dû à un vieillissement prématuré de sa structure. Le film ci-contre montre bien les fortes ondulations du tablier de la travée centrale juste avant sa rupture. Quelle qu'en soit la cause exacte, il apparaît clairement qu'une connaissance insuffisante des contraintes structurelles en lien avec la résistance des matériaux a dû jouer un rôle (Voir aussi Contrainte de cisaillement).

## Idées fausses rectifiées et expressions langagières

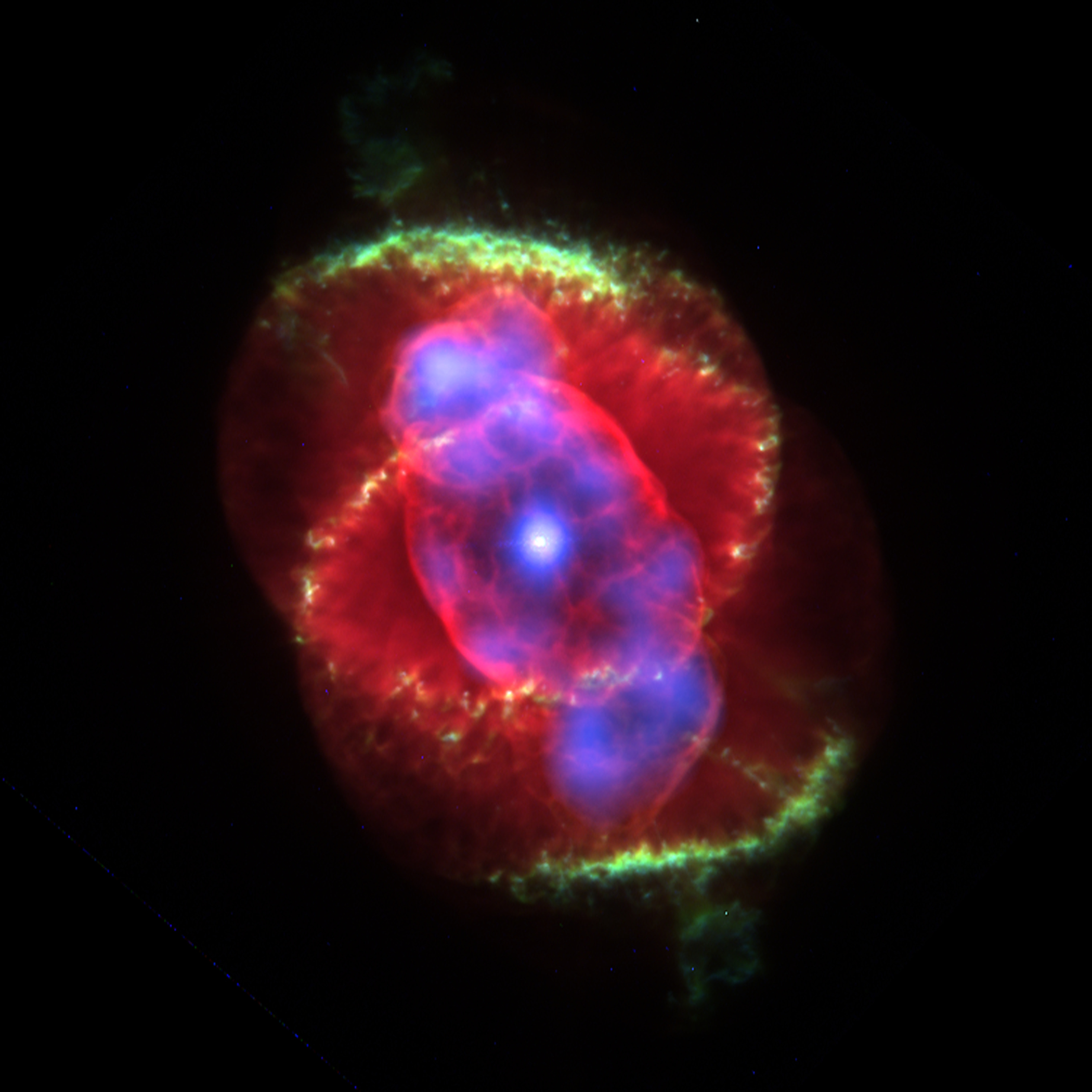
Nébuleuse de l'Œil de Chat (NGC 6543)

Il arrive que des idées fausses en science donnent lieu à des expressions ou vocables qui trahissent leur origine et qui sont encore utilisés de nos jours même après que ces idées furent corrigées. En astronomie par exemple, les expressions « lever de soleil » et « coucher de soleil » en usage dans les éphémérides sont tributaires de la conception géocentrique. De même, l'expression « nébuleuse planétaire » renvoie à une fausse idée qu'avaient les premiers astronomes qui les ont observées. Sachant aujourd'hui que l'expression « nébuleuse stellaire » conviendrait mieux, l'ancienne désignation s'est maintenue malgré tout. De la même façon, les astronomes savent très bien que certaines « constantes » ne le sont pas alors que ce vocable demeure. C'est le cas par exemple pour la constante de Hubble et la constante solaire qui renvoient à une époque où la communauté scientifique estimait que ces paramètres ne variaient pas. En physique, le mot "atome" (grec ancien  ἄτομος [átomos], « insécable ») signifiant : « le plus petit élément de matière, considéré comme indivisible » est toujours d'usage bien après la découverte de la fission nucléaire en 1938.

## Psychologie des erreurs scientifiques

### Difficultés d'une étude de la psychologie des erreurs scientifiques
Les psychologues ont identifié plusieurs biais cognitifs conduisant à des erreurs de raisonnement. Les études portant sur la psychologie des erreurs commises dans le domaine des sciences semblent peu nombreuses à ce jour. Dans l'un de ses ouvrages, Mario Livio commente une erreur de Linus Pauling. Voici ce qu'il écrit : 

« Pauling s'est empressé de publier sa théorie de l'ADN, qui s'est avérée fatalement erronée. Au lieu des doubles brins enroulés dans une hélice que les scientifiques savent maintenant pour constituer des molécules d'ADN, Pauling a théorisé trois brins entrelacés. En partie, a déclaré Livio, Pauling était trop confiant en raison de son succès antérieur dans la déduction d'un modèle de structure pour les protéines. "Son modèle a été construit à l'envers par rapport au modèle correct et avait trois brins à l'intérieur au lieu de deux", a déclaré Livio. "Ce n'était pas une double hélice, c'était une triple hélice, il est tombé dans une large mesure victime de son propre succès." »

 Il existe un biais cognitif correspondant à l'attitude de Pauling que décrit Livio, le biais d'autocomplaisance. Deux difficultés surgissent ici. D'une part, comment s'assurer que cette attitude mentale était bien celle de Pauling. D'autre part, comment s'assurer de pouvoir parler ici d'erreur scientifique alors que Pauling a peut-être simplement voulu proposer un modèle. On retrouve ici l'une des difficultés de la catégorisation pour ce concept.

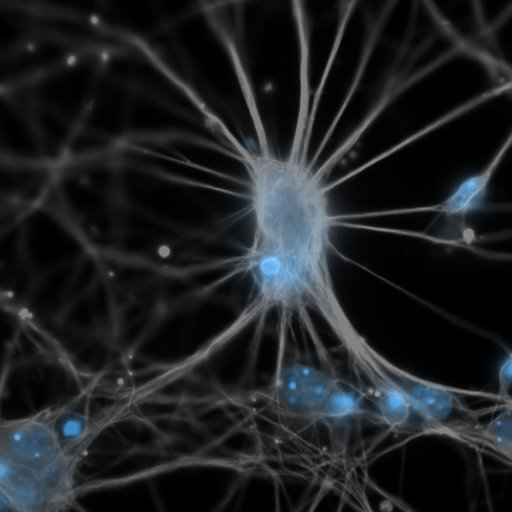
Neurone cortical de souris en milieu de culture cellulaire.

De même, par exemple, Sigmund Freud présenta dans une conférence intitulée La structure des éléments du système nerveux, publié en 1884 dans le Jarbücher fur Psychiatrie, une description dans laquelle il fait état de sa conception de ce que doit être la structure du tissu nerveux. Il écrit : 

« Si l'on suppose que les fibrilles du nerf connaissent le parcours de conduite alors on doit dire que les chemins qui, dans les nerfs, sont séparés, confluent dans la cellule nerveuse: alors la cellule nerveuse devient l'origine de toutes les fibres nerveuses qui sont en relation anatomique avec elle. »

Rétrospectivement, la lecture de ce passage donne l'impression que Freud vient de décrire la structure du neurone et pourtant ce n'est pas le cas. Il a fallu pour cela accomplir un saut conceptuel car jusqu'ici aucune cellule observée ne présentait une forme aussi particulière : un corps cellulaire avec un prolongement incomparablement plus long (Heinrich Wilhelm Waldeyer est celui qui parviendra à cette conception en 1891 à la suite des travaux de Santiago Ramón y Cajal). Mis à part ce saut conceptuel, il est possible que des facteurs psychologiques sont intervenus pour s'interposer comme obstacles comme le fait que l'année précédente, en 1883, Freud prit connaissance, grâce à Breuer, du cas Anna O qui a vivement retenu son attention et qui a sans aucun doute été l'un des facteurs l'ayant amené de la neurologie à la psychologie. Pourtant, là encore, des difficultés se présentent. Jusqu'à quel point par exemple partager son attention entre deux sciences constitue-t-il un obstacle à l'émergence d'une conception ? S'agissant de personnages historiques, il n'est évidemment pas possible pour les psychologues d'expérimenter en leur présence les réduisant ainsi à des conjectures.

### Difficultés pour les scientifiques d'admettre leurs erreurs
Mis à part le fait que les scientifiques qui reconnaissent avoir commis une erreur, qu'elle soit d'ordre méthodologique ou autre, peuvent voir leurs crédits de recherche supprimés même si cette erreur est commise de bonne foi, la diminution voire l'effondrement du prestige accordé à ces personnes compte sans doute parmi les raisons les plus fortes sur le plan psychologique qui explique leur réticence à passer aux aveux. La crainte des attaques personnelles et de l'humiliation suffit bien souvent à faire reculer bien des gens de la communauté scientifique sur la voie de l'éthique qui exige que la vérité soit rétablie.
C'est pourquoi il n'est pas anodin de constater que certaines de ces personnes aient trouvé le courage de faire amende honorable en reconnaissant leur(s) erreur(s) une fois leurs travaux publiés. Ainsi un article de Rasmus Nielsen (en) et Xinzhu Wei paru en juin 2019 a fait l'objet d'une rétractation publique de la part de Nielsen le 8 octobre suivant. L'article publié dans Nature Medicine affirmait que les jumelles chinoises, dont le gène CCR5 a été modifié par l'équipe dirigée par He Jiankui, auraient une espérance de vie réduite. Du fait d'erreurs techniques dans la base de données utilisées pour leur étude, Nielsen s'est vu obligé de revenir sur leur conclusion. En janvier 2020, Frances Arnold, lauréate du prix Nobel de chimie 2018, reconnaissait à son tour avoir manqué de rigueur dans la réalisation d'une étude dont les résultats n'avaient pu être reproduits invalidant ainsi les conclusions de l'un de ses articles paru dans Science. Dans un cas comme dans l'autre, ces deux chercheurs ont reconnu rapidement leur erreur après la publication de leurs travaux.

## Erreurs scientifiques et anecdotes

### Recevoir le prix Nobel pour une fausse découverte

L'une des réactions possibles de la fission de l'uranium 235 :

Enrico Fermi a fait faire des progrès à la physique nucléaire. Il reçut le prix Nobel de physique en 1938 pour « sa découverte de nouveaux éléments radioactifs, développés par l’irradiation des neutrons, et sa découverte à ce propos des réactions de noyaux, effectuées au moyen des neutrons lents ». Fermi avait affirmé avoir réussi à produire les premiers éléments transuraniens, les éléments 93 et 94. Fermi partait de l’idée qu’en bombardant des noyaux d’uranium à l'aide de neutrons, ces noyaux d’uranium allaient finir par absorber un neutron qui, sous l’effet la radioactivité bêta, se transformera en proton. transmutant l’uranium en un nouvel élément à 93 protons. Après une nouvelle étape, celui-ci se métamorphosera en élément à 94 protons. L’expérience de Fermi produisit effectivement des éléments nouveaux qu'il ne put toutefois identifier chimiquement, ce qui avait amené la chimiste allemande Ida Tacke a fait remarquer que l'interprétation de Fermi n'était pas formellement démontrée. Ce que l'expérience de Fermi avait produit étaient en fait des éléments issus de la fission de noyaux d'uranium impliquant l'isotope uranium 235, ce que comprendra Lise Meitner à la suite de l’expérience d'Otto Hahn et de Fritz Strassmann qui avaient tenté de reproduire celle de Fermi. Segrè avait lu l'article de Tacke de 1934 et en avait rejeté les explications comme étant dénuées de fondement. Curieusement, Segrè commit l'erreur exactement inverse quelques années plus tard alors qu'il avait émigré aux États-Unis et qu'il travaillait à l'université de Californie à Berkeley. Analysant l'élément obtenu par un collègue lors d'une expérience réalisée en 1940, il conclut qu'il s'agissait d'un produit de fission. Un autre collègue, Edwin McMillan, eut des doutes. Refaisant les analyses chimiques et les poussant plus loin, il s'aperçut qu'il s'agissait de l'élément qui suivait immédiatement l'uranium.,

### Prouver qu'on a tort et recevoir le prix Nobel
Le neurophysiologiste John Eccles a été l'un des plus ardents défenseurs de l'idée selon laquelle les neurones communiquent par voie électrique. Durant les années 1930 et 1940, il s'est opposé fermement à l'idée que les cellules nerveuses communiquent entre elles par voie chimique. Pour Eccles, la transmission de l'influx nerveux se réalisait tout simplement trop rapidement pour que soient impliqués des molécules dans ce processus. Seule une transmission de nature électrique pouvait assurer la propagation de ces signaux avec une telle rapidité. Le neurophysiologiste australien avait d'ailleurs mesuré cette vitesse à partir de 1935 pour le conforter dans cette conception alors même que les travaux d'Otto Loewi sur les nerfs vague et parasympathiques du cœur d'une grenouille prouvèrent l'action de neurotransmetteurs chimiques pour le système nerveux autonome et que Henry Dale avait mis en évidence la communication par voie chimique pour le système nerveux volontaire avec les neurones moteurs et ceux des ganglions nerveux. C'était ainsi l'ensemble des activités efférentes du système nerveux périphérique, qu'elles soient volontaires ou involontaires, qui étaient concernées. Eccles argumenta alors que ce qui pouvait se produire pour ces neurones n'était pas valable pour les neurones cérébraux. C'est une expérience qu'il fit en 1951 qui amena Eccles à prouver que sa conception était erronée. En observant un potentiel électrique négatif pour un neurone chez le chat, il prouve que la transmission ne peut pas se produire par voie électrique et doit impliquer des médiateurs chimiques. Par ce travail qui réfutait la conception qu'il défendait depuis une vingtaine d'années, Eccles reçut le prix Nobel douze ans plus tard, en 1963.

## Erreurs scientifiques au cinéma
Force est de constater que les erreurs scientifiques sont courantes au cinéma et certains scientifiques ne se privent pas de le faire remarquer. L'astrophysicien Neil deGrasse Tyson est l'un d'eux. Parmi les films qui ont fait l'objet de ses critiques, Gravity et Prometheus font partie de ceux dont il a relevé certaines inexactitudes voire incohérences. Il arrive aussi que le réalisateur d'un film corrige certaines erreurs dans une version ultérieure à la suite de ces critiques. C'est ce qui s'est produit pour le film Titanic lorsque Neil deGrasse Tyson fit remarquer à James Cameron que la disposition des étoiles dans l'une des scènes du film était impossible. Cameron a accepté de corriger cette erreur dans la version 3D du long métrage sortie en avril 2012,.

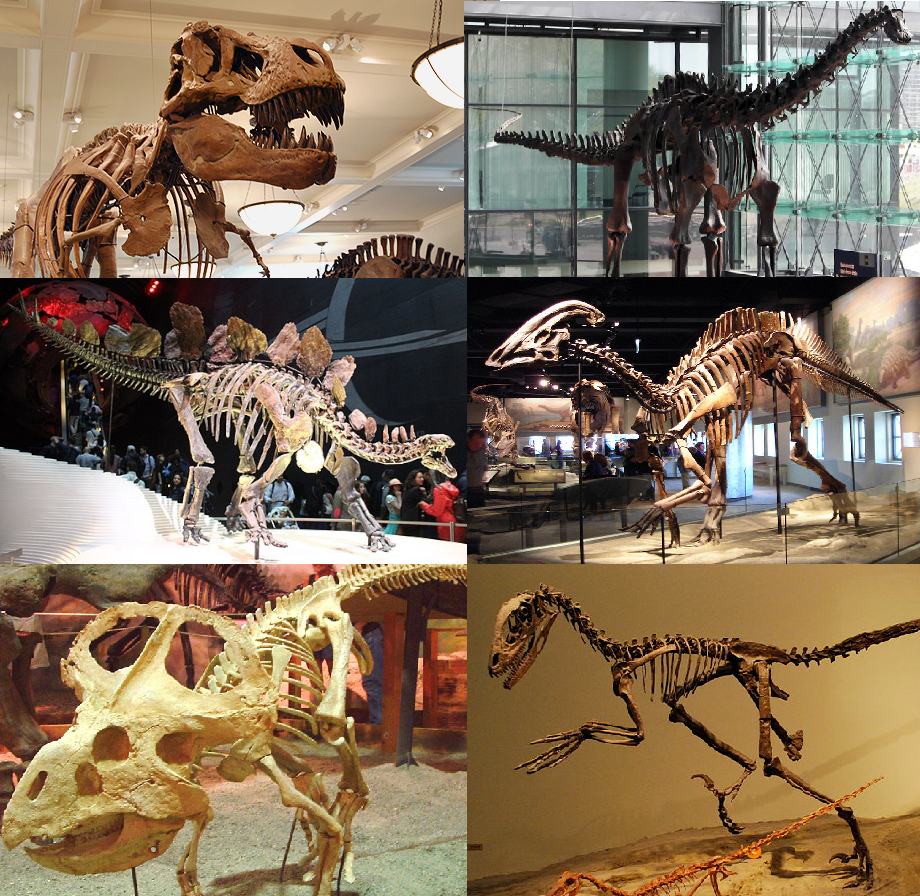
Montage réunissant les squelettes reconstitués de quatre espèces de dinosaures herbivores et deux espèces de dinosaures carnivores.

Parfois, c'est le titre du film lui-même qui serait à modifier pour respecter les connaissances scientifiques acquises. Dans un article paru en 1993 dans le New York Review of Books, Stephen Jay Gould fit remarquer que seulement deux des dinosaures présentés dans la version cinématographique de Jurassic Park ont réellement vécu pendant la période jurassique - le sauropode géant Brachiosaurus, et le petit Dilophosaurus. Tous les autres ayant vécu durant le Crétacé,. Gould suggéra ainsi que "Cretaceous Park" (en français "Parc Crétacé") comme titre du film aurait été plus en accord avec les données paléontologiques. Le film est une adaptation cinématographique du roman du même nom de Michael Crichton paru en 1990. Sur la page couverture de la première édition du roman paraît la silhouette d'un T rex.
Les réalisateurs de films, notamment ceux de science-fiction, font souvent des choix enfreignant les lois de la physique. Ainsi, par exemple, dans la scène de l’assaut final contre l’Étoile Noire dans Star Wars, on entend des explosions et des bruits de laser, alors que dans le vide de l'espace devrait régner le silence. Une erreur d'un autre type est aussi décelable quand Han Solo, l'un des personnages, mentionne que son vaisseau se déplace à la vitesse de vingt parsecs, alors que le parsec étant une unité de longueur et non de vitesse.